# Personnages de Girls und Panzer
 (novembre 2024).
Si vous disposez d'ouvrages ou d'articles de référence ou si vous connaissez des sites web de qualité traitant du thème abordé ici, merci de compléter l'article en donnant les références utiles à sa vérifiabilité et en les liant à la section « Notes et références ».

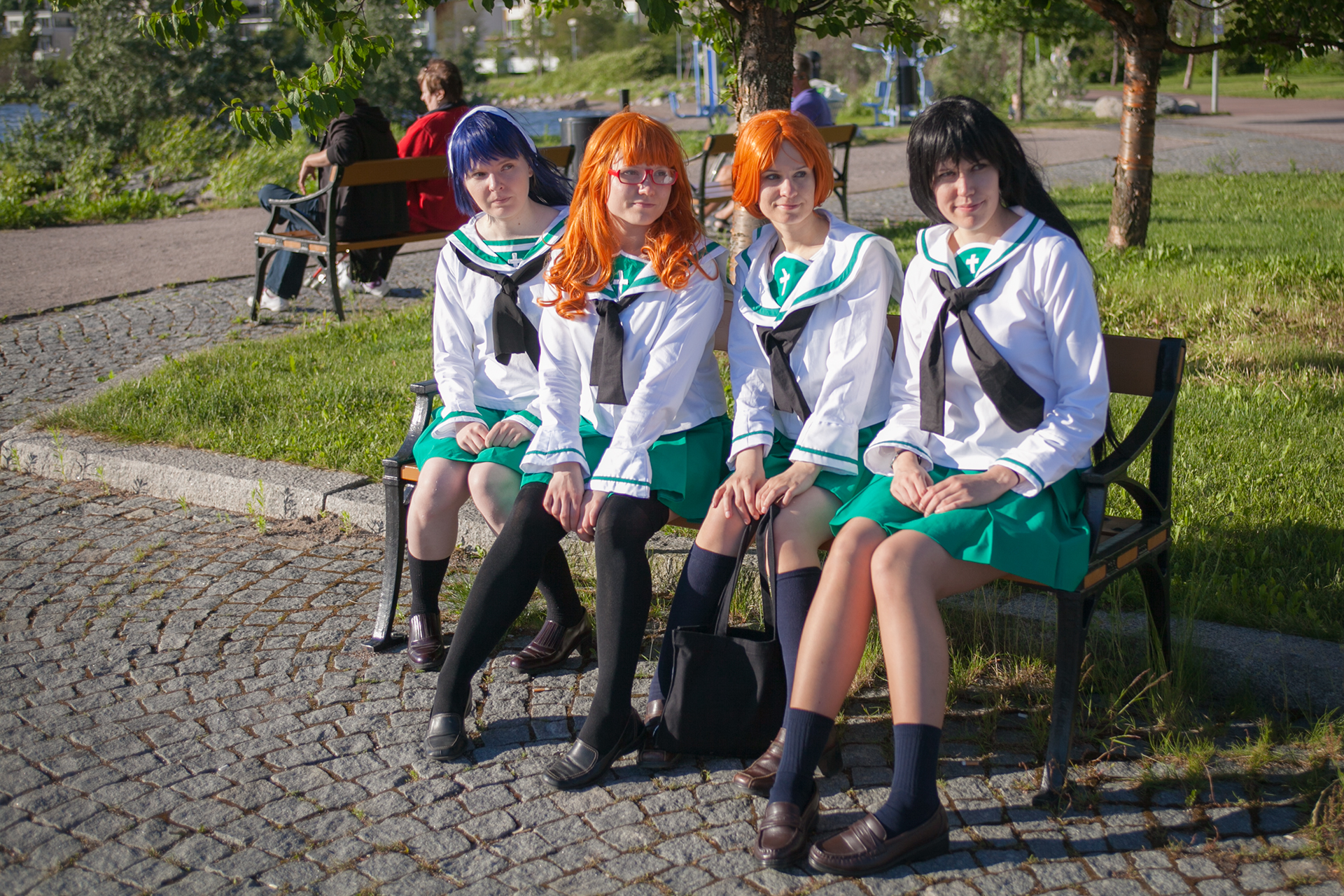
Costumade de plusieurs personnages de Girls und Panzer au Desucon 2013. De gauche à droite : Mako Reizei, Saori Takebe, Miho Nishizumi et Hana Isuzu.

Cette page contient une liste des personnages de la franchise d’animation Girls und Panzer.

## Lycée Ōarai
Ōarai est le principal lycées présents dans l'univers. Le lycée est localisé dans la ville éponyme,. Sa caractéristique principal est que son club de sensha-dō a été suspendu pendant plusieurs années pour des raisons financières.
Le lycée Ōarai est le nouveau lycée du protagoniste principal Miho Nishizumi, qui a été transféré principalement parce que le lycée ne pratiquait pas le sensha-dō. En effet, le club avait été dissous, mais a été relancé par Anzu Kadotani dans le but d’éviter la fermeture du lycée, dû au fait que le lycée perd de l’argent depuis plusieurs années.

### Personnages principaux

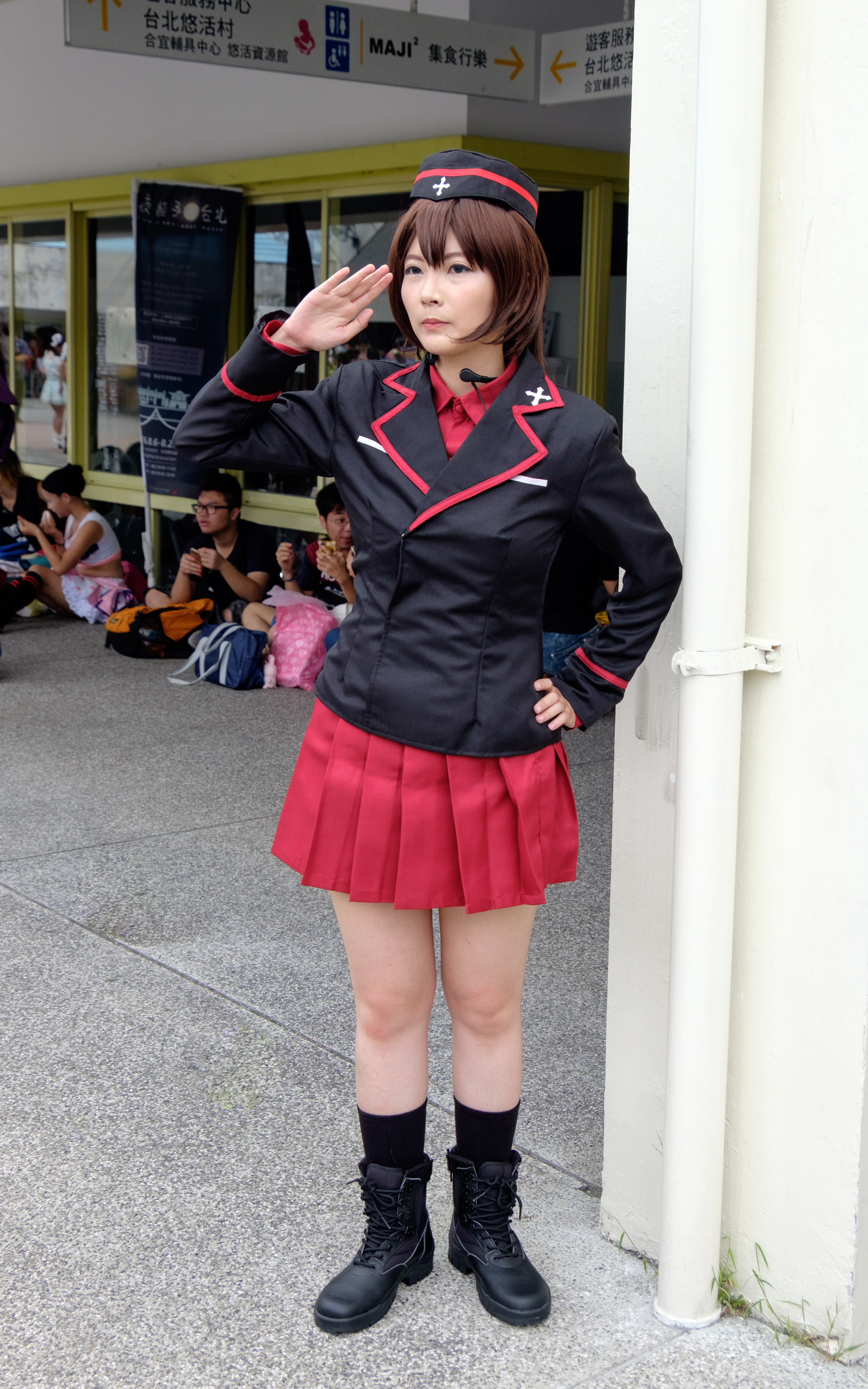
Costumade de Maho Nishizumi au Francy Frontier 28.

#### Équipe Baudroie

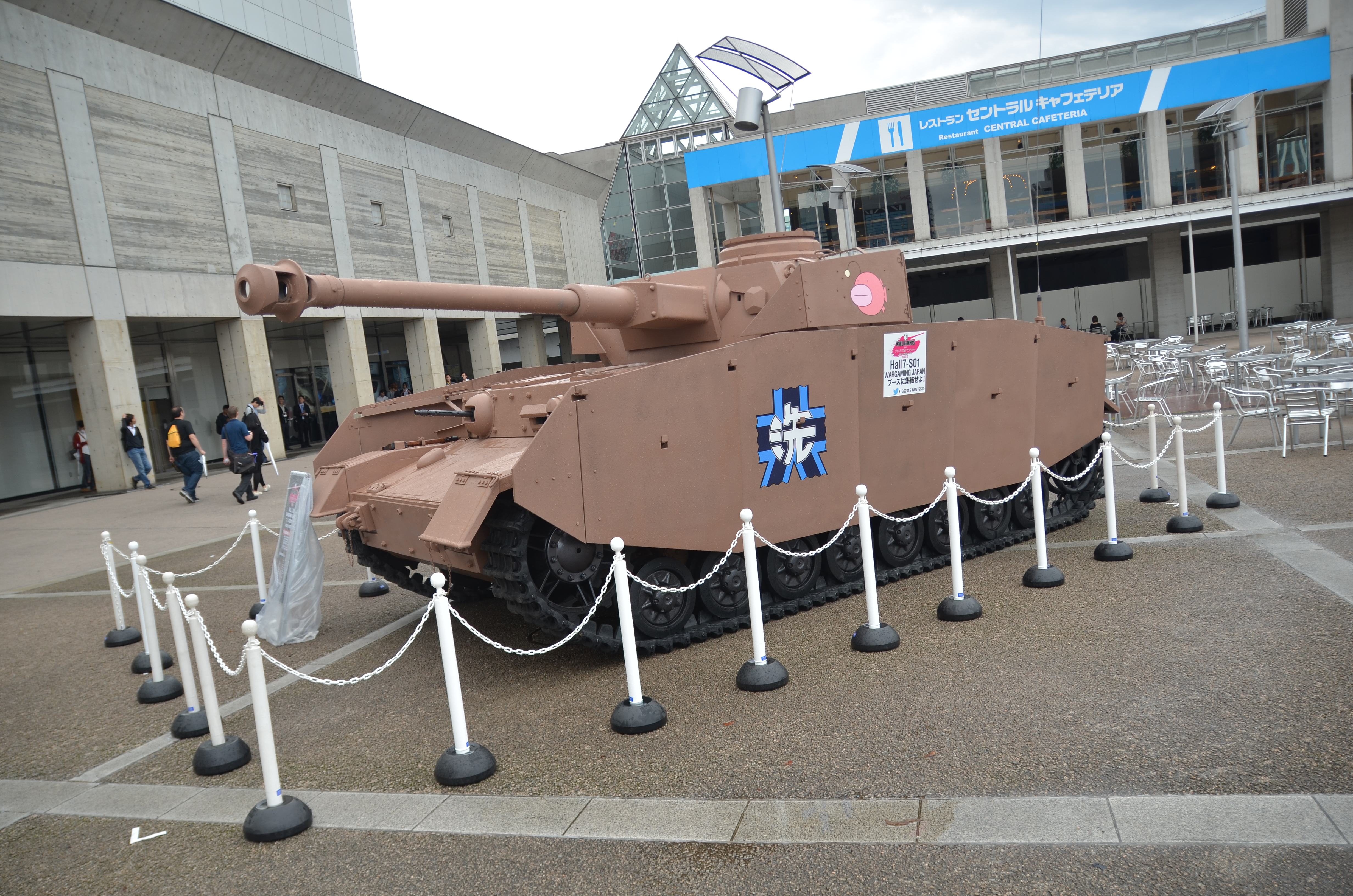
Réplique du Panzer IV de l'équipe Baudroie au Tokyo Game show de 2015.

L'équipe Baudroie (あんこうチーム (Ankō Chīmu), commandée par Miho Nishizumi, est l’équipe des principaux protagonistes de Girls und Panzer. Elles opèrent à bord d'un Panzer IV.
Miho Nishizumi (西住 みほ, Nishizumi Miho)
Voix japonaise : Mai Fuchigami
Commandante en chef de l'équipe de sensha-dō du lycée Ōarai et commandante de l'équipe Baudroie.
Élève de deuxième année, c'est la protagoniste principale de Girls und Panzer. Elle vient d'une famille réputée pour posséder une importante lignée de pratiquantes experte en sensha-dō, elle est en effet la plus jeune fille de Shiho Nishizumi et la sœur cadette de Maho Nishizumi, toutes les deux considérées comme parmi les meilleures pratiquantes de sensha-dō, Shiho Nishizumi étant même la créatrice du "style Nishizumi". Bien qu'ayant elle même pratiquée le sensha-dō en tant que tradition familiale, elle décide de s'en éloigner après avoir été impliquée dans un accident qui fit perdre un match à son équipe d'alors, celle du lycée Kuromorimine. Elle décide alors de continuer ses études dans un lycée qui ne proposait pas de sensha-dō, d'où son arrivée au lycée Ōarai. Malheureusement pour elle, les membres du Conseil des étudiants du lycée décident de remettent en route le club de sensha-dō et poussent Miho a en prendre la direction, étant donné qu'elle est la seule à avoir de l'expérience dans ce domaine.
Saori Takebe (武部 沙織, Takebe Saori)Voix japonaise : Ai Kayano: Opératrice radio et mitrailleuse de l'équipe Baudroie.
Elle a une personnalité sociable et est très bavarde. Elle pense qu'elle est très populaire auprès des garçons.
Hana Isuzu (五十鈴 華, Isuzu Hana)
Voix japonaise : Mami Ozaki
Tireuse de l'équipe Baudroie.
Elle pratique l'art floral japonais ikebana.
Yukari Akiyama (秋山 優花里, Akiyama Yukari)
Voix japonaise : Ikumi Nakagami
Chargeuse de l'équipe Baudroie.
Elle est passionnée de chars depuis son enfance, elle est une grande admiratrice de Miho.
Mako Reizei (冷泉 麻子, Asako Reizumi)
Voix japonaise : Yuka Iguchi
Conductrice de l'équipe Baudroie.
Elle a un problème de santé qui fait qu'elle semble toujours somnoler et qu'elle arrive souvent en retard en cours. Elle est pourtant très intelligente et l'une des meilleures conductrices de char de l'école.

### Personnages secondaires

#### Équipe Tortue

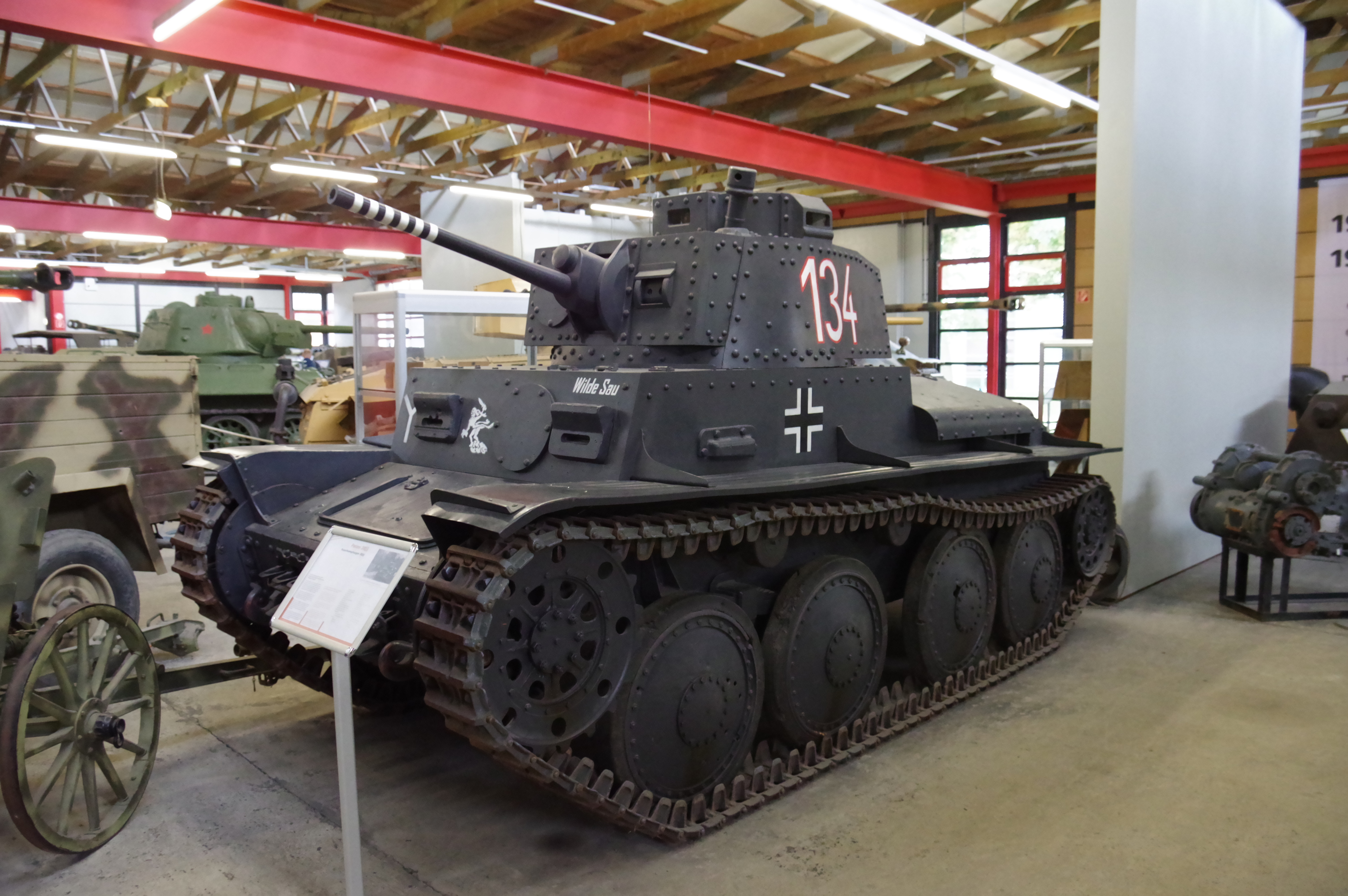
Panzer 38(t) au musée allemand des Blindés de Munster semblable à celui qu'utilise l'équipe Tortue au début de l'anime.

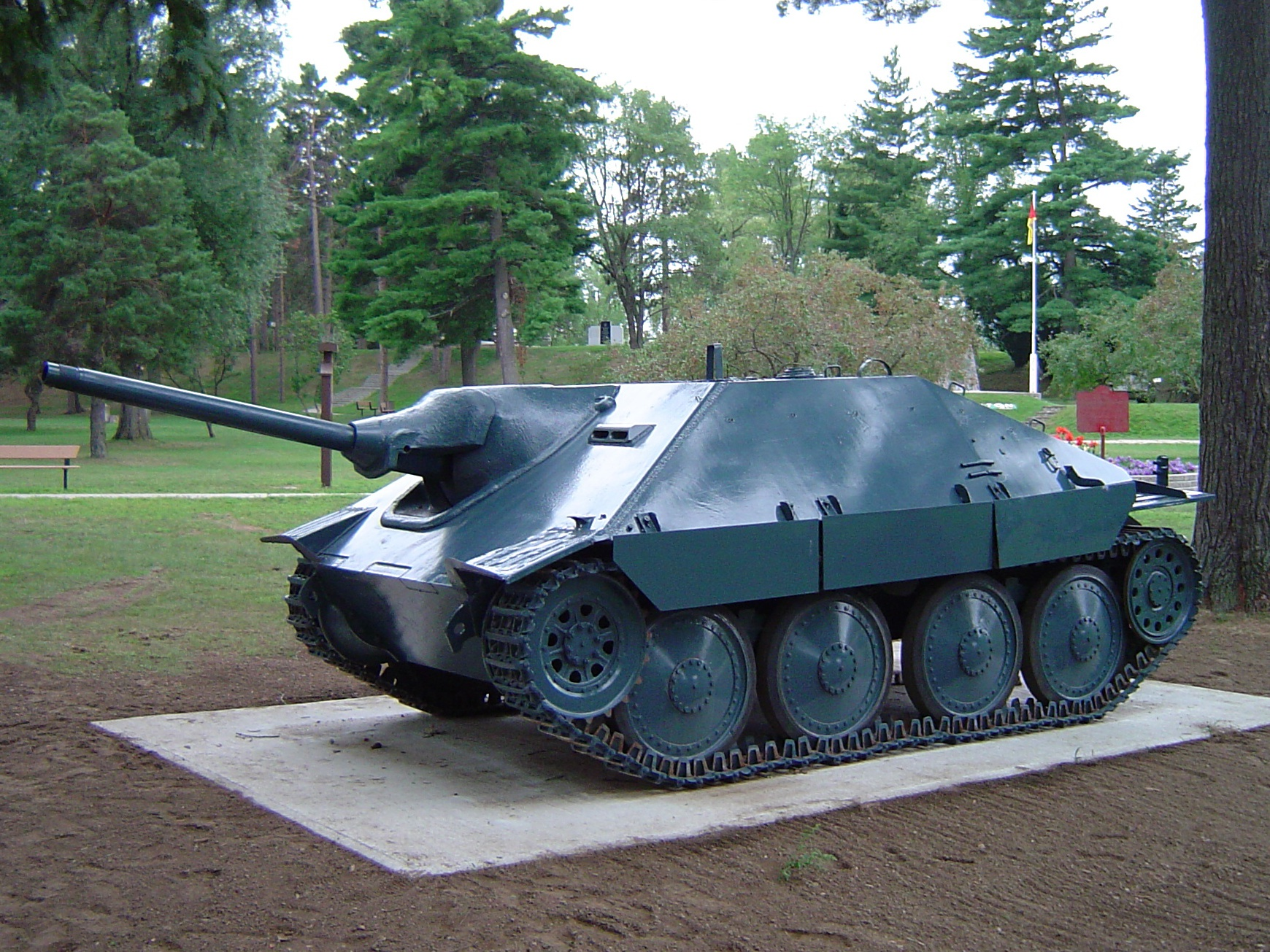
Hetzer au musée de la base militaire de Borden semblable à celui utilisé par l'équipé Tortue.

L'équipe Tortue カメさんチーム (Kame-san Chīmu) est composée de membres du Conseil des étudiants du lycée, est aux commandes d'un char tchèque Panzer 38(t), transformé par la suite en Hetzer.
Anzu Kadotani (角谷 杏, Kadotani Anzu)
Capitaine de l'équipe Tortue.
Étant la présidente du Conseil des étudiants du lycée, elle est appelée seitokaicho, ou plus simplement kaicho.
Momo Kawashima (河嶋 桃, Kawashima Momo)
Tireuse de l'équipe Tortue.
C'est la responsable des Relations Publiques du lycée. Impulsive, Momo a des difficultés à contrôler ses émotions et stresse très rapidement. Au début de l'anime, elle est élève de troisième année. Le film Das Final 3 se centre sur elle.
Yuzu Koyama (小山 柚子, Koyama Yuzu)
Conductrice de l'équipe Tortue.
C'est la vice-présidente du Conseil des étudiants. Très douce et patiente, élevant très rarement la voix, elle appelle Momo "Momo-chan", au grand dam de cette dernière. Au début de l'anime, elle est élève de troisième année.

#### Équipe Hippo

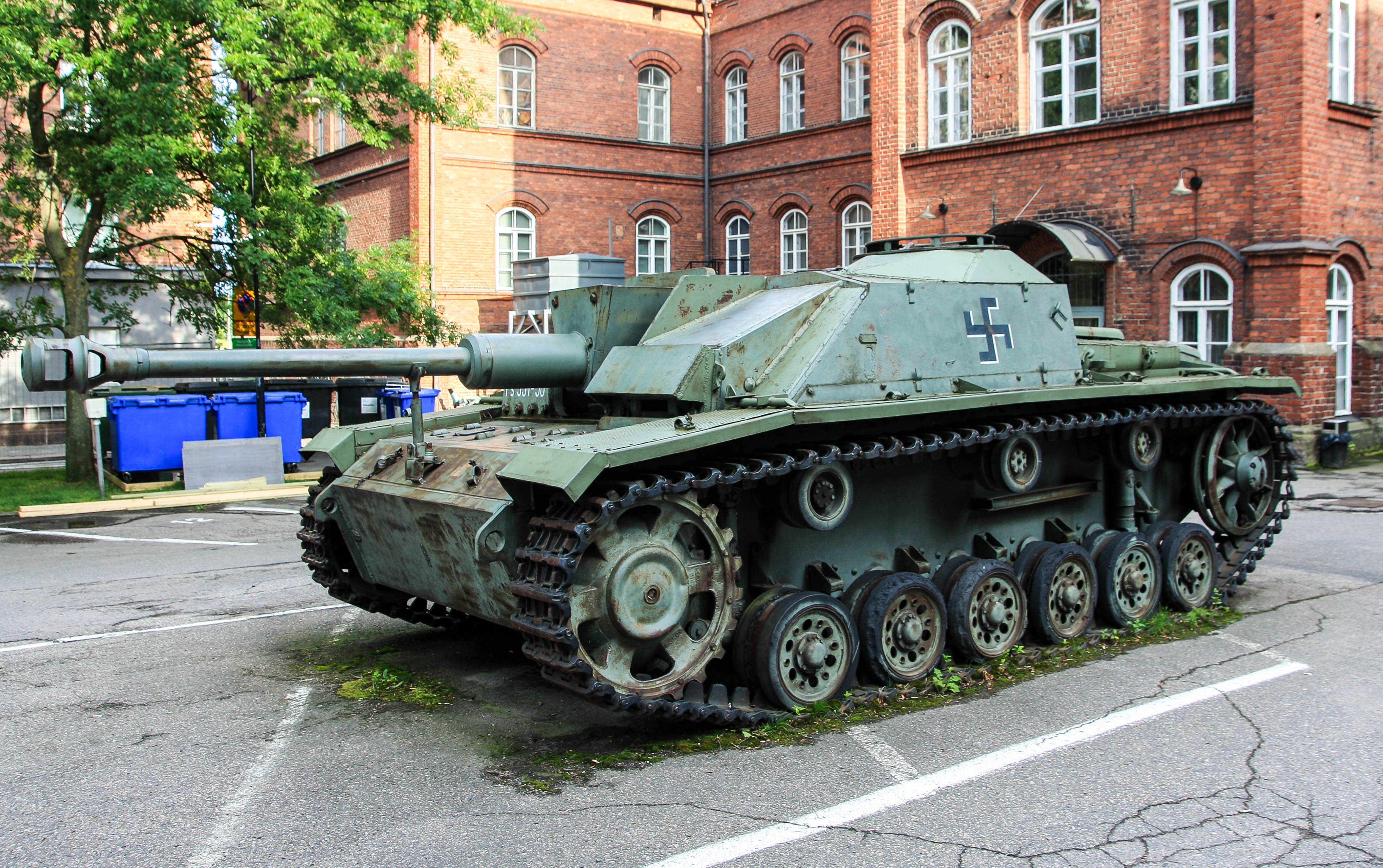
Stug III exposé dans le parking du Musée militaire d'Helsinki semblable à celui utilisé par l'équipe Hippo.

L'équipe Hippo カバさんチーム (Kaba-san Chīmu) est composée du club de Reki-jo, aux commandes d'un chasseur de chars allemand Stug III.
Takako Suzuki (鈴木 貴子, Suzuki Takako) dite Caesar (カエサル, Kaesaru)
Capitaine de l'équipe Hippo et chargeuse.
Elle dirige le club de Reki-jo. Elle est incollable sur la Rome antique et porte une saie rouge autour du cou.
Riko Matsumoto (松本 里子, Matsumoto Riko), dite Erwin (エルヴィン, Eruvin)
Chef de char et opératrice radio de l'équipe Hippo.
C'est une grande admiratrice du général Erwin Rommel. Ses cheveux blonds rappellent des oreilles de fennec, l'animal qui donna son surnom de Renard du désert. Elle porte une réplique de sa casquette et de sa veste. Elle est incollable sur la Seconde Guerre mondiale.
Kiyomi Sugiyama (杉山 清美, Sugiyama Kiyomi), dite Saemonza (左衛門佐, Saemonza)
Tireuse de l'équipe Hippo.
Elle est adepte du tir à l'arc et elle est incollable sur la Période Sengoku. Elle tient son surnom de Sanada Yukimura, dit "Saemon-no-Suke".
Takeko Nogami (野上 武子, Nogami Takeko), dite Oryou (おりょう, Oryō)
Conductrice du char de l'équipe Hippo
Elle porte des lunettes et un haori. Elle est incollable sur la Bakumatsu.

#### Équipe Canard

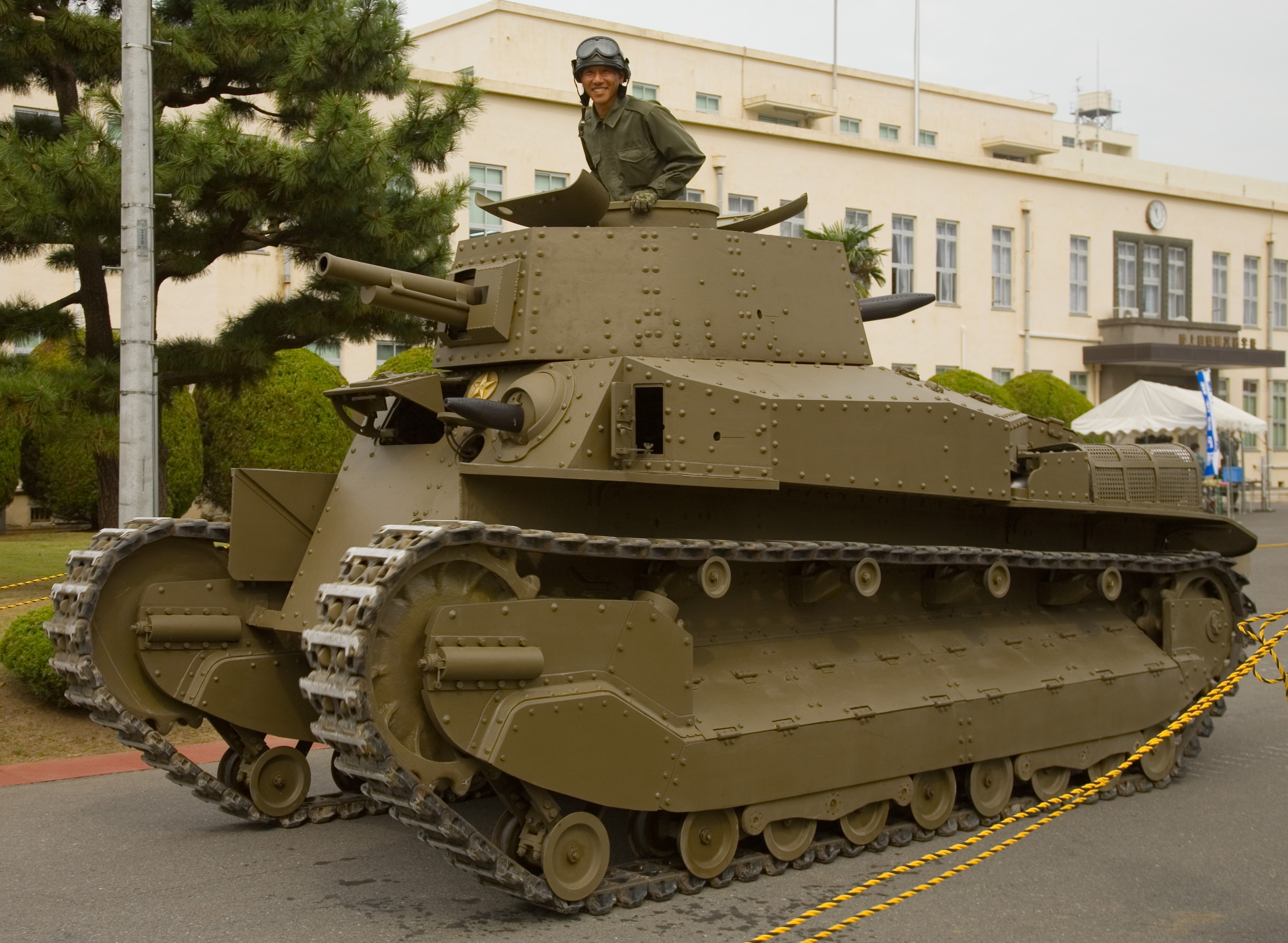
Type 89 du camp de Tsuchiura semblable à celui utilisé par l'équipe Canard.

L'équipe Canard アヒルさんチーム (Ahiru-san Chīmu) est composée de membres souhaitant ramener à la vie le club de volleyball, aux commandes d'un char japonais Type 89.
Noriko Isobe (磯辺典子, Isobe Noriko)
Chef de char et chargeuse de l'équipe Canard.
Elle donne tout pour aller à la victoire. Elle est également manager du club de volley-ball.
Akebi Sasaki (佐々木 あけび, Sasaki Akebi)
Tireuse de l'équipe Canard.
Elle est très sensible et pleure facilement, bien que calme et patiente.
Shinobu Kawanishi (河西 忍, Kawanishi Shinobu)
Conductrice de l'équipe Canard.
Elle a une personnalité positive, mais est colérique.
Taeko Kondou (近藤 妙子, Kondō Taeko)Opératrice radio de l'équipe Canard.
Elle porte un bandeau rouge autour de la tête.

#### Équipe Lapin

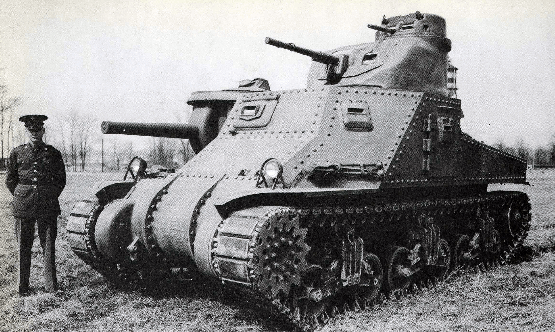
M3 Lee lors de test sur le Aberdeen Proving Ground semblable à celui utilisé par l'équipe Lapin.

L'équipe Lapin ウサギさんチーム (Usagi-san Chīmu) est composée d'élèves de première année, aux commandes d'un char américain M3 Lee :
Azusa Sawa (澤 梓, Sawa Azusa)
Chef de char et capitaine de l'équipe Lapin.
Elle est un peu la figure maternelle de son équipe. Elle a un caractère prudent.
Aya Oono (大野 あや, Ōno Aya)
Mitrailleuse et chef de char adjointe de l'équipe Lapin.
Ses lunettes se cassent fréquemment.
Saki Maruyama (丸山 紗希, Maruyama Saki)
Chargeuse de l'équipe Lapin.
Discrète et possiblement autiste, on ne l'entend que très peu. Elle semble avoir une affection particulière pour les papillons. Elle aime le kombucha.
Karina Sakaguchi (阪口 佳利奈, Sakaguchi Katsura)
Conductrice de l'équipe Lapin.
Elle a tendance à ne pas penser aux conséquences de ses actes et à foncer tête baissée.
Ayumi Yamagou (山郷 あゆみ, Yamagō Ayumi)
Tireuse de l'équipe Lapin.
C'est le garçon manqué de l'équipe et elle stresse rapidement.
Yuuki Utsugi (宇津木 優季, Utsugi Yuuki)
Opératrice radio de l'équipe Lapin.
Elle a un caractère très persévérant.

#### Équipe Colvert

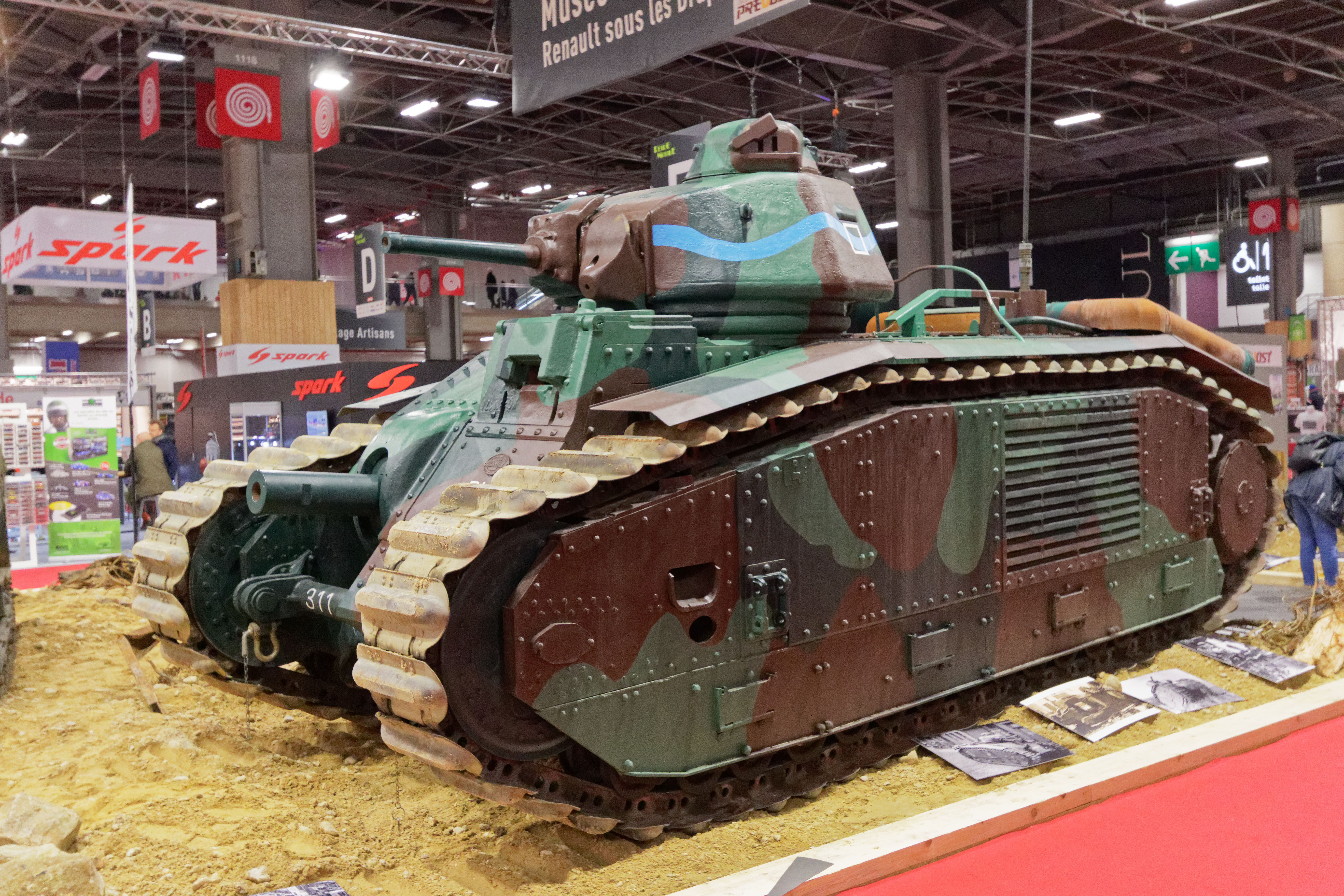
B1-bis de 1936 exposé lors du salon Rétromobile 2018 semblable à celui utilisé par l'équipe Colvert.

L'équipe Colvert カモさんチーム (Kamo-san Chīmu) est composée de membres du Comité des Morales Publiques, aux commandes d'un char français B1-bis.
Midoriko Sono (園 みどり子, Sono Midoriko), dite Sodoko (そど子, Sodoko)
Chef de char et mitrailleuse de l'équipe Colvert.
Présidente du Comité de Morales Publiques,.
Moyoko Gotou (後藤 モヨ子, Gotō Moyoko) dite Gomoyo (ゴモヨ, Gomoyo)
Conductrice de l'équipe Colvert.
Commissaire à la morale, elle a un caractère très patient.
Nozomi Konparu (金春 希美, Konparu Nozomi) dite Pazomi (パゾ美, Pazomi)
Tireuse de l'équipe Colvert.
Commissaire à la morale.

#### Équipe Fourmilier

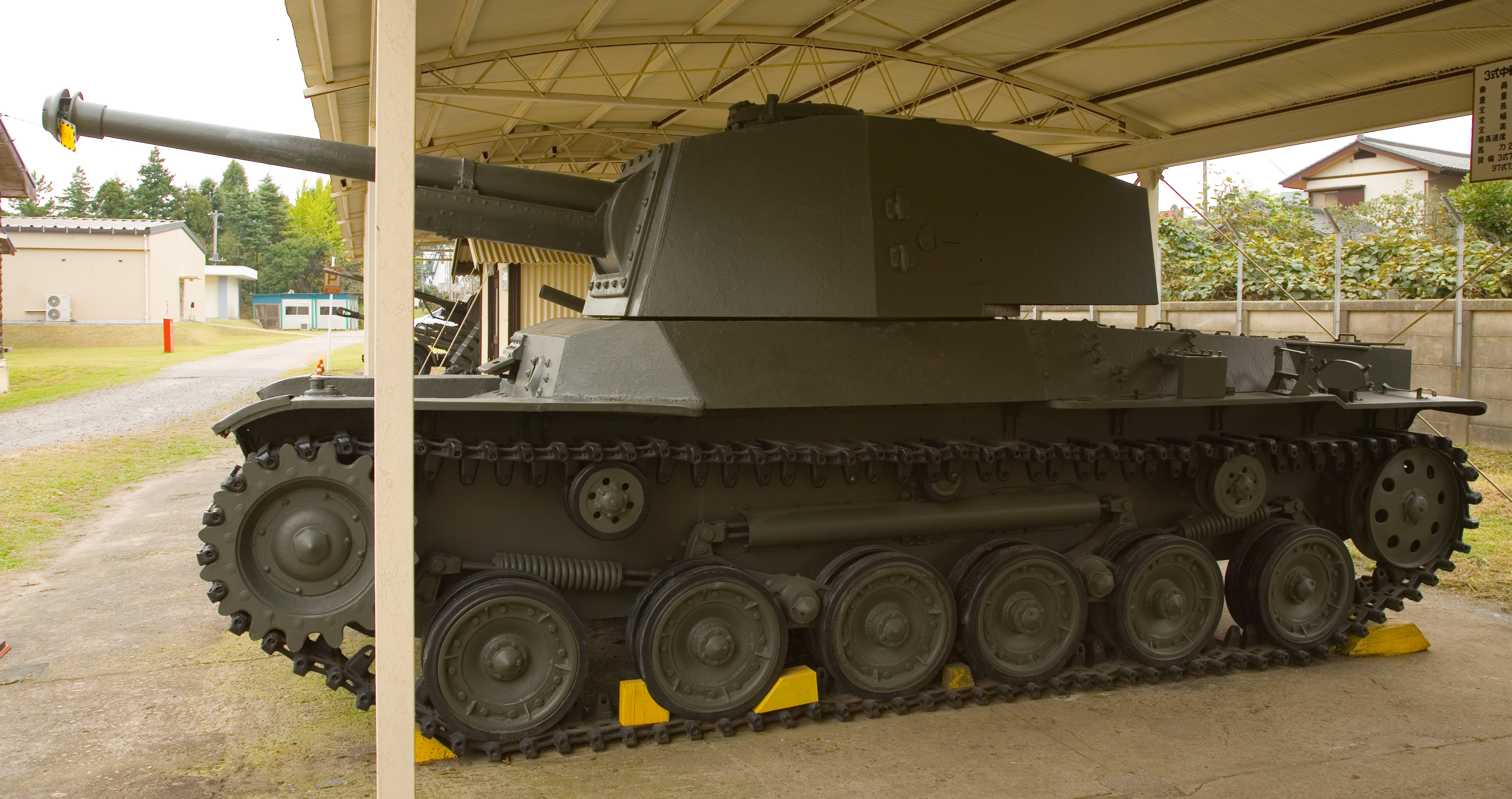
Type 3 Chi-nu exposé au camp de Tsuchiura semblable à celui utilisé par l'équipe Fourmilier.

L'équipe Fourmilier アリクイさんチーム (Arikui-san Chīmu) est composée de geeks, aux commandes d'un char japonais Type 3 Chi-Nu. Ce blindé nécessite cinq membres d'équipage, aussi les membres de l'équipage doivent assurer plusieurs tâches à la fois.
Mai Nekota (猫田 舞, Nekota Mai), dite Nekonya (ねこにゃー, Nekonta)
Chef de char et opératrice radio de l'équipe Fourmillier.
Elle est très timide et porte des lunettes coke-bottle ainsi que de fausses oreilles de chat. Elle a décidé de faire équipe avec Piyotan et Momoga après les avoir rencontrées dans un jeu en ligne.
Aoi Hiyoshi (日吉 葵, Hiyoshi Aoi), dite Piyotan (ぴよたん, Piyotan)
Tireuse et chargeuse de l'équipe Fourmilier. Elle est fan de jeux vidéos.
Taki Momose (百瀬 多希, Momose Taki), dite Momoga (ももがー, Momoga)
Conductrice de l'équipe Fourmilier.
Elle porte un patch en forme de pêche sur l'œil droit.

#### Équipe Léopon

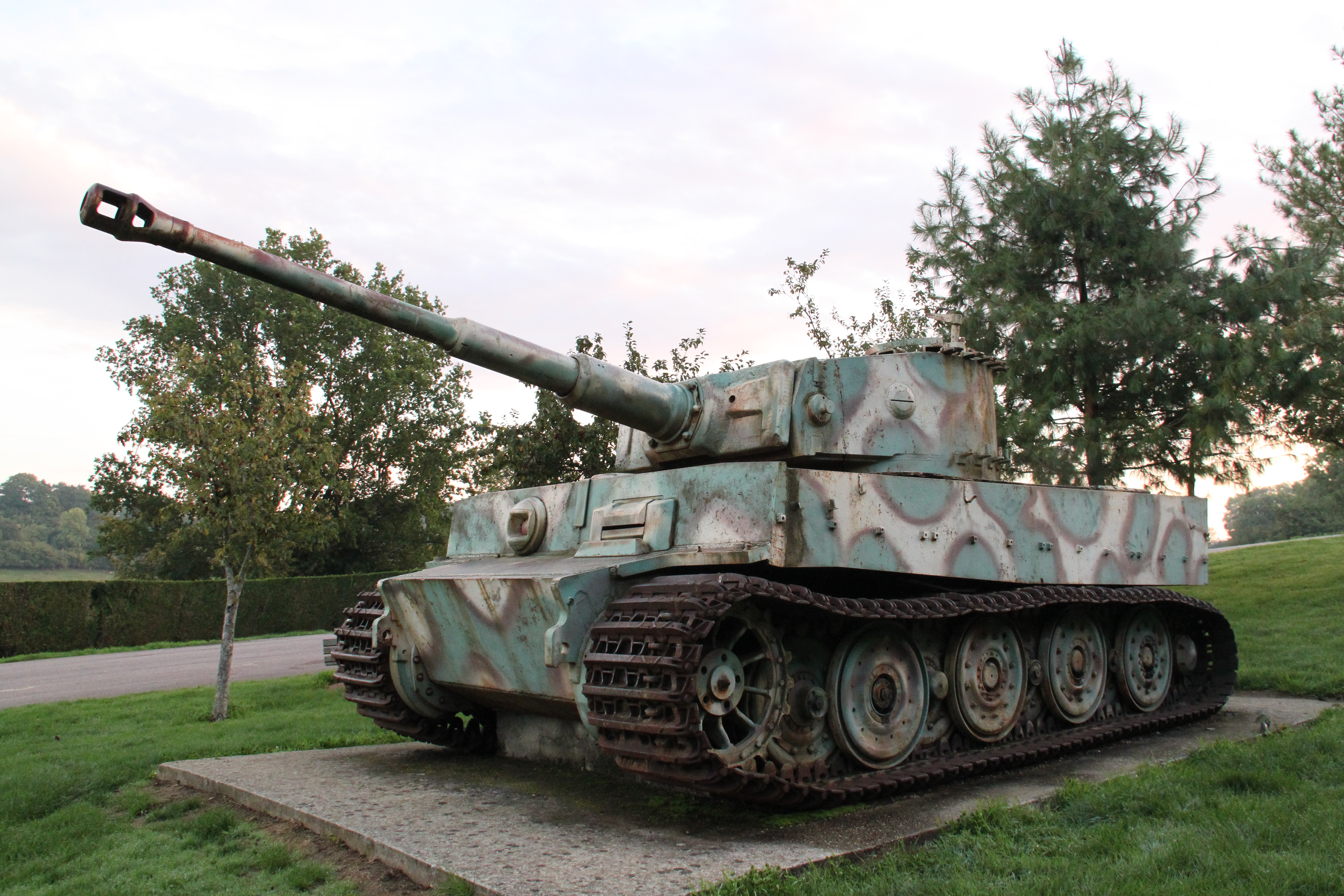
Tigre de Vimoutiers semblable à celui utilisé par l'équipe Léopon.

L'équipe Léopon レオポンさんチーム (Reopon-san Chīmu) est composée des membres du club de mécanique, aux commandes d'un char allemand Tigre de la variante Porsche.
Rera Nakajima (中嶋 麗羅, Nakajima Rera)
Chef de char et opératrice radio de l'équipe Léopon.
Keiko Hoshino (星野 慶子, Hoshino Keiko)
Tireuse de l'équipe Léopon.
Son nom est une référence au pilote automobile Kazuyoshi Hoshino. Elle conduit bien et est surnommée « la femme la plus rapide d’Oarai ».
Muuton Tsuchiya (土屋 夢屯, Tsuchiya Mūton)
Conductrice de l'équipe Léopon.
Maria Suzuki (鈴木 真莉阿, Suzuki Maria)
Chargeuse de l'équipe Léopon.
Son rêve est d’être propriétaire d’une équipe professionnelle de sensha-dō.

#### Équipe Requin

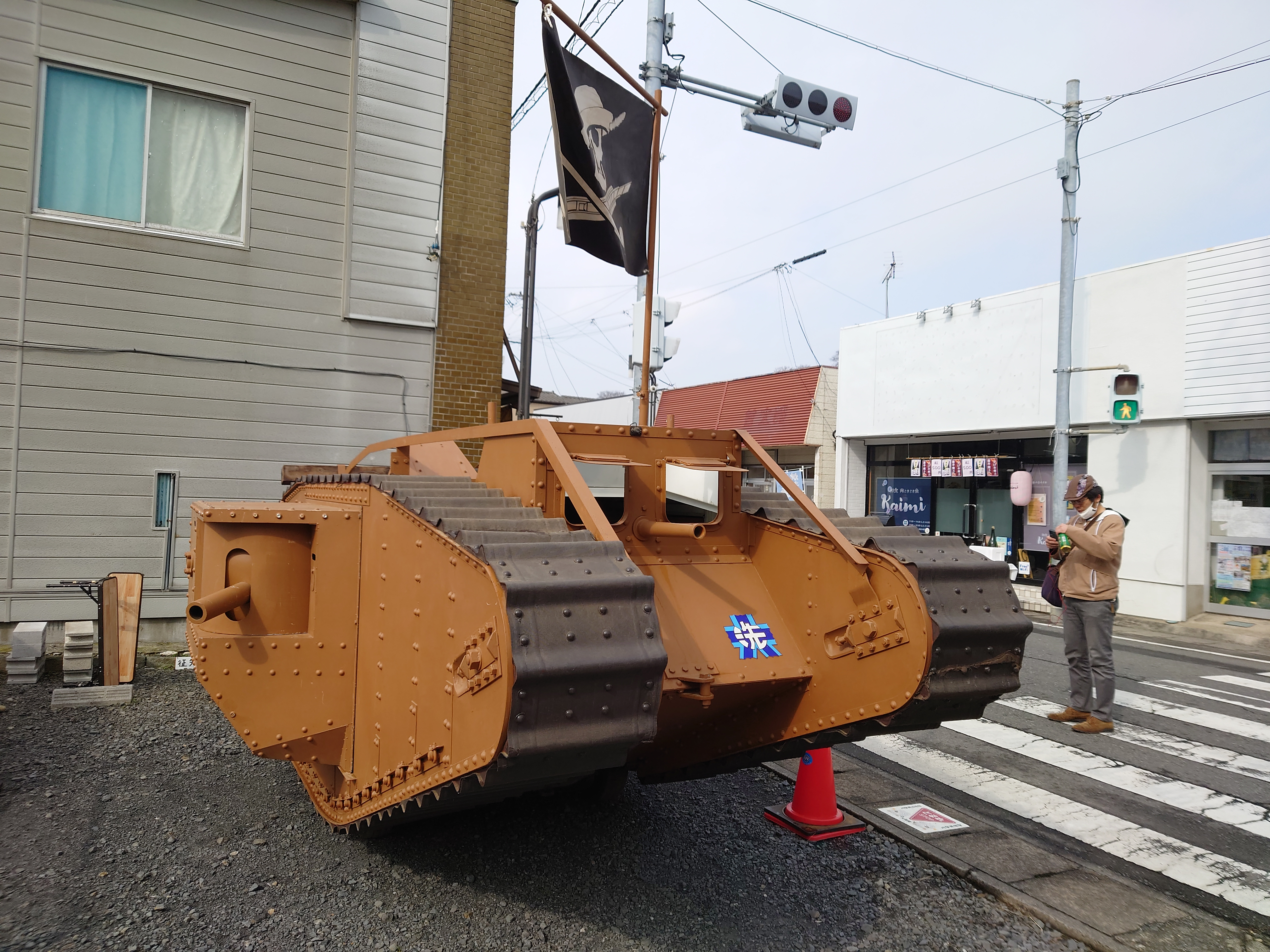
Maquette du Mark IV utilisé par l'équipe Requin.

L'équipe Requin サメさんチーム (Same-san chīmu) est composée d’élèves délinquantes dont le repaire est un bar situé dans les profondeurs du bateau. Elles apparaissent dans le film Das Finale et sont aux commandes d'un char britannique Mark IV.
Ogin (お銀, Ogin), dite "Tornade"
Chef de char de l'équipe Requin.

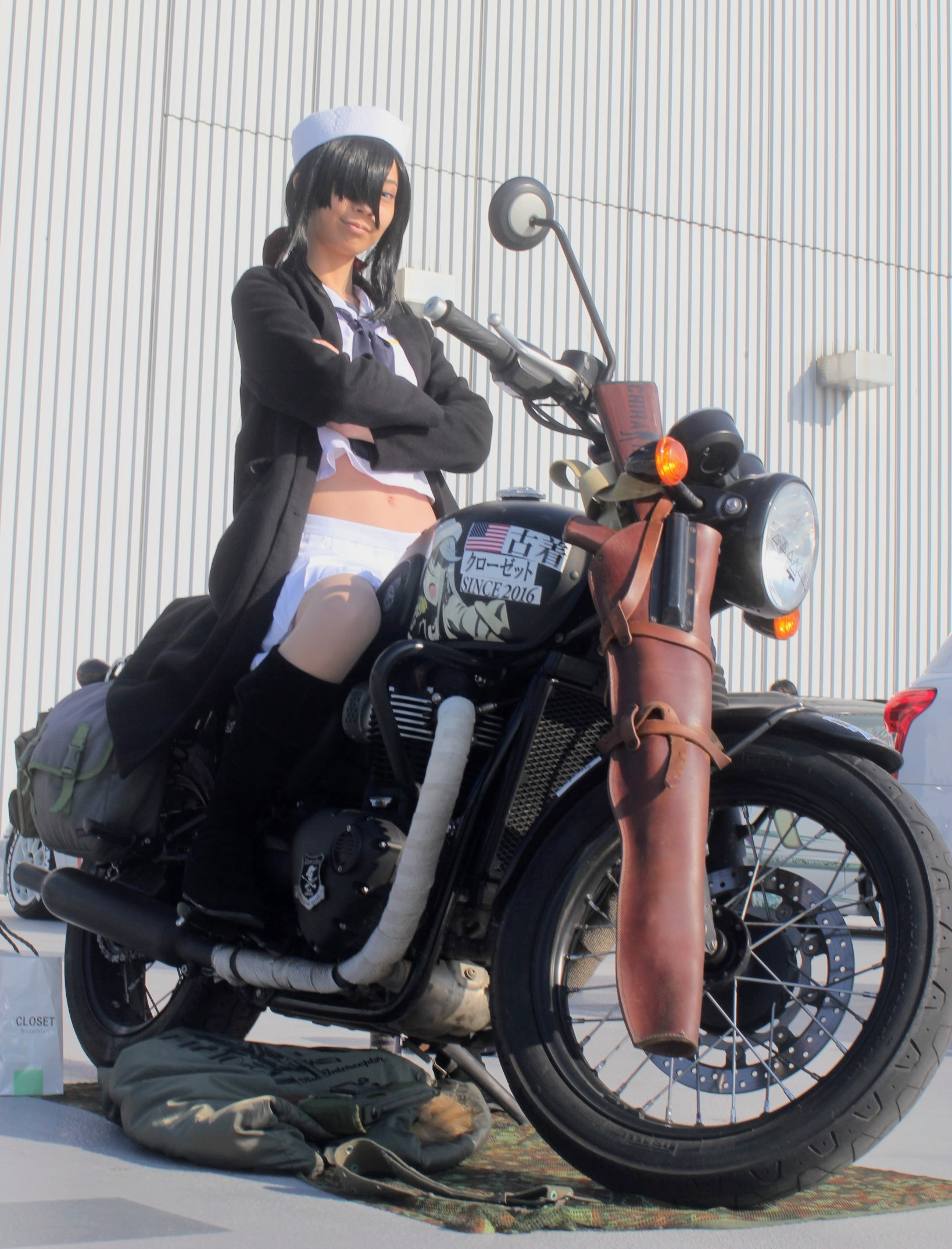
Costumade d'Ogin.

Elle porte un long manteau noir et une casquette de marin,.
Rum (ラム, Ramu), dite "Cyclone explosif"
Conductrice de l'équipe Requin.
Elle possède une épaisse chevelure bouclée rousse.
Murakami (ムラカミ, Murakami), dite "Sargasses"
Chargeuse et mitrailleuse de l'équipe Requin.
Physiquement très imposante, elle est toujours prête à se bagarrer. À la différence des autres membres de l'équipe, elle porte un uniforme scolaire strict.
Flint (フリント, Furinto), dite "Vague écrasante"
Opératrice radio et deuxième conductrice de l'équipe Requin.
Flint est une grande fille gracieuse aux longs cheveux argentés et porte une longue jupe fendue sur le côté. Elle est douée pour le karaoké.
Cutlass (カトラス, Katorasu), dite "Bol de riz aux amandes"
Chargeuse et mitrailleuse de l'équipe Requin.
De petite taille, Cutlass porte une tenue de barmaid (avec un nœud papillon) par-dessus son uniforme de marine. Son visage et sa façon de s'exprimer sont froids et dénués d'émotion.

#### Autres
Ami Chouno (蝶野 亜美, Chōno Ami)

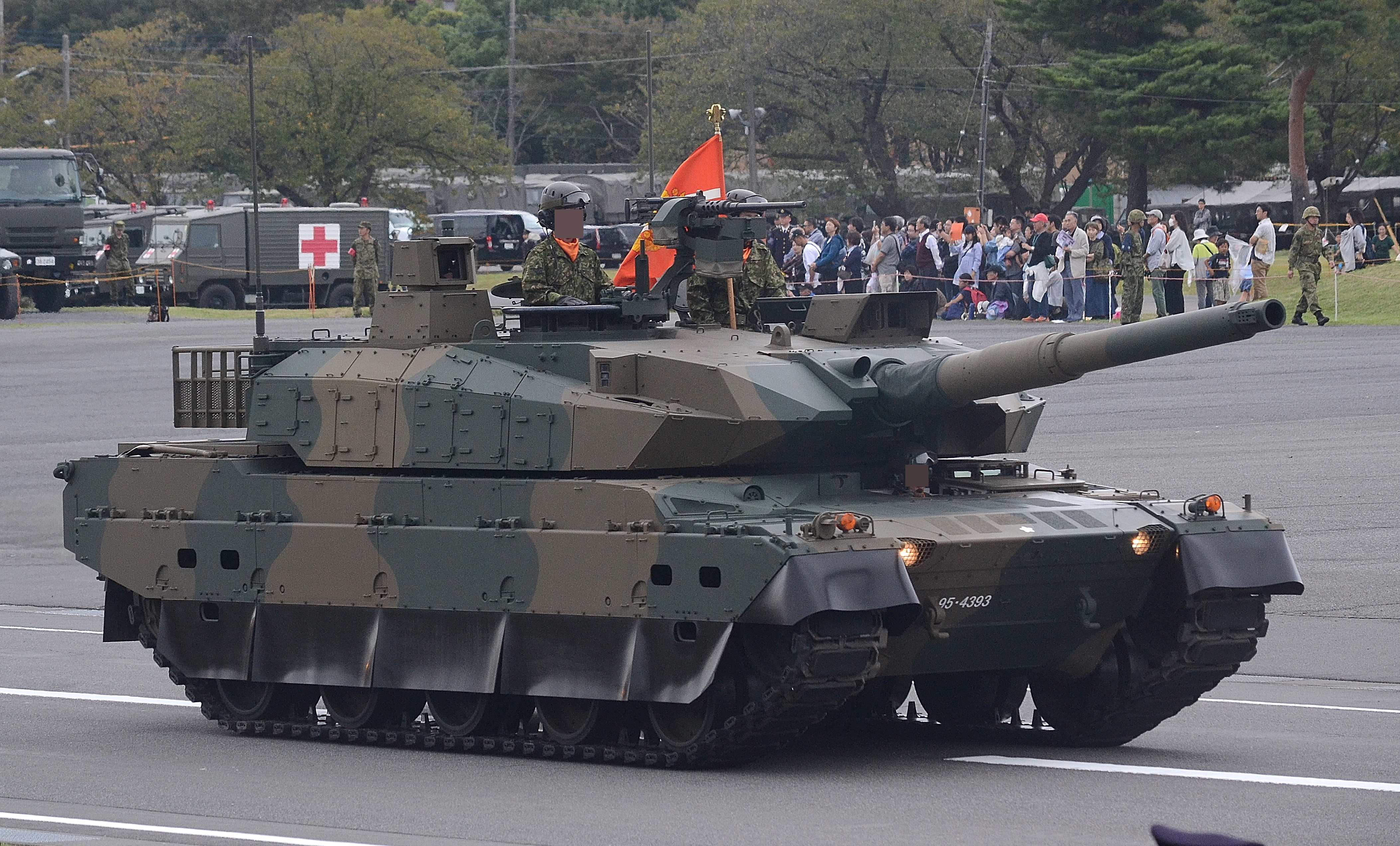
Char Type 10 semblable à celui d'Ami Chouno.

Instructrice spéciale de l'équipe du lycée Ōarai, et juge lors de la finale entre Ōarai et Kuromorimine.
Elle est conductrice sur un char japonais Type 10 et possède le grade de capitaine de l'armée japonaise.
Wang Taiga (王 大河)
Élève de deuxième année au lycée Ōarai et membre du club de radiodiffusion.

## Lycée St-Gloriana
St-Gloriana (聖グロリアーナ女学院, Sei Guroriāna Jogakuin) suit la tradition britannique et est le seul lycée que Miho ne parvient pas à battre. Ses chars sont très résistants, et les équipières passent leur temps à boire du thé.
St-Gloriana utilise des chars britanniques : Churchill, Matilda II, et Crusader. Dans Girls und Panzer Der Film, il est également évoqué un hypothétique Tortoise dans le film.

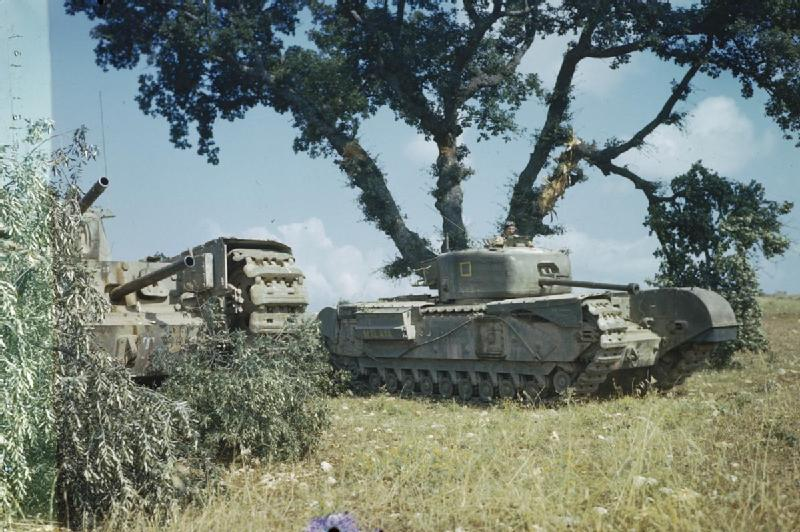
Char Churchill en Italie en juillet 1944 semblable à celui utilisé par les élèves du lycée St-Gloriana.
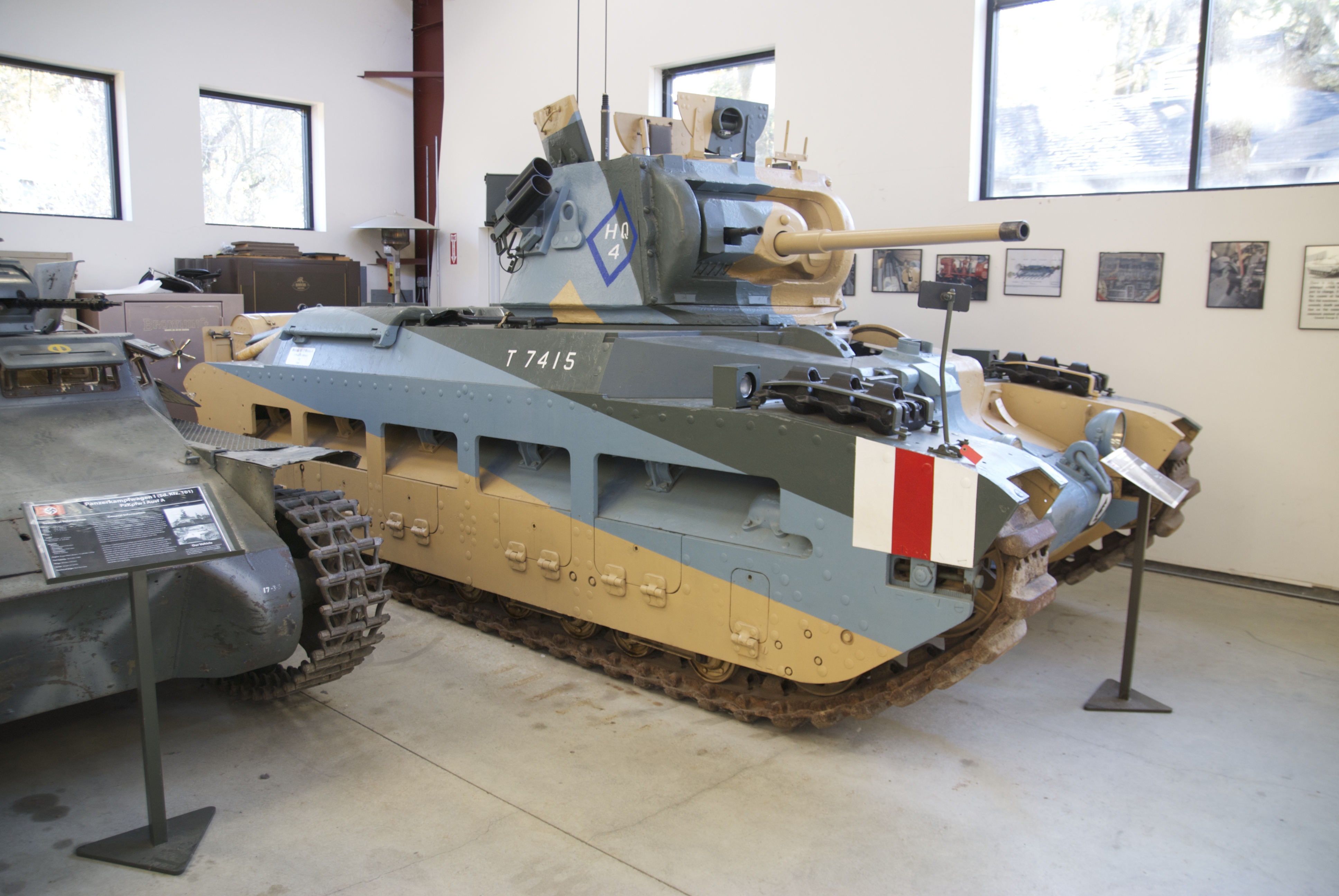
Char Mathilda II semblable à celui utilisé par les élèves du lycée St-Gloriana.
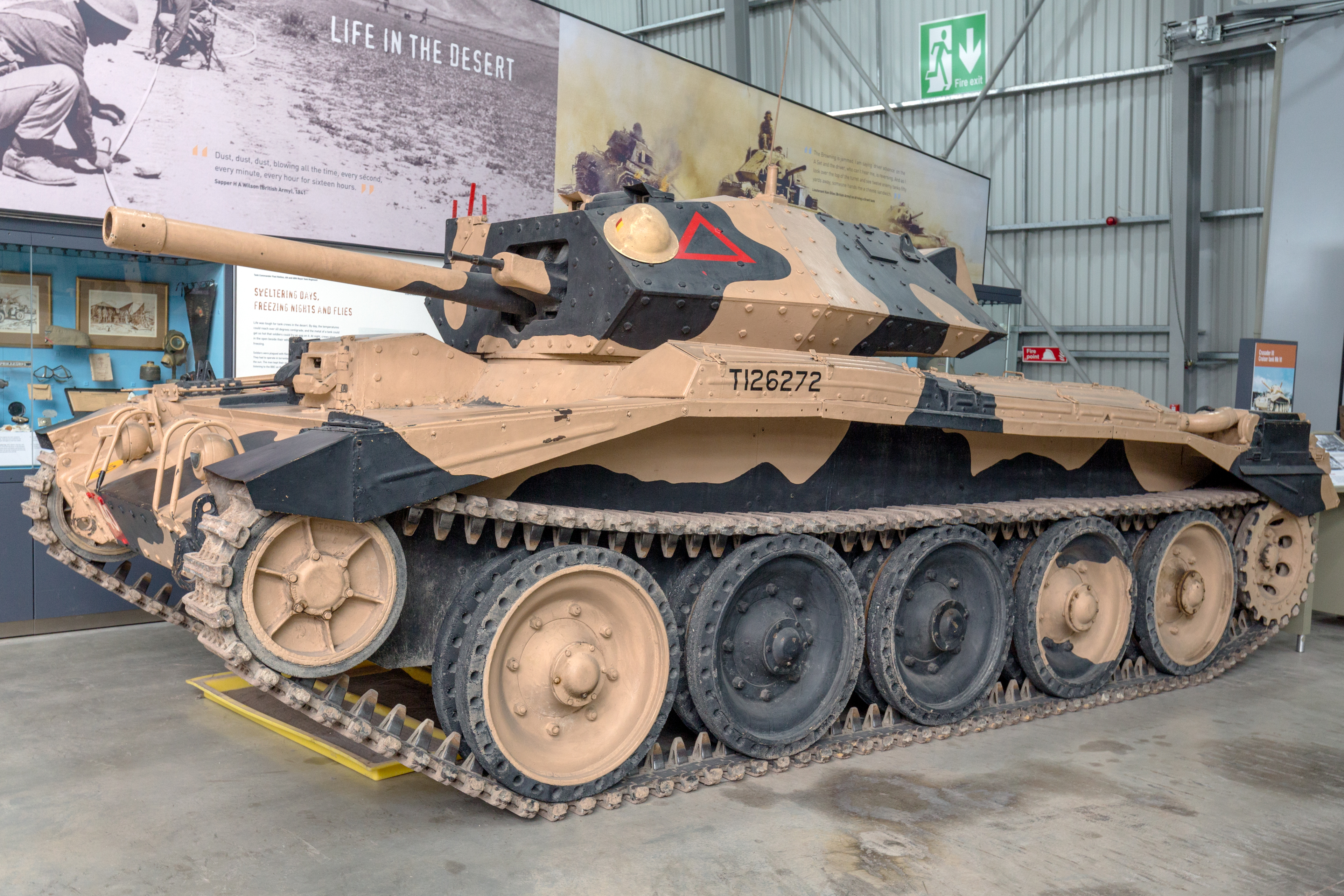
Char Crusader III semblable à celui utilisé par les élèves du lycée St-Gloriana.

### Personnages principaux
Darjeeling (ダージリン, Dājirin)
Commandante de l'équipe du lycée St-Gloriana, chef d'un Churchill VII.
Au début de l'anime, elle est en troisième année.
Orange Pekoe (オレンジペコ, Orenjipeko)
Chargeuse du Churchill de Darjeeling, c'est également la vice-commandante de l'équipe du lycée St-Gloriana.
Elle est très discrète et gentille. Au début de l'anime, elle est en première année.
Assam (アッサム, Assamu)
Tireuse du Churchill de Darjeeling.
C'est une véritable maniaque des statistiques, ce qui sert parfois Darjeeling. Au début de l'anime, elle est en troisième année.
Rosehip (ローズヒップ, Rōzuhippu)
Chef de char d'un Crusader.
Rosehip fait tout pour aller vite, ce qui la met parfois dans une position désastreuse.

### Personnages secondaires
Rukuriri (ルクリリ, Rukuriri)
Chef de char d'un Matilda II. Elle a une personnalité marquée et parle parfois avec un ton rude.
Nilgiri (ニルギリ, Nirugiri)
Chef de char d'un Matilda II.
Gale Earl Grey (アールグレイ, Ārugurei)
Ancienne commandante en chef de l'équipe du lycée St-Gloriana avant d'être remplacé par Darjeeling. Elle dirige un Cromwell Mk.VII apparaissant dans le manga préquelle Saga of Pravda.
Vanilla
Conductrice de char évoquée dans Der Film. Elle est fort d’esprit et colérique.
Cranberry
Conductrice de char évoquée dans Der Film. Comme Rosehip, elle cherche toujours à aller le plus vite possible.

## Lycée Saunders
Saunders (サンダース大学付属高校, Sandāsu Daigaku Fuzoku Kōkō) suit la tradition américaine. Sa stratégie est basée sur l'attaque en surnombre. Selon Yukari (anime, épisode 5), Saunders est le lycée qui possède le plus de chars de tout le Japon, et peut même armer trois équipes différentes (ce qui tendrait à donner un effectif d'au moins soixante chars, à raison de vingt par équipe).
Saunders utilise des chars américains, notamment des M4 Sherman : lors d'une infiltration, Yukari identifie notamment des M4A1, des M4, des M4A6, et Saunders utilisera lors de son match contre Ōarai des M4A1 avec canons de 75 et 76 mm, ainsi qu'un Sherman Firefly. Saunders possède également un avion C-5 Galaxy, utilisé dans Der Film pour transporter les tanks du lycée Ōarai.

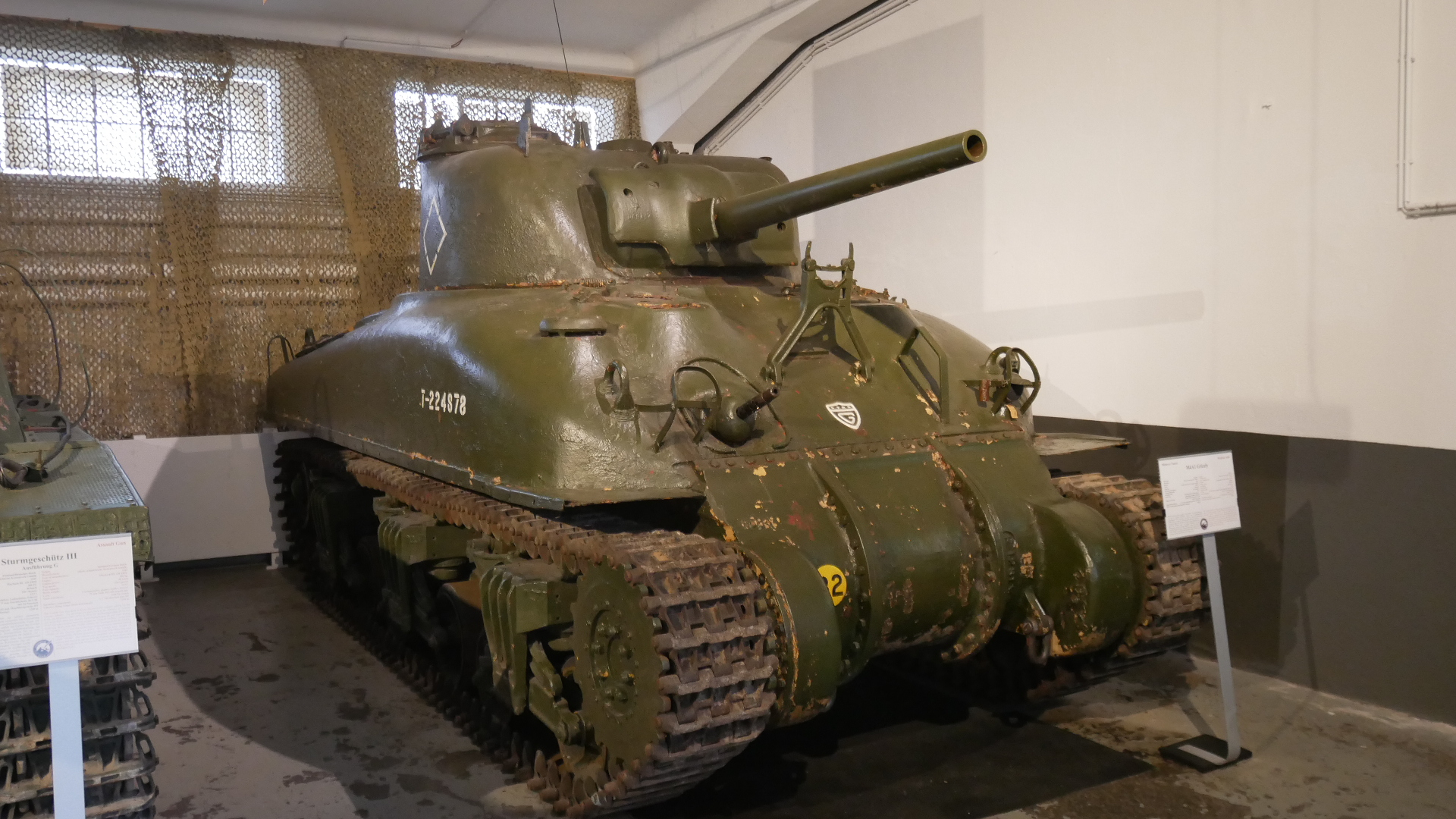
Char M4 Sherman semblable à celui utilisé par les élèves du lycée Saunders.
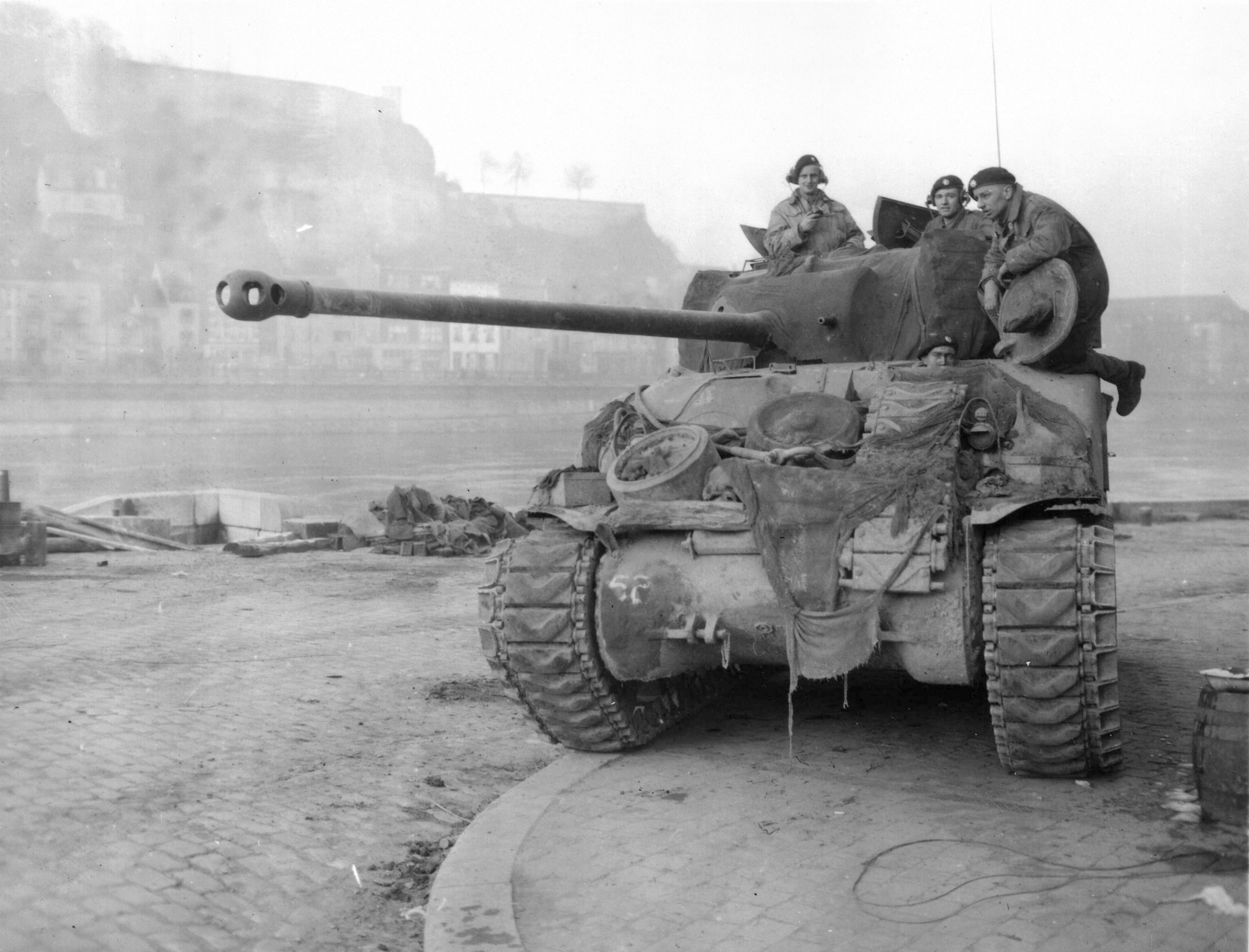
Char Sherman Firefly en opération près de Namur semblable à celui utilisé par les élèves du lycée Saunders.
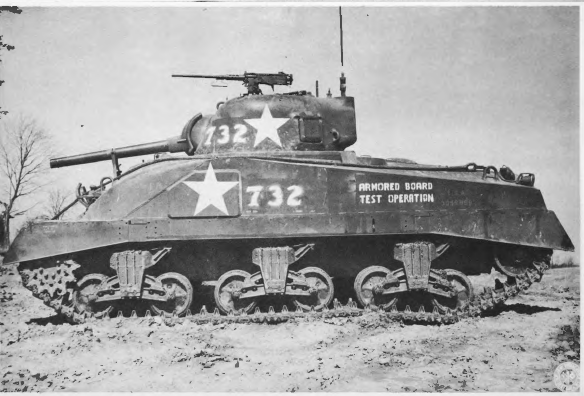
Char M4A6 semblable à celui utilisé par les élèves de Saunders.

### Personnages principaux
Kay (ケイ, Kei)
Commandante de l'équipe Saunders, chef de char d'un M4 Sherman.
Très chaleureuse et ouverte, parfois même abrasive, elle se montre très excitée au combat. Son anniversaire a lieu le 17 janvier.
Naomi (ナオミ, Naomi)
Vice-commandante de l'équipe Saunders et tireuse d'un Sherman Firefly.
Alisa (アリサ, Arisa)
Vice-commandante de l'équipe Saunders.

### Personnages secondaires
Helmet-chan
Chargeuse du tank d'Alisa.
On ne connait pas son vrai nom.

## Lycée Anzio
Anzio (アンツィオ高校, Antsio Kōkō) suit la tradition italienne. Elles n'hésitent pas à utiliser des subterfuges pour essayer de compenser la faiblesse de leurs chars.
Anzio utilise des blindés italiens : chenillettes CV33, chars Semovente 75/18 et P26/40.
Anzio est un lycée pauvre, mais ses élèves débordent d'entrain et d'hospitalité. Elles adorent manger, surtout des pâtes, et n'hésitent pas à partager un banquet avec leurs adversaires.

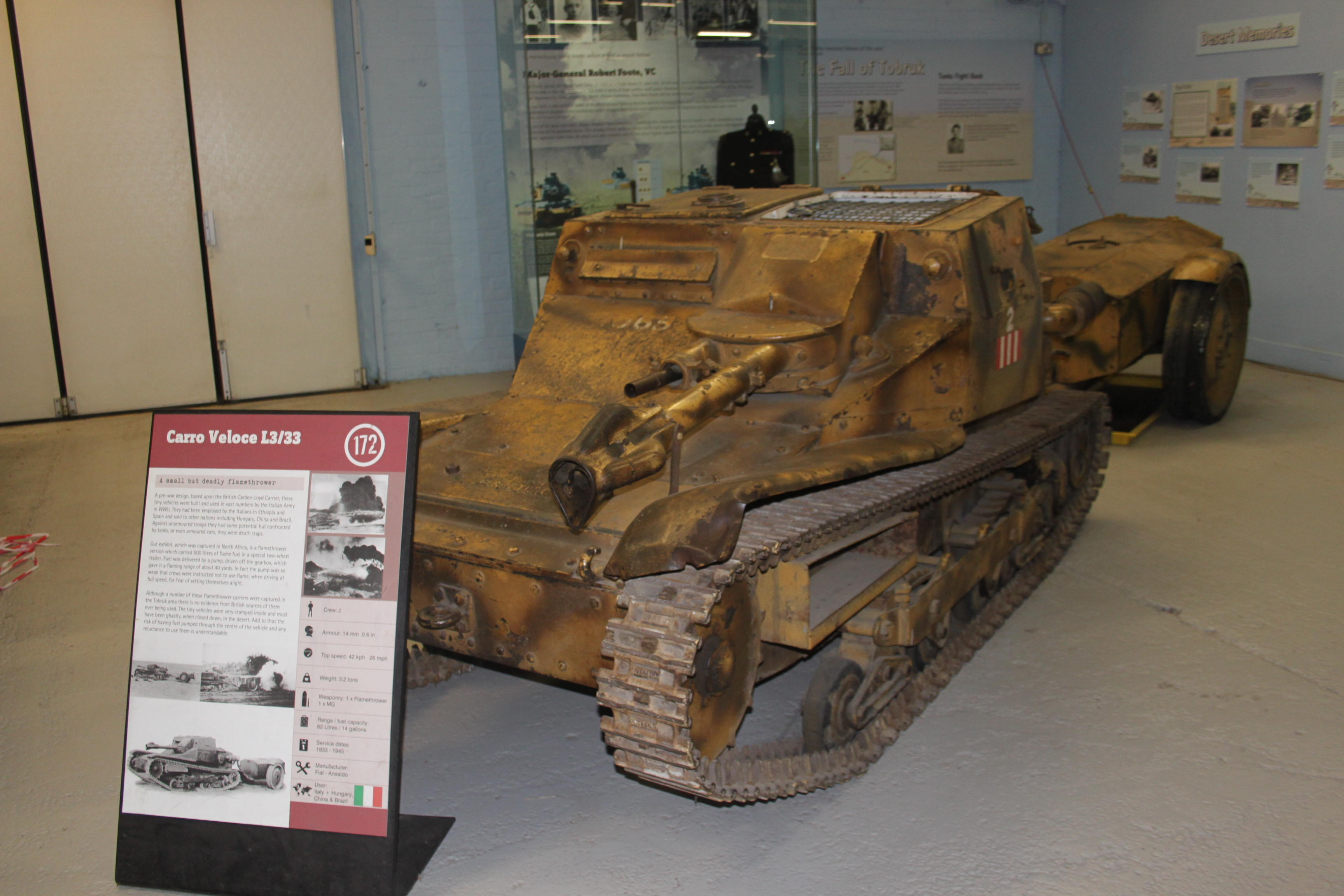
Chenilette CV33 au musée des Blindés de Bovington semblable à celles utilisées par les élèves d'Anzio.
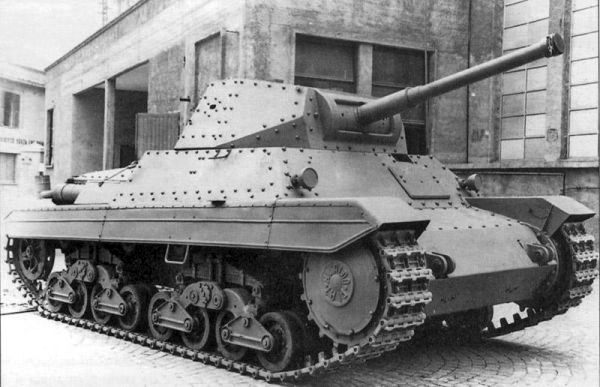
Char P26/40 semblable à celui utilisé par les élèves du lycée Anzio.
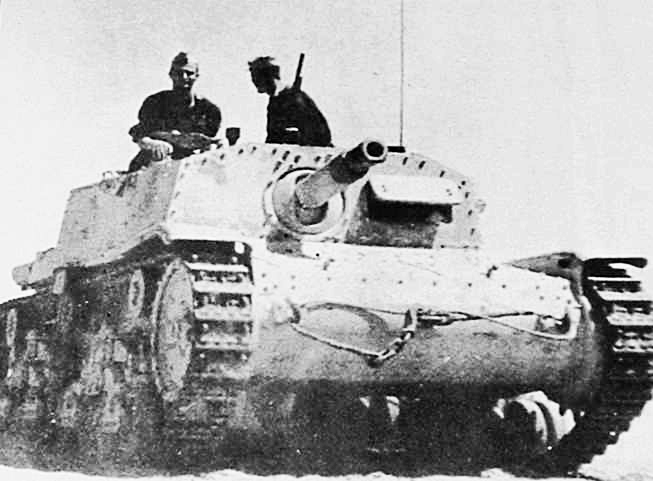
Char Semovente 75/18 semblable à celui utilisé par les élèves du lycée Anzio.

### Personnages principaux
Anzai Chiyomi (安斎 千代美, Chiyomi Anzai), dite Anchovy (アンチョビ, Anchobi)

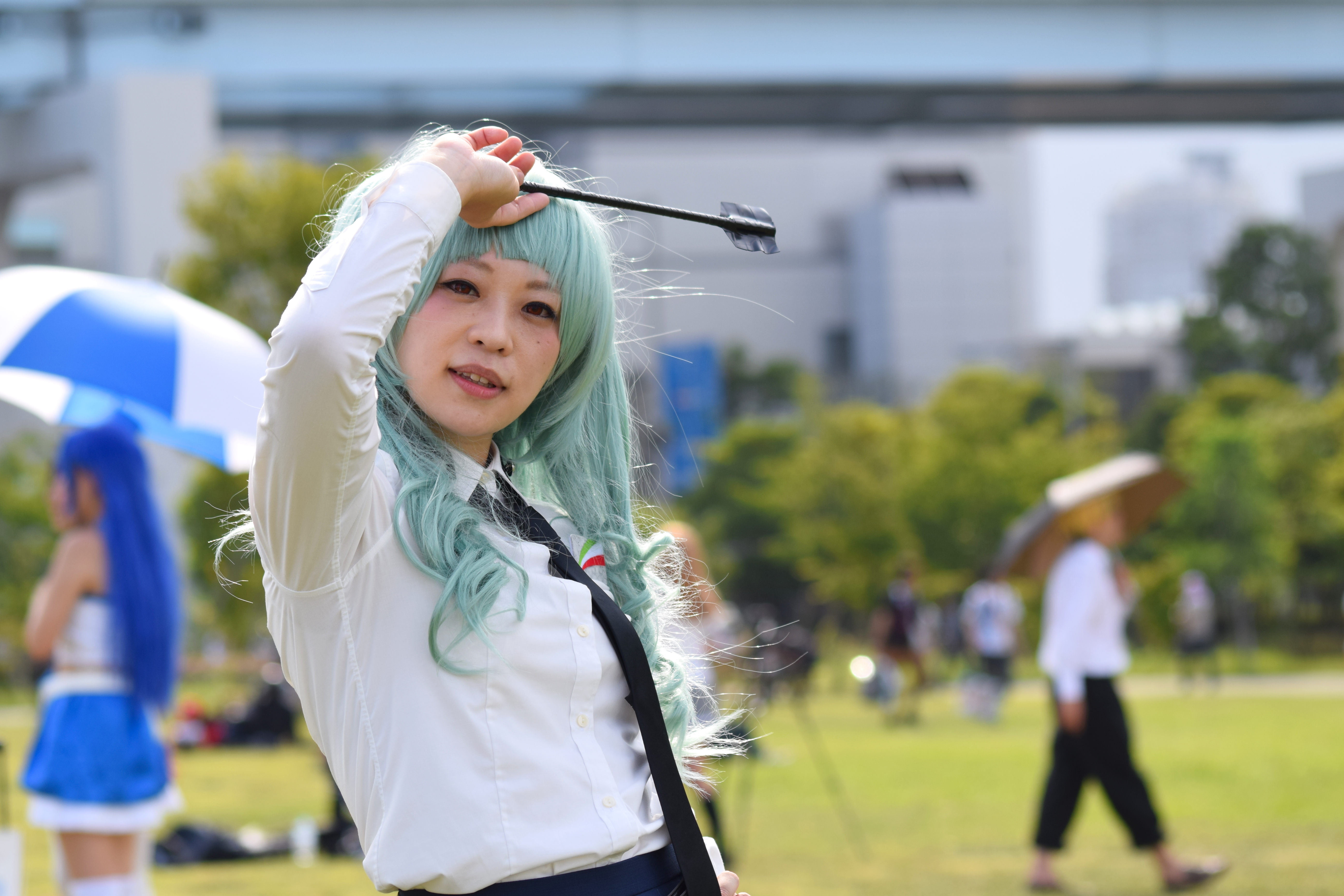
Costumade d'Anchovy

Commandante de l'équipe Anzio et chef de char d'un P26/40.
Ses coéquipières l'appellent Duce en référence à Benito Mussolini. Tête brûlée et très imaginative, malgré son côté arrogant et impulsif, elle est très chaleureuse.
Hina, dite Carpaccio (カルパッチョ, Karupatcho)
Vice-commandante de l'équipe Anzio et chef de char d'un Semovente 75/18.
Plutôt calme, c'est elle qui pondère les ardeurs de l'équipe. Elle est amie avec Takako Suzuki (Caesar) de l'équipe Hippo.
Pepperoni (ペパロニ, Peparoni)
Vice-commandante de l'équipe Anzio et chef de char d'une CV33.
Très extravertie mais peu réfléchie, c'est elle qui a tendance à causer des problèmes à l'équipe. C'est aussi une très bonne cuisinière.
Amaretto (アマレット, Amaretto), dite Siko
Conductrice du char de Pepperoni.

### Personnages secondaires
Panettone, Gelato, Ricotta, Robiola, Bologna
Apparaissent dans le chapitre 4 du manga Avanti! Anzio Koukou.

## Lycée Pravda
Pravda (プラウダ高校, Purauda Kōkō) suit la tradition soviétique. On le devine à l'apparition de nombreux symboles soviétiques : faucille et marteau, étoile rouge, etc. En Russe, Pravda se traduit par "vérité". Pravda cherche toujours à reculer pour attirer ses adversaires dans un piège.
Pravda utilise des chars soviétiques : T-34, IS-2 et KV-2.

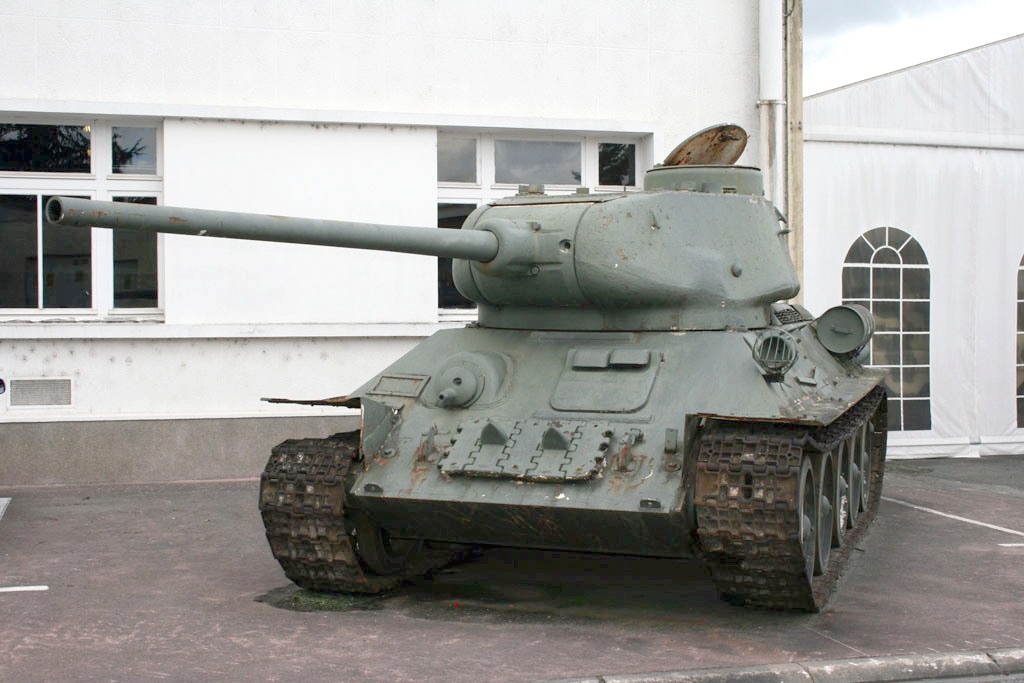
Char T-34 au musée des Blindés de Saumur semblable à ceux utilisés par les élèves du lycée Pravda.
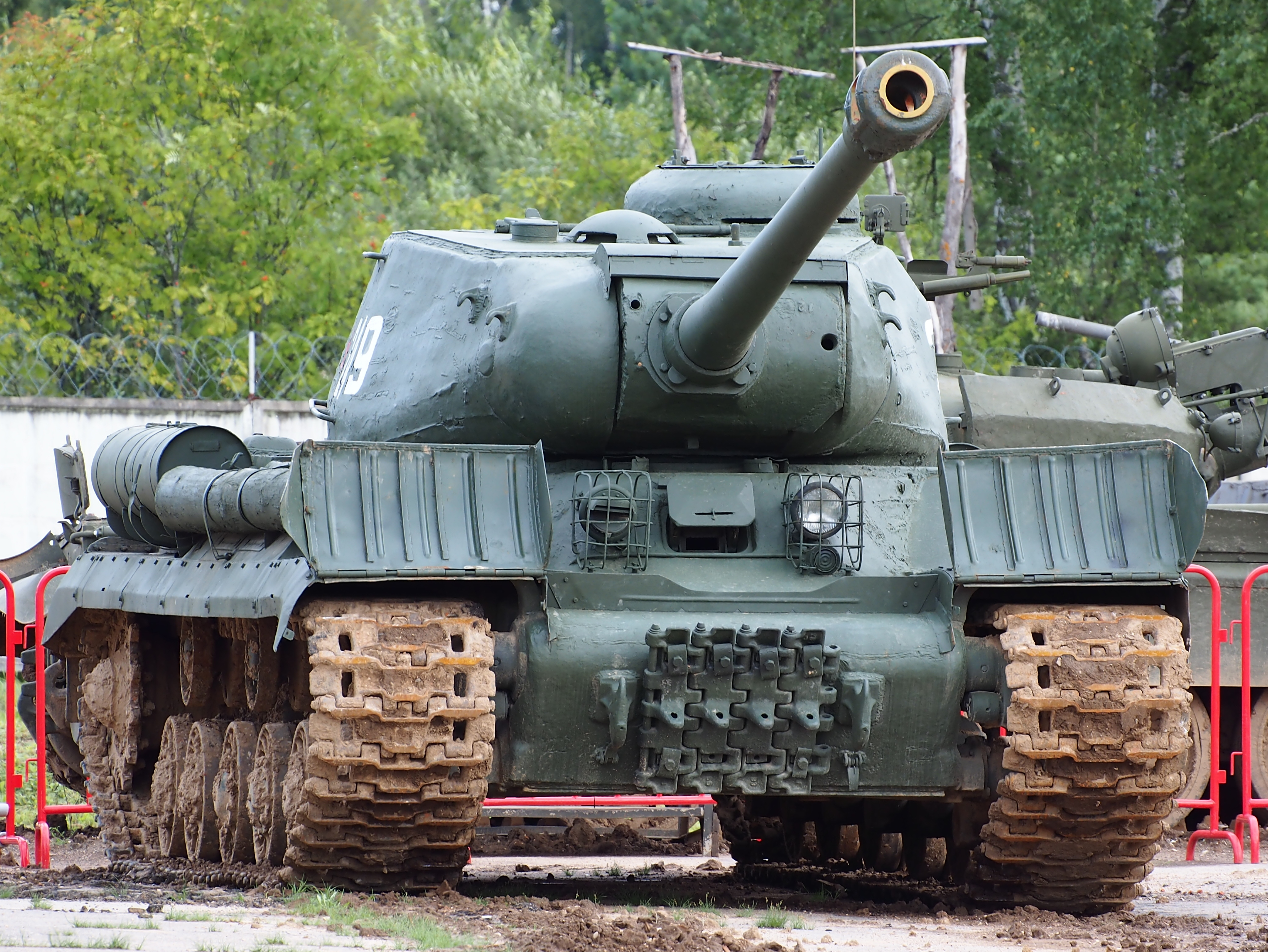
Char IS-2 semblable à celui utilisé par les élèves du lycée Pravda.
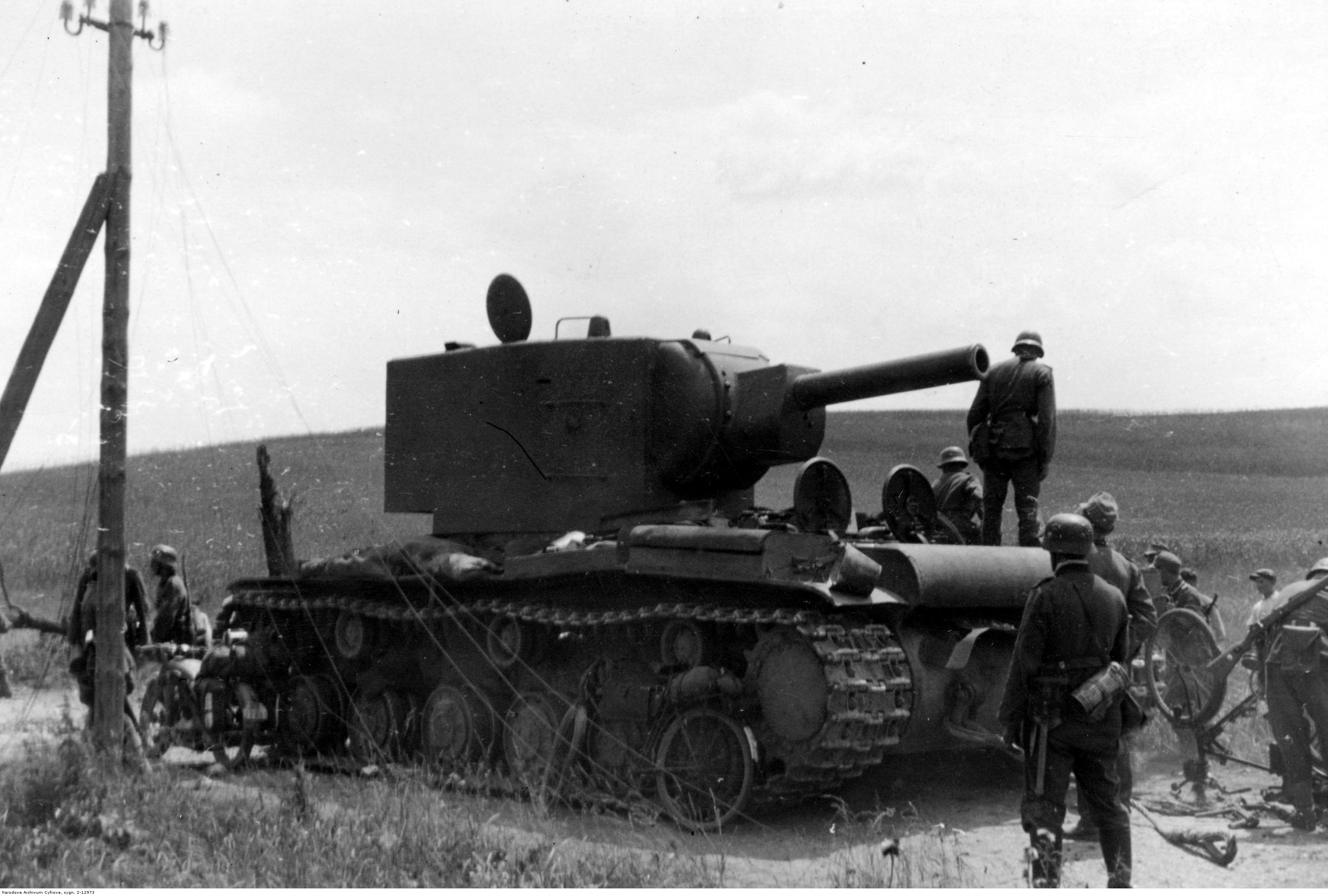
Char KV-2 semblable à celui utilisé par les élèves du lycée Pravda.

### Personnages principaux
Katyusha (カチューシャ, Kachūsha) dite "Chasse-Neige"
Commandante de l'équipe Pravda et chef de char d'un T-34/85.
Souffrant d'un complexe d'infériorité de par sa taille, elle se montre en conséquence très hautaine et assez agressive et agit comme une enfant capricieuse. Elle est cependant terriblement intelligente et semble être idolâtrée par les membres de son équipe. Son nom fait référence à la Katyusha, chanson du même nom qui est un grand symbole de la grande guerre patriotique. De plus, de par sa petite taille et son comportement autoritaire, son personnage pourrait être une référence à Joseph Staline.
Nonna (ノンナ, Nonna) dite "Blizzard"
Vice-commandante, chef de char et tireuse d'un char IS-2.
Très calme, au point qu'elle semble froide, elle est totalement dévouée à Katyusha au point de sembler être une figure maternelle pour elle. Elle parle très bien russe et communique de la sorte avec Klara.
Klara (クラーラ, Kurāra)
Chef de char d'un T-34/85.
D'origine russe, c'est la seule élève étrangère de toute la franchise. Elle apparaît dans Der Film. Bien qu'elle parle un très bon japonais, Klara préfère s'exprimer dans sa langue natale avec Nonna. Katyusha leur dit constamment de parler japonais.

### Personnages secondaires
Nina (ニーナ, Nina)
Chef de char et chargeuse d'un KV-2.
Elle n'apparait pas dans l'anime. Elle est présente dans l'OVA Snow War, Der Film, ainsi que dans le manga Katyusha Volunteer Army. Elle semble plutôt jeune et possède un fort accent Tōhoku. Elle est assez naïve.
Alina (アリナ, Arina)
Chargeuse du KV-2 de Nina.
Elle apparait dans l'OVA Snow War ainsi que dans Der Film. Alina parle le dialecte Tōhoku comme pour la plupart des élèves de Pravda. Dans Das Finale, elle est en première année.
Ekaterina (エカチェリーナ, Ekaterina)
Chef de char d'un IS-2 lors du 61e tournoi de sensha-dō.
Son vrai nom est Reni Uraji (浦路玲邇, Uraji Reni). Elle n'apparaît pas dans l'anime, mais dans le manga Saga of Pravda.
Ruiko Aragusa (荒草涙子, Aragusa Ruiko), dite Olga (オルガ, Oruga)
Tireuse du char d'Ekaterina lors du 61e tournoi de sensha-dō.
Elle n'apparaît pas dans l'anime, mais dans le manga Saga of Pravda.
Shieru Herikusu, dite Polina
Chef de char d'un T-34/85.
Elle n'apparaît pas dans l'anime, mais dans le manga Saga of Pravda.
Fumi Kame (亀音文恵, Kame Fumi), dite Natalia (ナターリア, Natāria)
Chef de char d'un T-34/85 lors du 61e tournoi de sensha-dō.
Shinobu Gouri, dite Lisa
Tireuse du char de Natalia.

## Lycée Kuromorimine
Kuromorimine (黒森峰女学園, Kuromorimine Jogakuen) suit la tradition allemande. Utilisant des chars puissants et fortement blindés, Kuromorimine utilise notamment la tactique du Panzerkeil (forme d'attaque en pointe de flèche). Elle a toutefois perdu l'habitude de l'adaptabilité, se reposant sur ses tactiques standard et ne jurant que par le style Nishizumi.
Kuromorimine utilise des blindés allemands, parmi lesquels des Panzer III, Panzer V "Panther", Panzer VI "Tiger" (Tigre I) et Panzer VI Auf.B "Königstiger" (Tigre II), mais aussi des Jagdpanzer IV, Jagdpanzer V "Jagdpanther", Jagdpanzer VI "Jagdtiger" et Jagdpanzer "Elefant", ainsi qu'un Panzer VIII Maus.

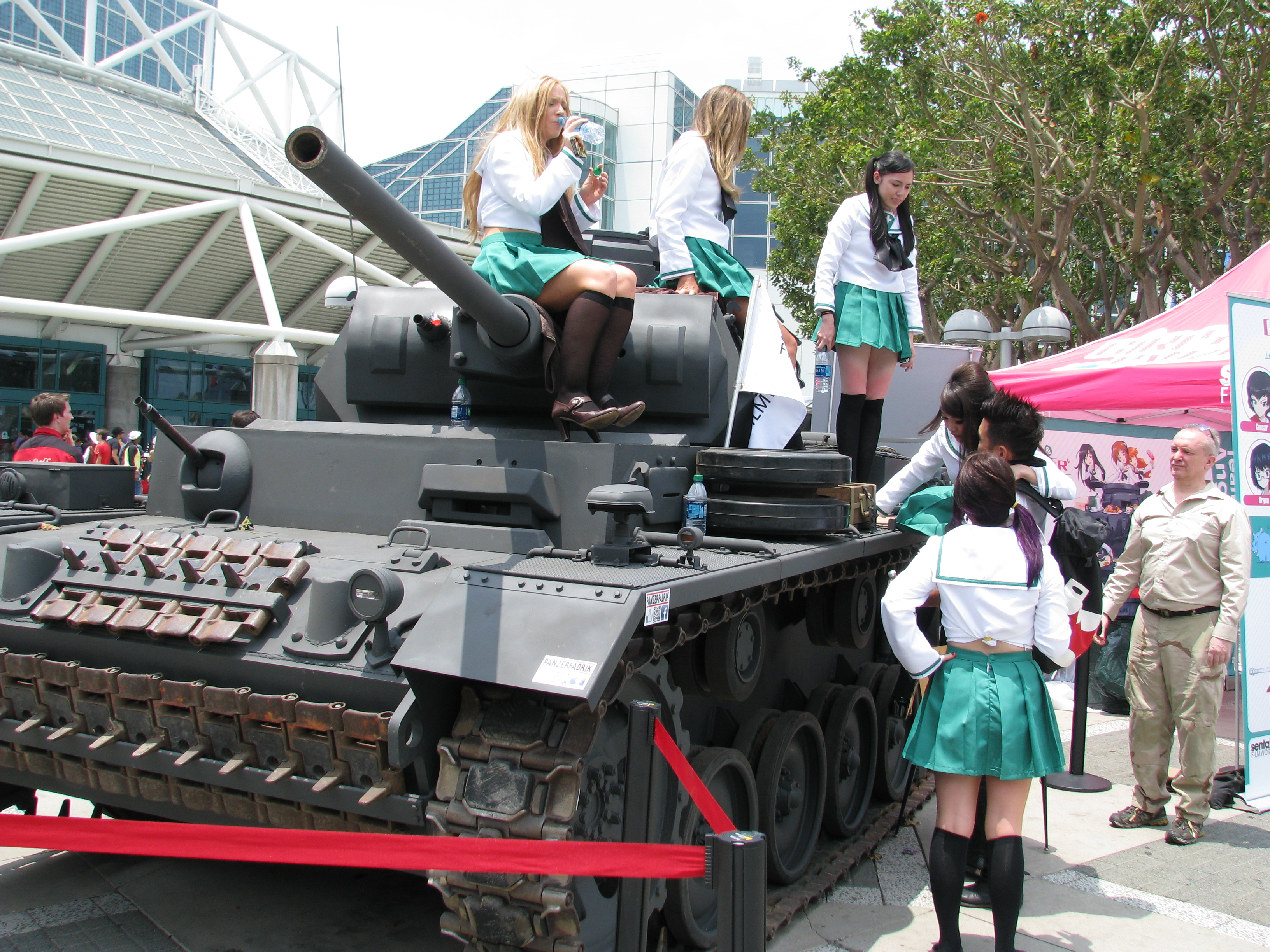
Réplique d'un Panzer III à l'Anime Expo de 2013 semblable à celui utilisé par les élèves du lycée Kuromorimine.
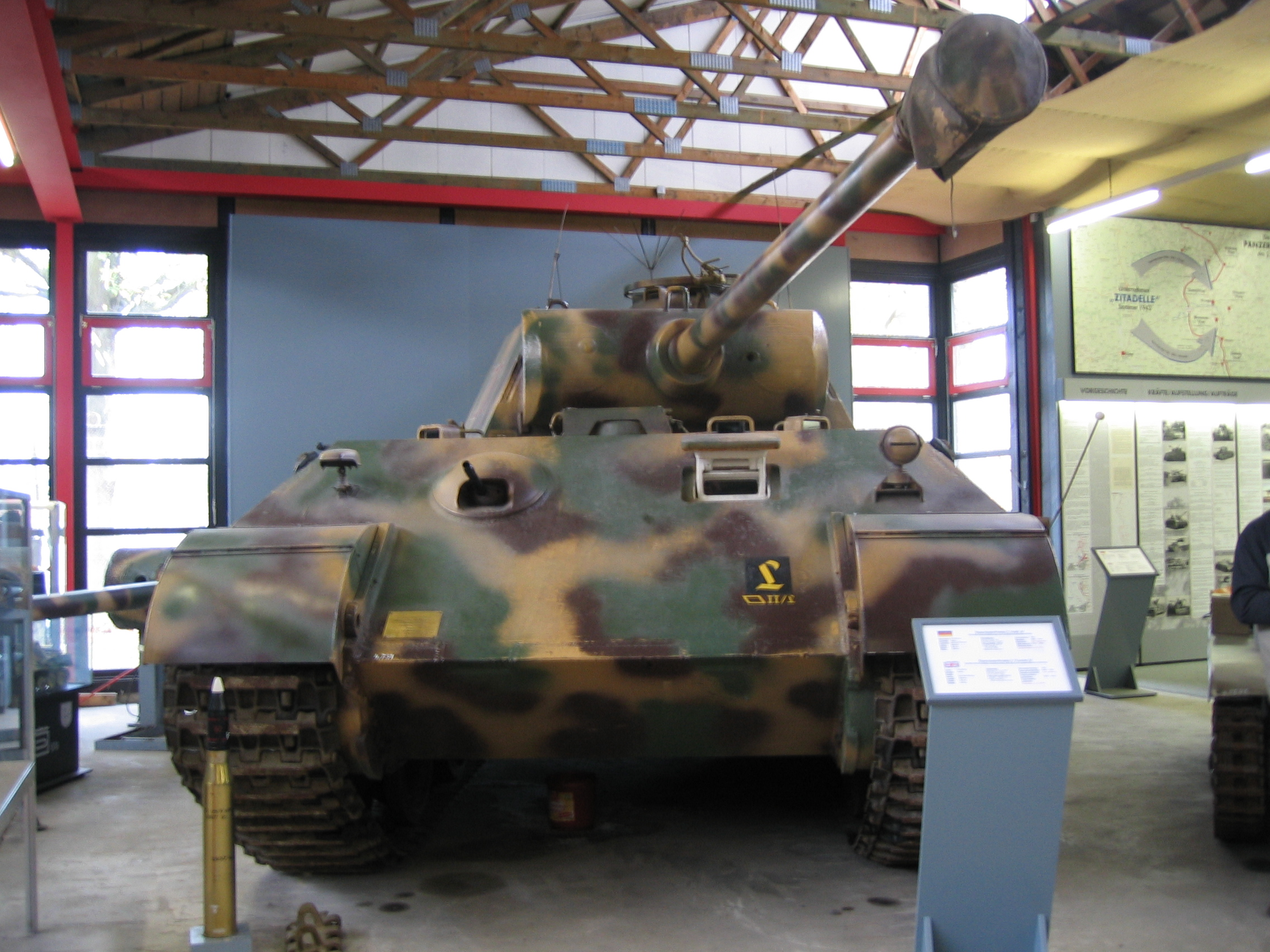
Panzer V "Panther" au musée allemand des Blindés de Munster semblable à celui utilisé par les élèves du lycée Kuromorimine.
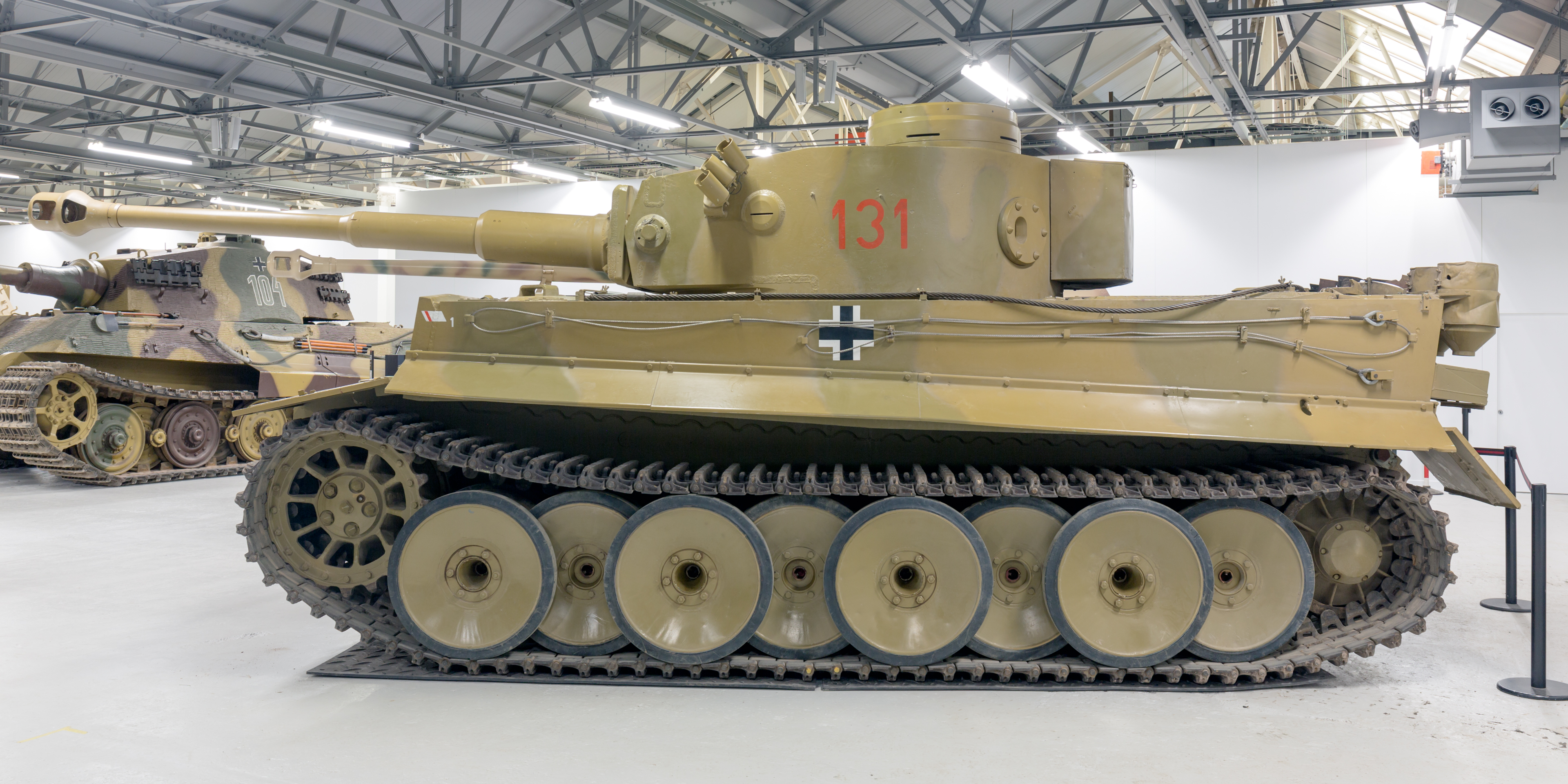
Tigre I semblable à celui utilisé par les élèves du lycée Kuromorimine.
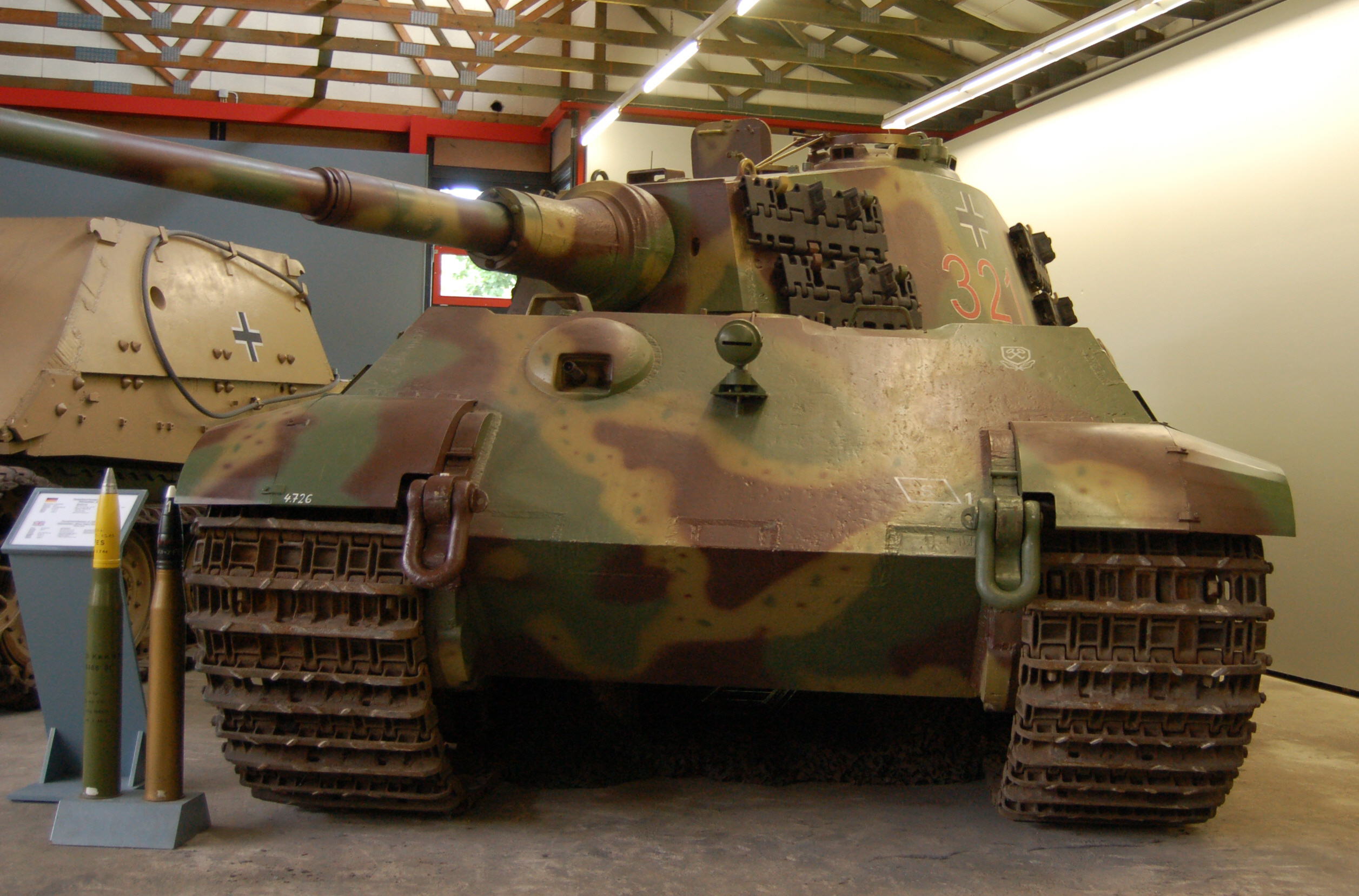
"Königstiger" semblable à celui utilisé par les élèves du lycée Kuromorimine.
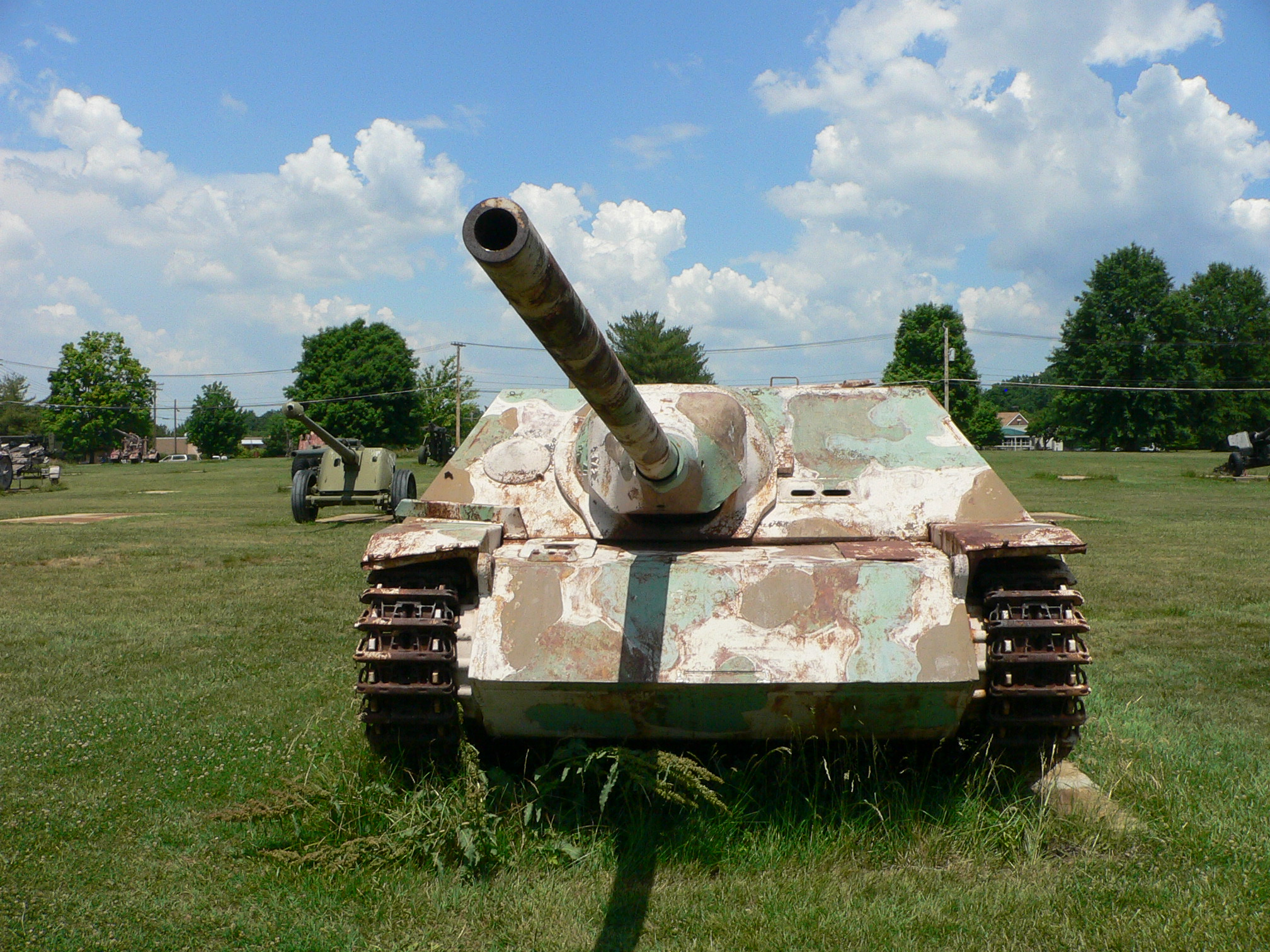
Jagdpanzer IV à l'United States Army Ordnance Training and Heritage Center semblable à celui utilisé par les élèves du lycée Kuromorimine.
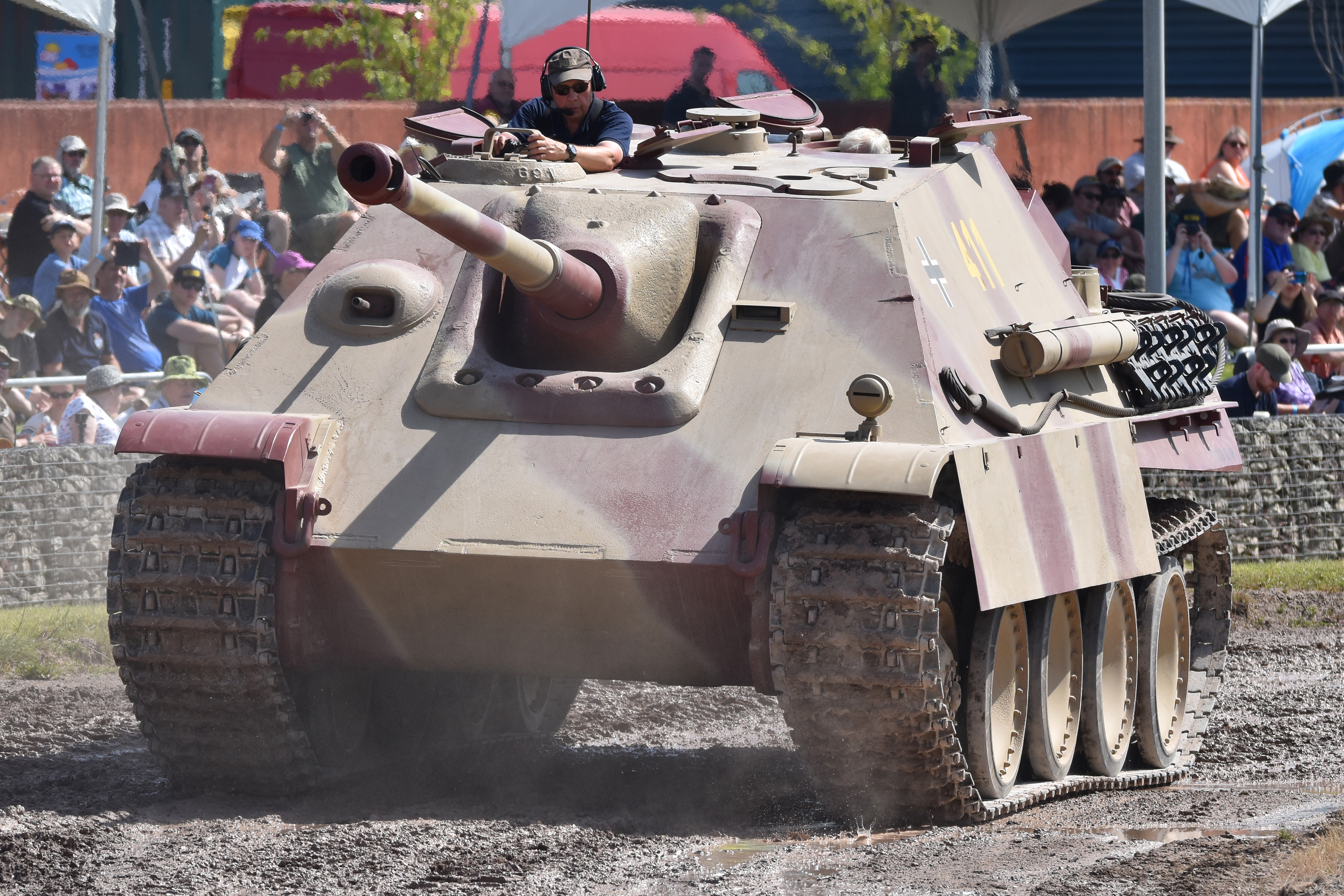
Jagdpanzer V au méusée des blindés de Bovington semblable à celui utilisé par les élèves du lycée Kuromorimine.
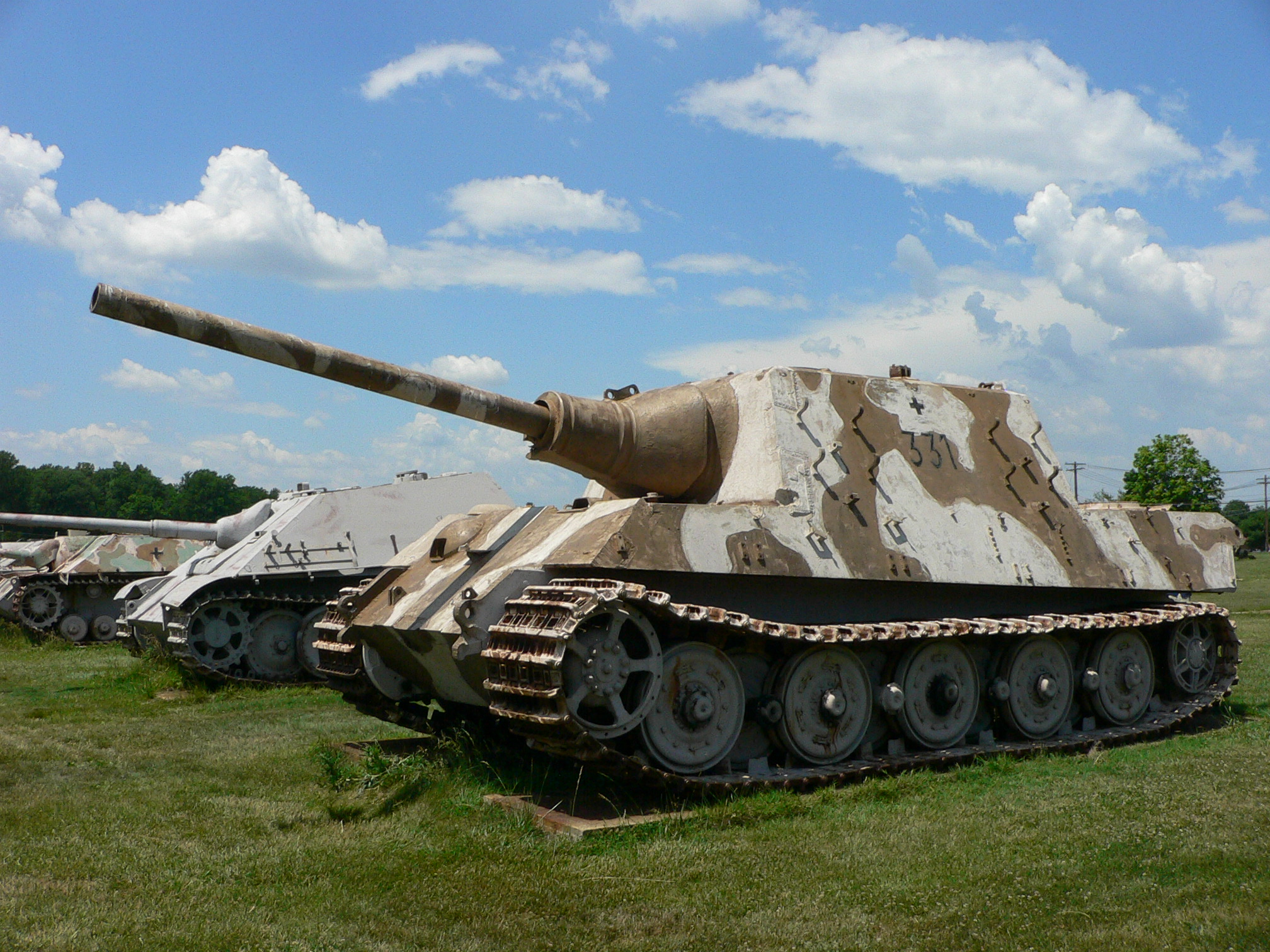
Jagdpanzer VI à l'United States Army Ordnance Training and Heritage Center semblable à celui utilisé par les élèves du lycée Kuromorimine.
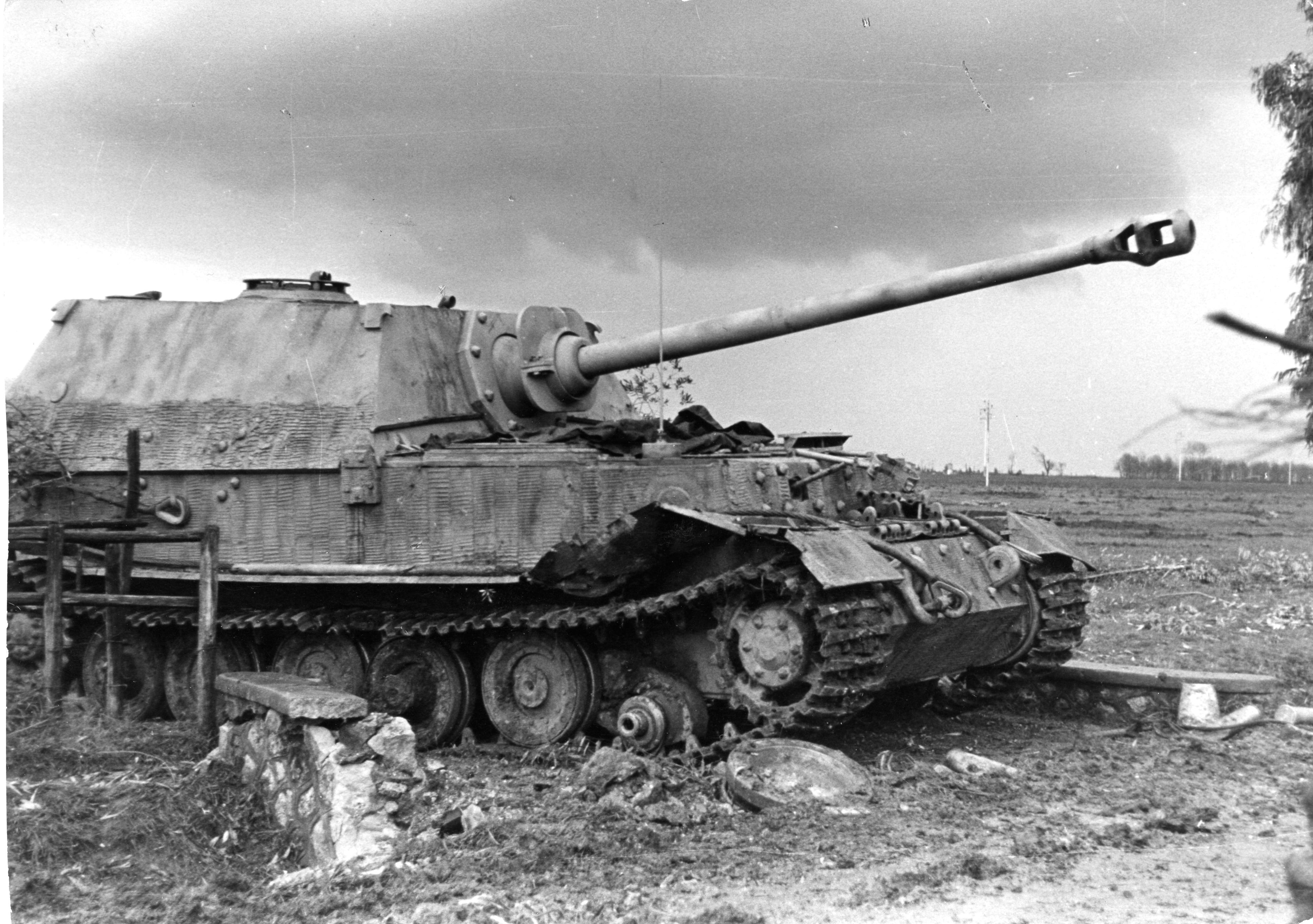
Jagdpanzer "Elefant" en panne en Italie semblable à celui utilisé par les élèves du lycée Kuromorimine.

### Personnages principaux
Maho Nishizumi (西住まほ, Nishizumi Maho)
Commandante, chef de char d'un Tiger I.
Grande sœur de Miho, elle paraît extrêmement froide et distante, mais se plie en quatre pour sa petite sœur. Elle est considérée comme la meilleure stratège des équipes japonaises du sensha-dō.
Erika Itsumi (逸見 エリカ, Itsumi Erika)
Vice-commandante, chef de char d'un Tigre II.
Agressive et ne supportant pas l'échec, elle semble plutôt jalouse de Miho, qui tenait sa place auparavant. Dans Das Finale, Erika prend le commandement de l'équipe de Kuromorimine après le départ de Maho pour l'université en Allemagne. Note : Erika est une référence au chant militaire du même nom. Dans Das Finale 3, Kuromorimine s'impose face à Pravda grâce à une initiative d'Erika, désireuse de créer son "propre sensha-dō."
Koume Akaboshi (赤星 小梅, Akaboshi Koume)
Chef de char d'un Panzer III.
C'est elle et son équipage que Miho sauva lorsqu'elle était encore à Kuromorimine, bien que cela provoqua la défaite. Elle lui est très reconnaissante.

### Personnages secondaires
Sheska (ツェスカ, Tsu-e-su-ka)
Une élève du lycée transférée dans un lycée allemand. Elle n'apparaît que dans Girls und Panzer: Girls und Panzer: Little Army II.
La Chef de char du Maus
Fille dont le nom n'est pas connu, et qui apparait lors du 63e tournoi national de sensha-dō où elle affronte Ōarai. De tempérament agressif, elle ne supporte pas très bien le stress et crie sur ses subordonnées.
La Chef de char du Panther
Fille dont le nom n'est pas connu, et qui apparait lors du 63e tournoi national de sensha-dō où elle affronte Ōarai. Elle a tendance à paniquer sous le stress et à piétiner les épaules de sa mitrailleuse.
La Chef de char du Panzer III
Fille dont le nom n'est pas connu, et qui apparait lors du 63e tournoi national de sensha-dō où elle affronte Ōarai. Plutôt timide en dehors du champ de bataille, elle devient arrogante et condescendante à l'intérieur de son char.
Emi Kojima (小島エミ, Kojima Emi)
Chef de char d'un Jagdpanther.
Ren Maaru
Ancienne vice-commandante de l'équipe de Kuromorimine avant d’être remplacée par Miho Nishizumi.
Après son remplacement elle devient chargeuse sur un Stug III.
Léla Rou
Amie d’Erika Itsumi.
Natsumi
Elle est dans la même classe que Maho et Ren.
Anna Iruma (入間 アンナ, Iruma Anna)
Elle apparaît à partir du film Das Final 3. Elle commende un Panzer III et d'un Tigre II.
Meg Katsuya (勝矢 メグ)
Commandante d'un Panzer III.

## Lycée Chi-Ha-Tan
Chi-Ha-Tan (知波単学園, Chihatan Gakuen) suit la tradition japonaise. L'équipe est adepte de la charge suicide, ce qui l'amène souvent à la défaite. Chi-Ha-Tan possède plusieurs Type 97 Chi-Ha dont la variante Shinhoto, ainsi qu'un Type 2 Ka-Mi et un Type 95 Ha-Go.
Le lycée Chi-Ha-Tan affronte Ōarai dans Das Finale 2 lors des quarts de finale. Dans cet épisode, Kinuyo Nishi parvient, grâce à une de ses camarades, à imposer aux élèves de Chi-Ha-Tan d'abandonner leur unique tactique de charge pour privilégier d'autres types de mouvements (comme le repli et le tir statique). Si à la fin de Das Finale, les filles de Chi-Ha-Tan semblent prendre l'avantage, elles perdent finalement le combat au début de Das Finale 3.

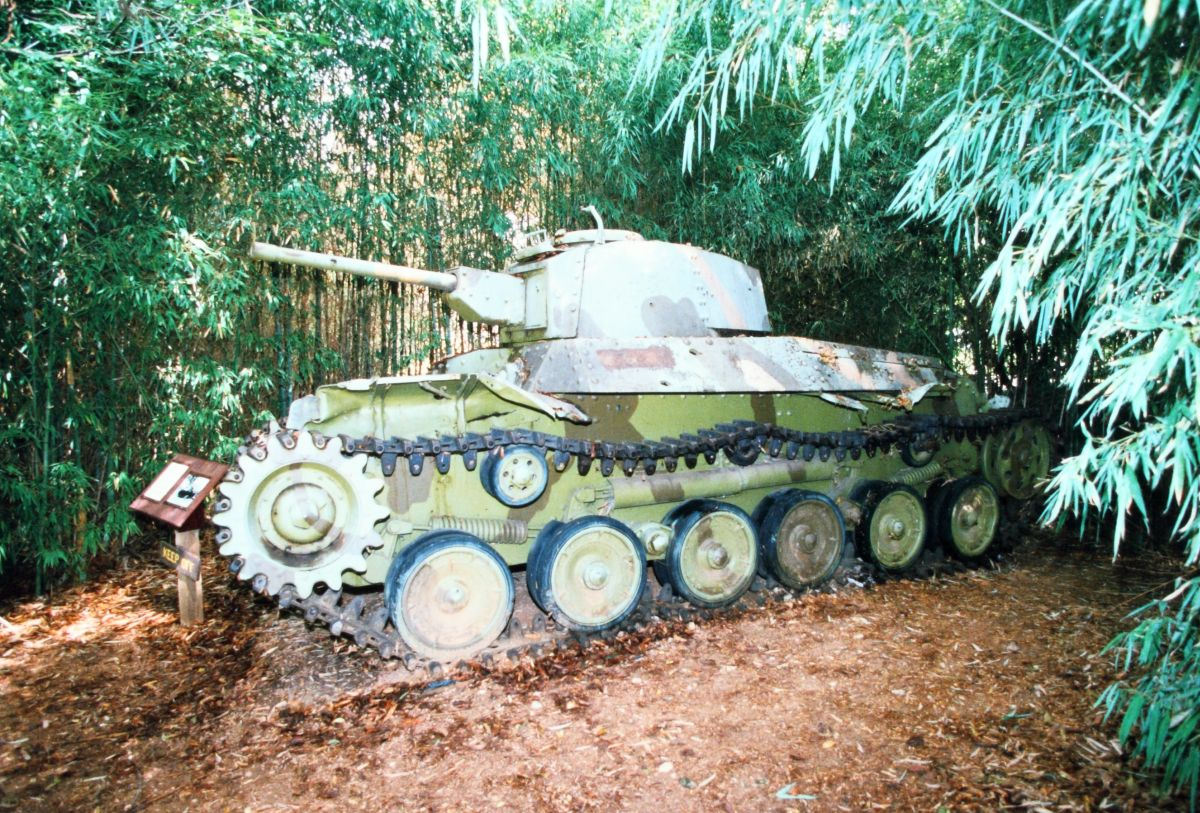
97 Chi-Ha au Musée d'air de l'espace de San Diego semblable à celui utilisé par les élèves du lycée Chi-Ha-Tan.
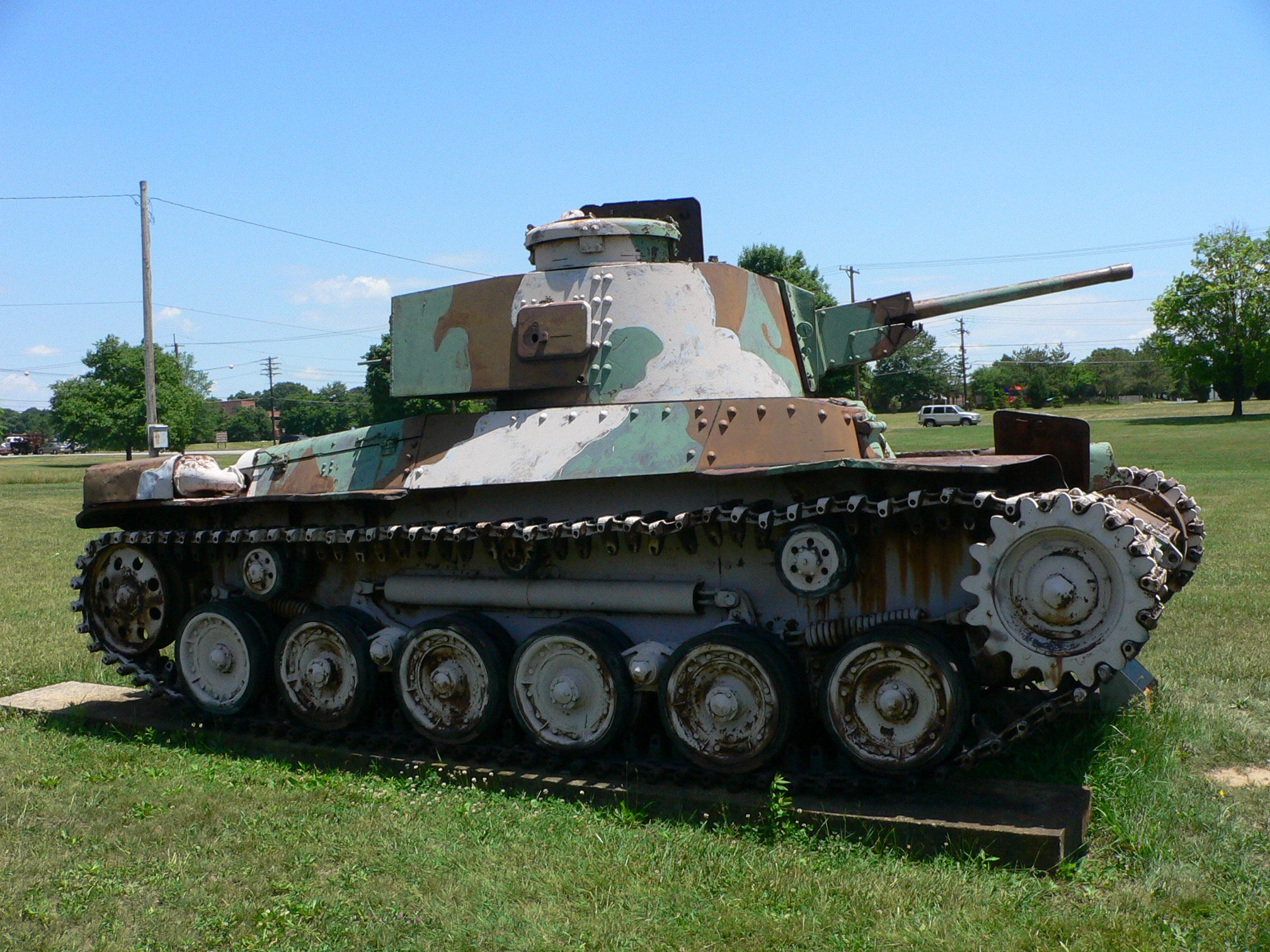
97 Chi-Ha variante Shinhoto à l'United States Army Ordnance Training and Heritage Center semblable à celui utilisé par les élèves du lycée Chi-Ha-Tan.
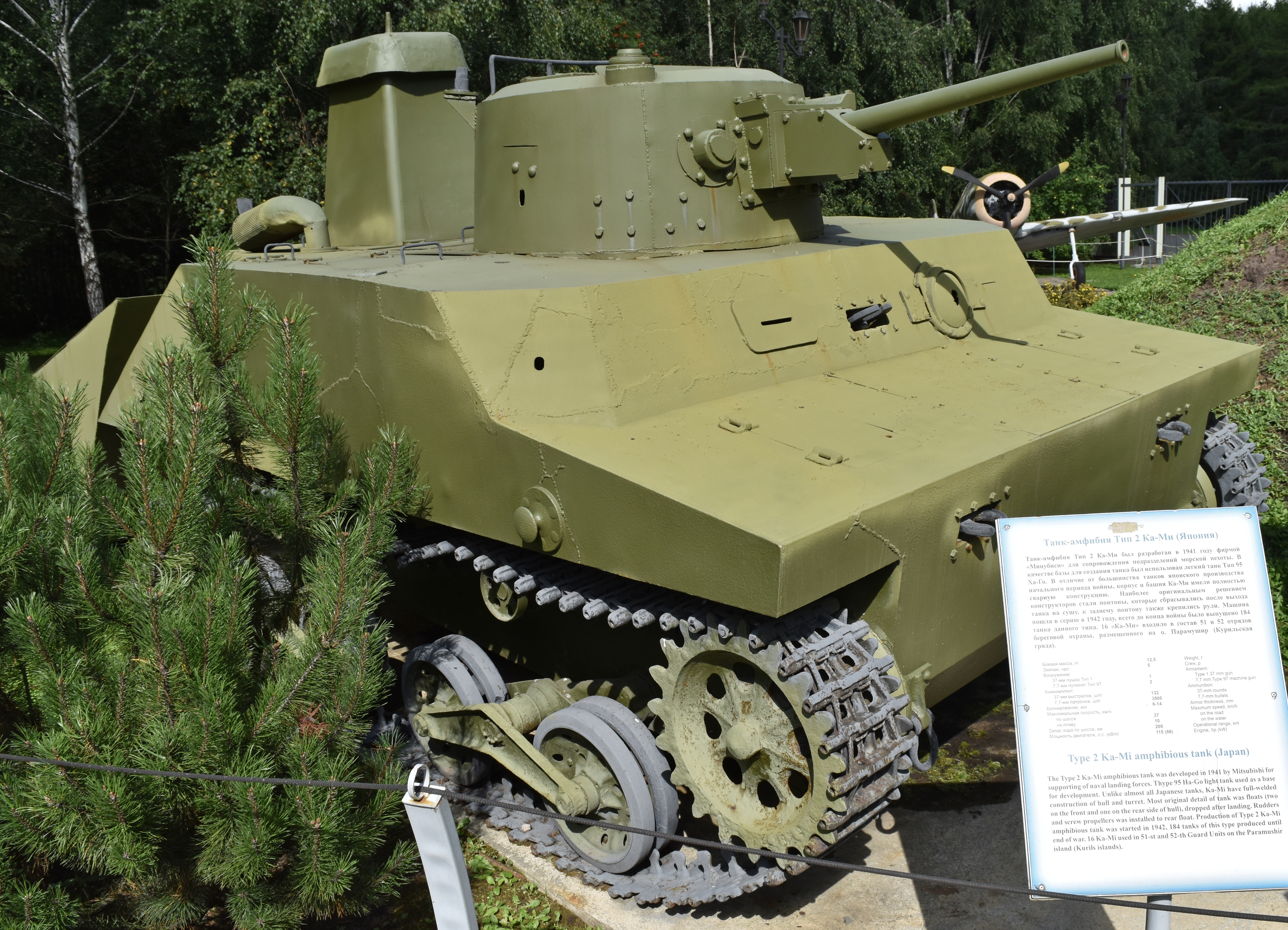
2 Ka-Mi au Musée de la Grande Guerre patriotique à Moscou semblable à celui utilisé par les élèves de Chi-Ha-Tan.
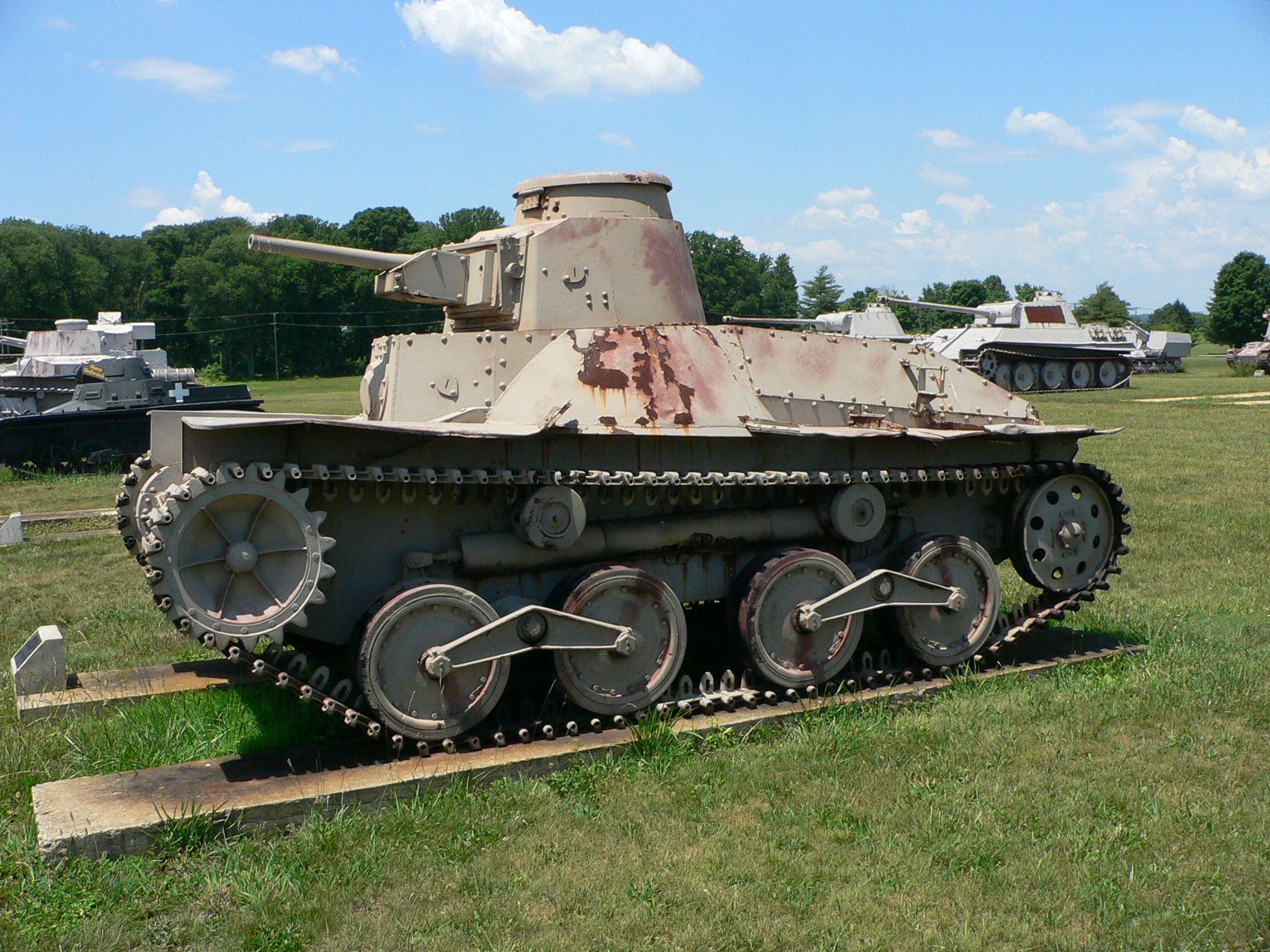
95 à l'United States Army Ordnance Training and Heritage Center semblable à celui utilisé par les élèves de Chi-Ha-Tan

### Personnages principaux
Kinuyo Nishi (西 絹代, Nishi Kinuyo)
Commandante de l'équipe de sensha-dō du lycée et chef de char d'un Type 97 Chi-Ha.

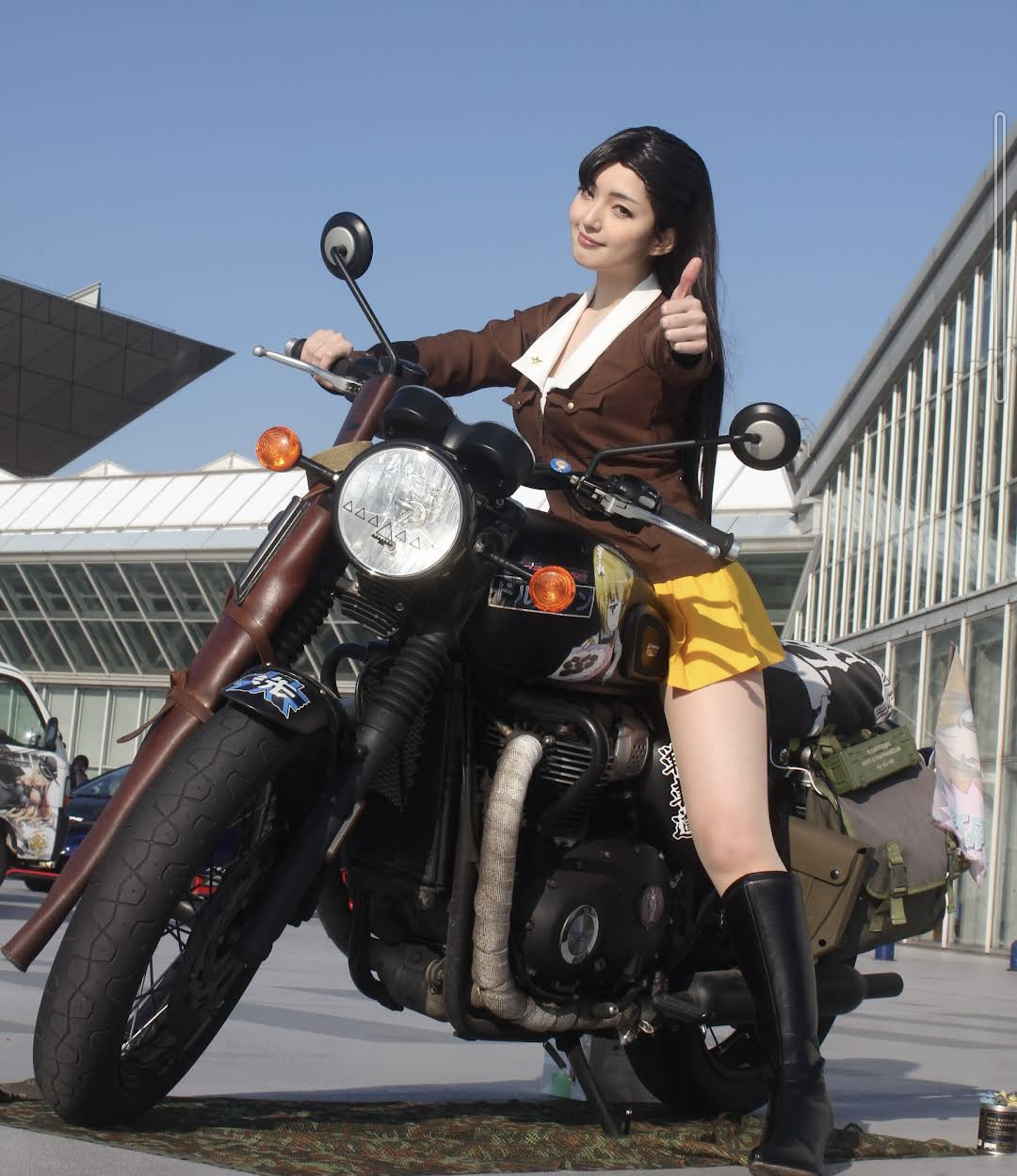
Costumade de Kinuyo Nishi.

Très sensible, facilement stressée mais pleine de volonté d'apprendre, elle n'a cependant aucune autorité et ses coéquipières ne l'écoutent que rarement. Elle a tendance à les suivre sous la pression, mais le regrette toujours après. Elle a beaucoup de doutes sur la stratégie de son lycée mais les réprime sans arrêt.
Tamaki Tamada (玉田 環, Tamada Tamaki)
Vice-commandante de l'équipe du lycée et chef de char d'un Type 97 Chi-Ha variante Shinhoto.
Elle est très impulsive et s'énerve très facilement. Elle prend souvent le dessus sur Kinuyo car cette dernière ne sait pas se faire entendre.
Shizuko Hosomi (細見 静子, Hosomi Shizuko)
Chef de char d'un Type 57.
Passionnée et impulsive, comme la plupart de ses camarades.
Haru Fukuda (福田 はる, Fukuda Haru)
Chef de char d'un Type 95 Ha-Go.
Très observatrice, sous l'influence des élèves du lycée Ōarai, c'est elle qui suggérera une autre tactique que la charge.

### Personnages secondaires
Setsuko Nagura (名倉 節子, Nagura Setsuko)
Chef de char d'un Type 97 Chi-Ha.
Noriyo Hamada (浜田 紀代, Hamada Noriyo)
Chef de char d'un Type 97 Chi-Ha.
Tomiko Teramoto (寺本 とみ子, Teramoto Tomiko)
Opératrice radio du char d'Hosomi.
Emi Ikeda (池田 江美, Ikeda Emi)
Chef de char d'un Type 97 Chi-Ha.
Rin Kubota (久保田 りん, Kubota Rin)
Chef de char d'un Type 97 Chi-Ha.
Yasuko Nishihara (西原 八十子, Nishihara Yasuko)
Chef de char d'un Type 2 Ka-Mi.
Chiyoko Uenishi (上西 千代子, Uenishi Chiyoko)
Chef de char d'un Type 2 Ka-Mi.
Tatsu Hasegawa (長谷川 タツ, Hasegawa Tatsu)
Conductrice du char de Fukuda.
Hanako Hirai (平井 花子, Hirai Hanako)
Tireuse du char de Fukuda.

## Lycée Continuation
Continuation (継続高校, Keizoku Koukou) suit la tradition finlandaise. L'équipe modifie ses chars (transformant ainsi le BT-7 en BT-42 qui est armé d'un canon Howitzer de 112 mm). Les équipières connues semblent particulièrement compétentes.
Dans Das Finale 2, elles affrontent sur un terrain désertique les élèves du lycée Yaourt (Bulgarie) et malgré leur infériorité numérique parviennent à neutraliser leur char drapeau par une habile manœuvre de contournement. Dans Das Finale 3, Continuation affronte les élèves de Saunders et à la surprise générale, s'impose face à elles. Qualifié pour le tour suivant, Continuation affronte ensuite Ōarai. À la fin de Das Finale 3, l'équipe du lycée Ōarai perd un char à la suite du tir précis et à longue distance d'une mystérieuse tireuse dont le tank est camouflé par la neige et que Mika présente comme "notre sorcière blanche." Ces éléments mènent à pense qu'il s'agit d'une référence au célèbre sniper finlandais Simo Häyhä.

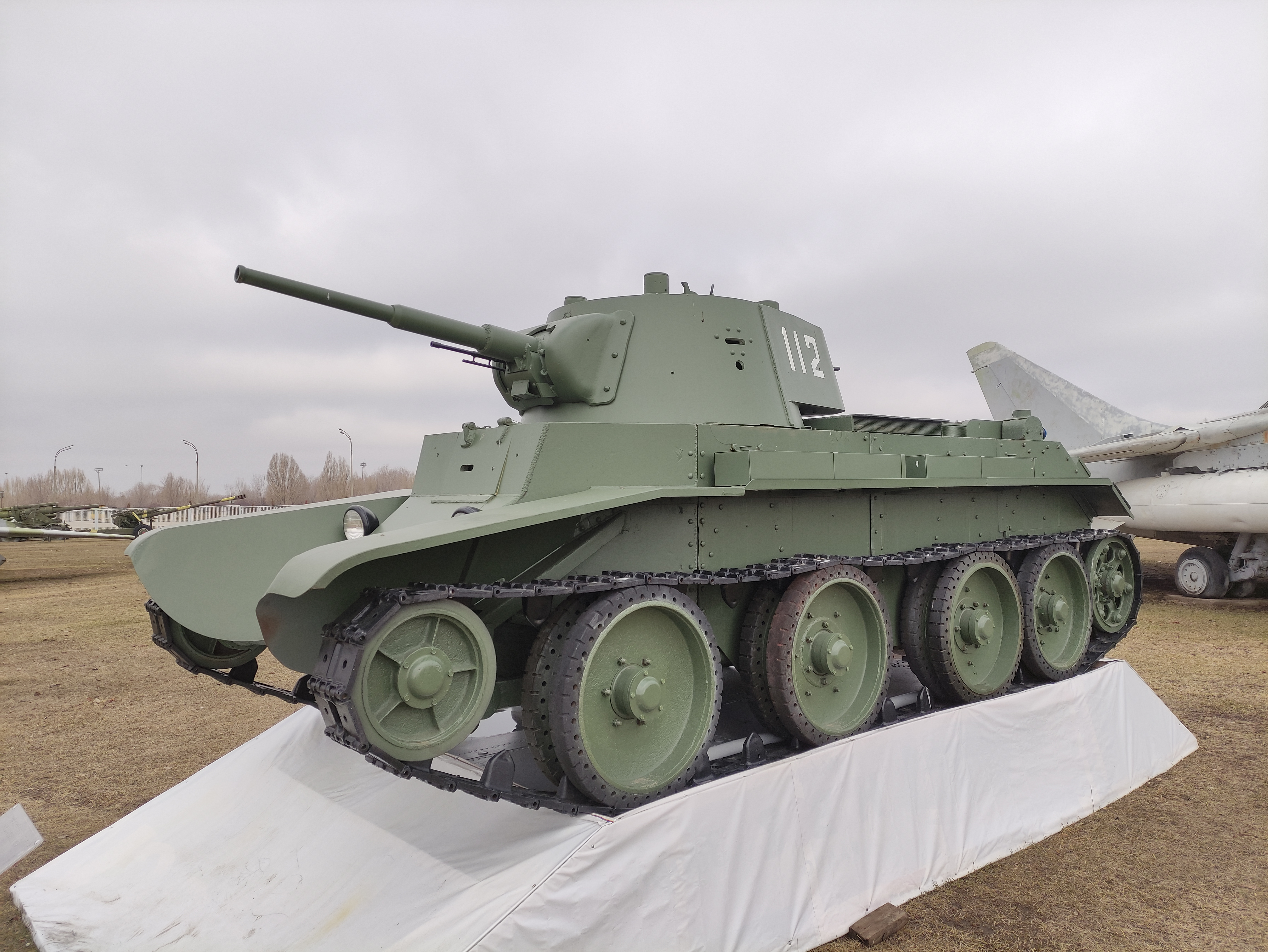
BT-7 au musée technique AvtoVAZ (ru) semblable à celui transformé par les élèves du lycée Continuation.
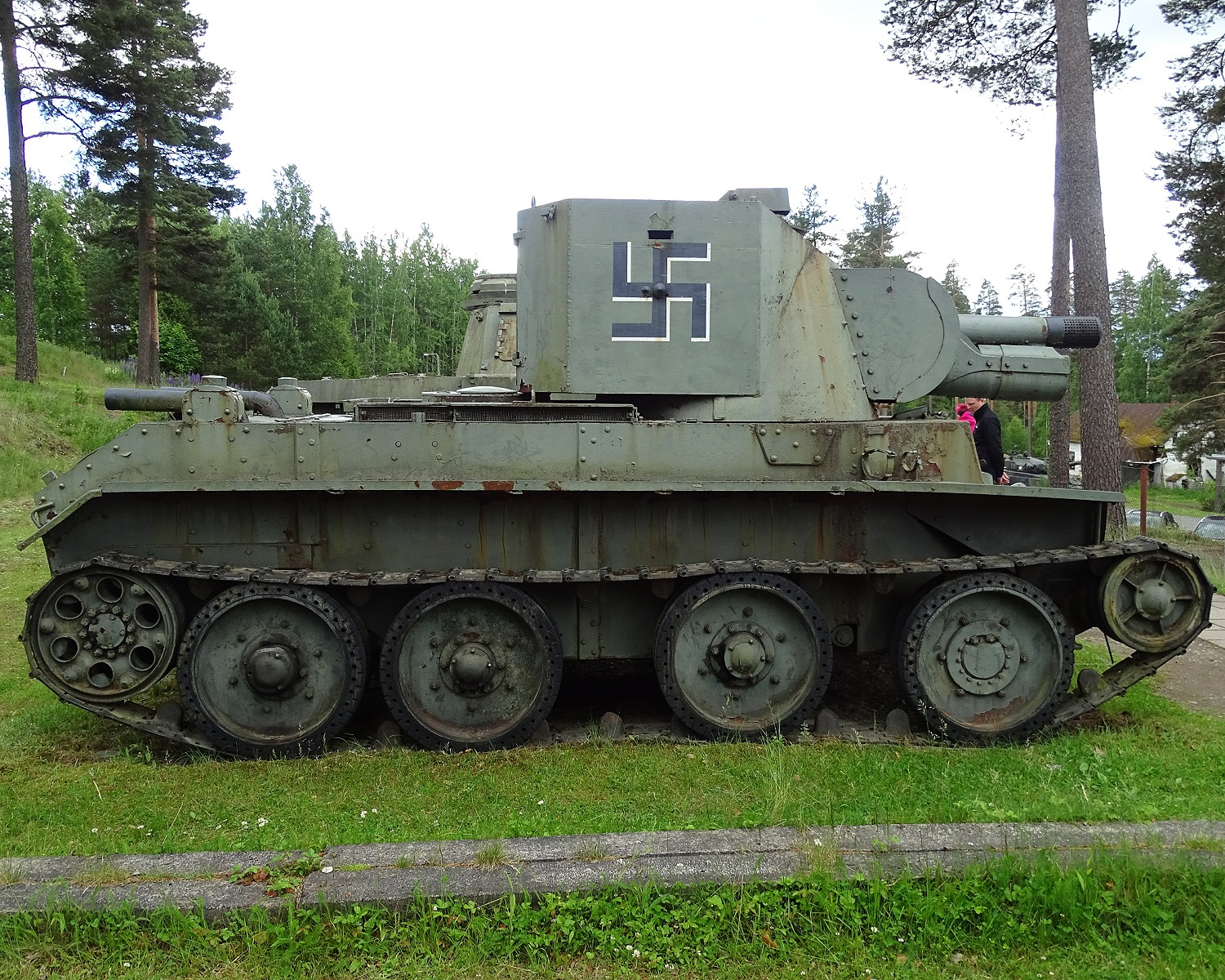
BT-42 au musée des blindées de Parola semblable à celui utilisé par les élèves du lycée Continuation.
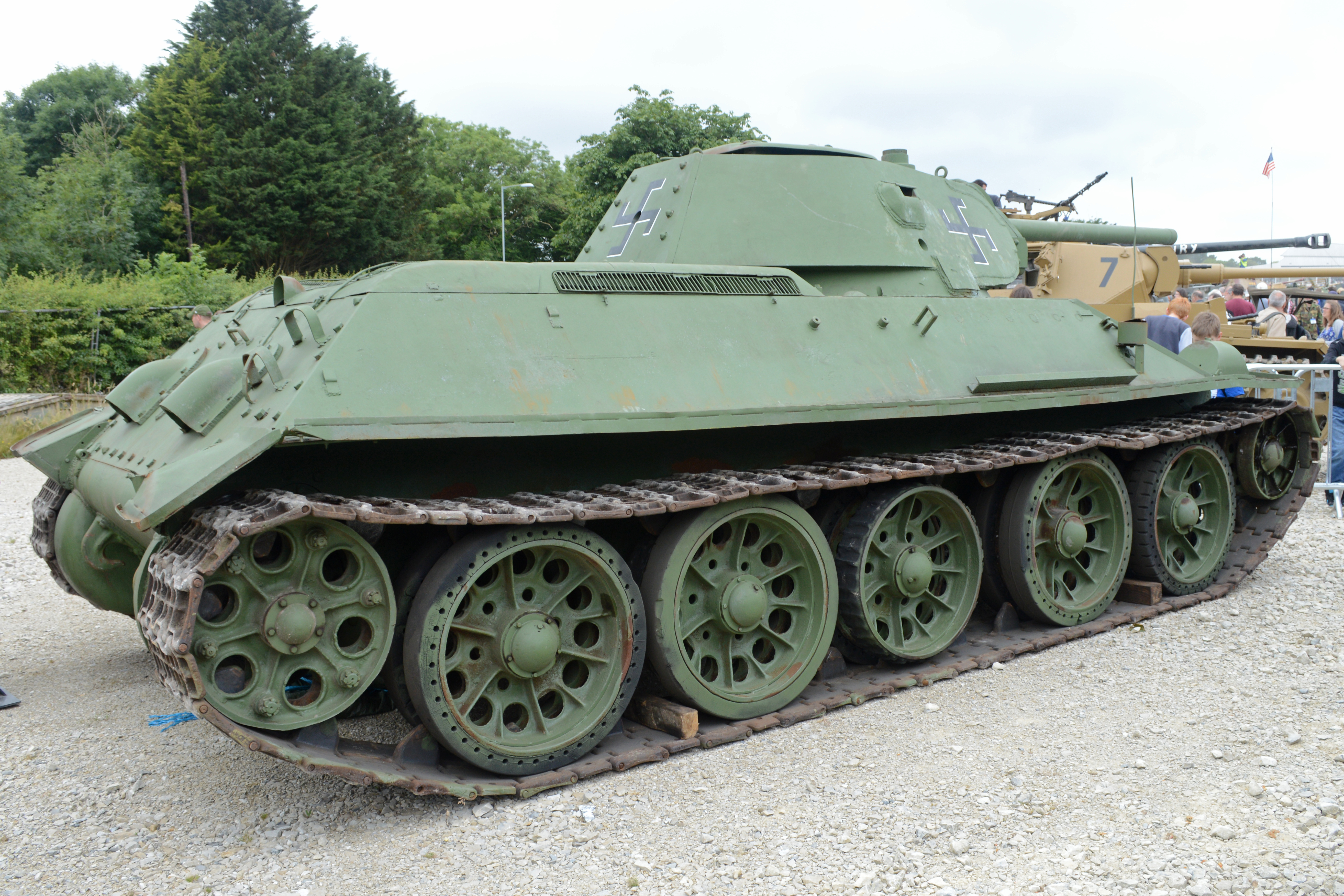
T-34 intact capturé par les forces finlandaises surnommé «Sotka» au musée des chars de Bovington semblable à celui utilisé par les élèves de Continuation.

### Personnages principaux
Mika (ミカ, Mika)
Commandante de l'équipe de shensha-dō et chef de char d'un BT-42.
Elle porte un chapeau finnois (väinämöinen) et ne se sépare jamais de son kantele. Elle parle d'une façon très philosophique et semble ne jamais perdre son calme.
Aki (アキ, Aki)
Tireuse et chargeuse du char de Mika.
Mikko (ミッコ, Mikko)
Conductrice du char de Mika.
Jouko (ヨウコ, Jouko), dite "la sorcière blanche" (白い魔女)
Tireuse isolée.
Elle apparaît dans Das Finale 3. Son surnom est une référence au tireur d'élite finlandais Simo Häyhä (surnommé "la mort blanche").

### Personnages secondaires
Touko
Ancienne commandante en chef de l'équipe de shensha-dō du lycée. Elle est également chef de char d'un T34/76.
Asuko
Chargeuse du T34/76 de Touko.
Lili
Ancienne vice-commandante de l'équipe shensha-dō du lycée.
Keizoku Yuri (ユリ, keizoku Yuri)
Commandante d'un KV-1. Elle joue de l'accordéon.
Ari (アリ, Ari)
Conductrice d'un T-34.
Reino (レイノ, Reino)
Commandante du T-34.

## Lycée Maginot
Maginot (マジノ女学院, Mazino Jogakuin) suit la tradition française. Leur lycée n'est pas un bateau, mais un sous-marin géant ressemblant au Surcouf. Elles utilisent des chars français tels que des SOMUA S35 ou des B1 Renault.
Les élèves du lycée Maginot affrontent celles du lycée Kuromorimine dans Das Finale 2.

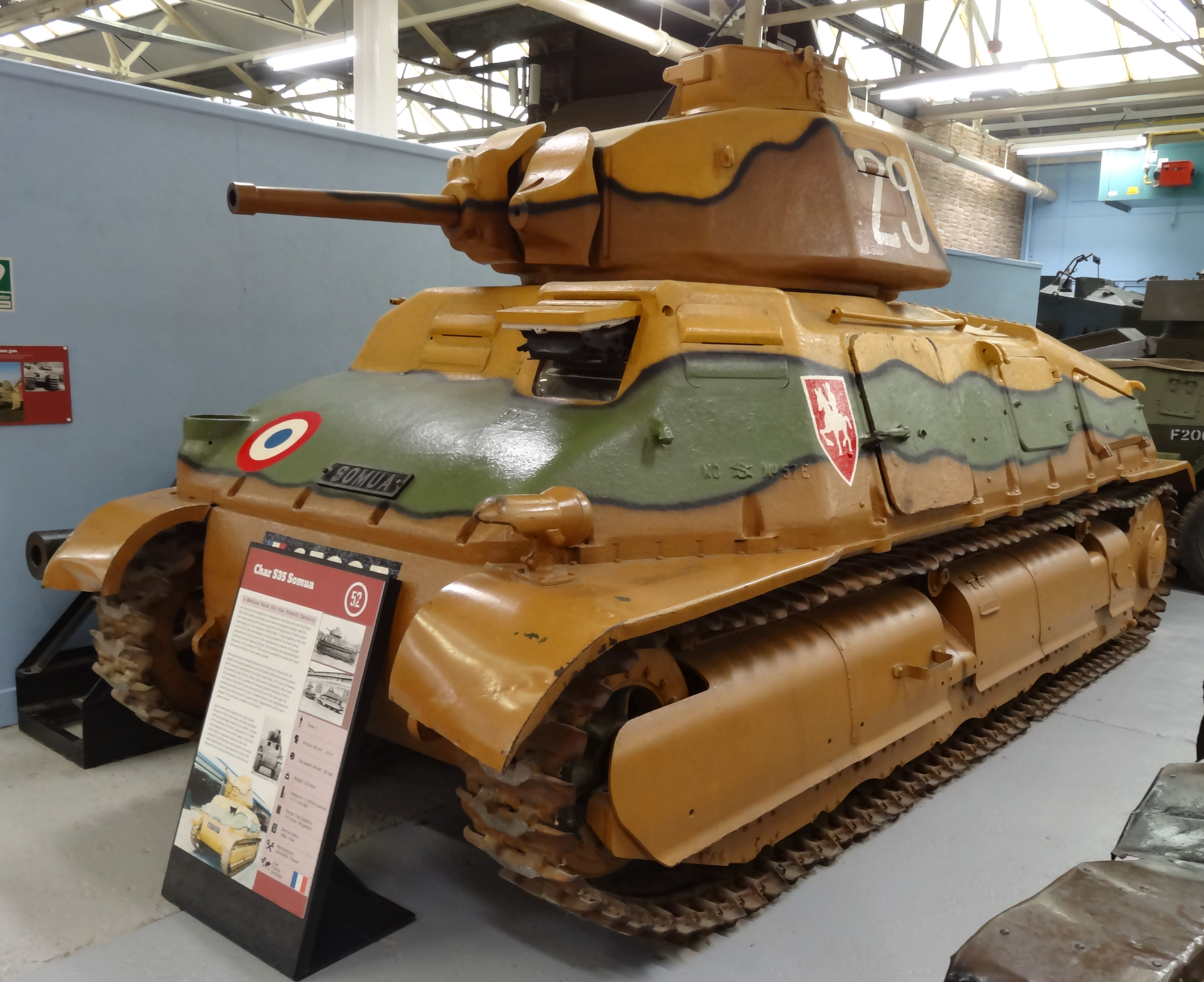
Char Somua S35 au musée des chars de Bovington semblable à celui utilisé par les élèves de Maginot.
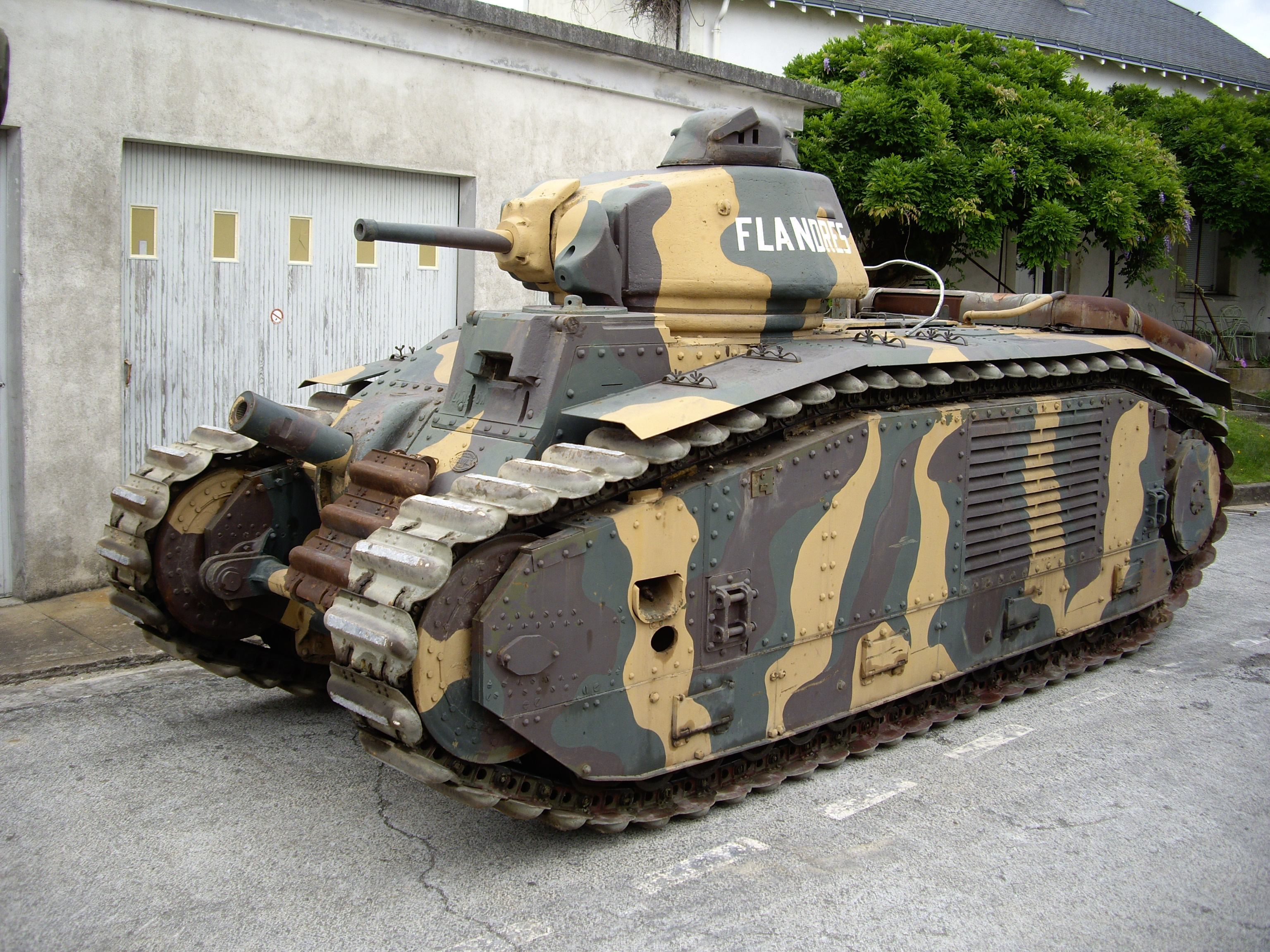
Char B1 bis "Flandres" du musée des Blindés de Saumur semblable à celui utilisé par les élèves du lycée Maginot.
Modèle numérique du sous-marin Surcouf qui a inspiré le navire-école Maginot.

### Personnages principaux
Éclair (エクレール, Ekurēru)
Commandante en chef de l'équipe de sensha-dō du lycée Maginot.

## Lycée BC Freedom
BC Freedom (BC自由学園, BC Jiyū Gakuen) suit la tradition française de Vichy et de la France libre. Leur lycée possède notamment des chars lourds ARL 44, des chars légers Renault FT et des chars moyens SOMUA S35, des AMR 35, des M22 Locust des Renault R35. Pour se déplacer, le lycée possède une Laffly S15, une Simca 5, un Vespa 150 TAP, ainsi qu'un hélicoptère Breguet G.11E.
Le lycée a la particularité d'être né de la réunion de deux lycées. Les élèves des deux anciens lycées se détestent et vivent chacun d'un côté du navire. Le travail d'équipe est inexistant et c'est une lutte de pouvoir sans fin au sein du lycée, bien que la partie Freedom semble avoir l'avantage. Les membres de Freedom sont stricts tandis que ceux de BC sont plus relaxés et moins obéissants. Une récente défaite exploitant leurs rivalités a poussé leur commandante à essayer de calmer les tensions et à mettre en place du travail d'équipe.
Malgré cela, ses élèves sont très semblables à ceux de Maginot et considèrent l'éducation comme très importante.

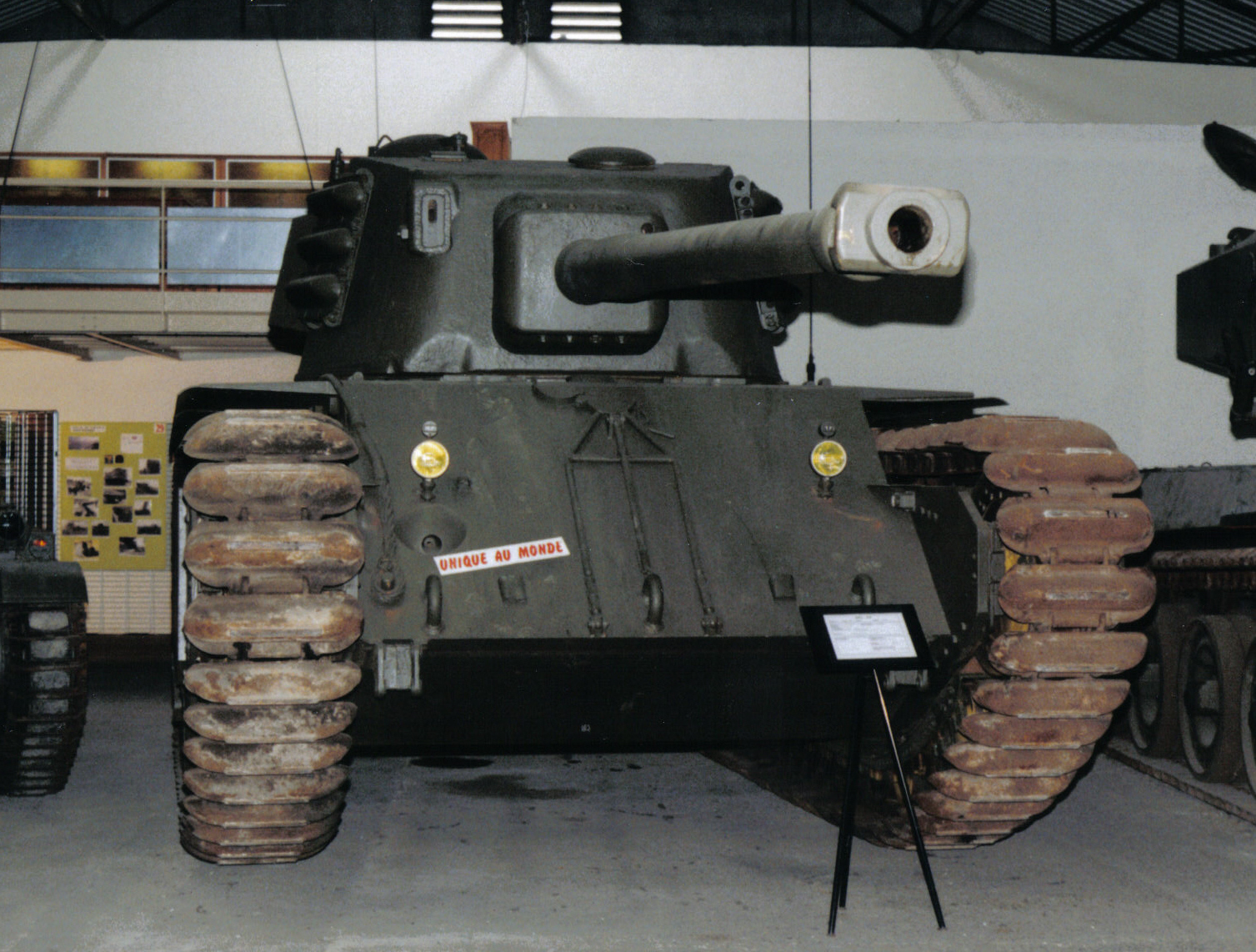
Char ARL 44 au Musée des Blindés de Saumur semblable à ceux utilisé par les élèves de BC Freedom.
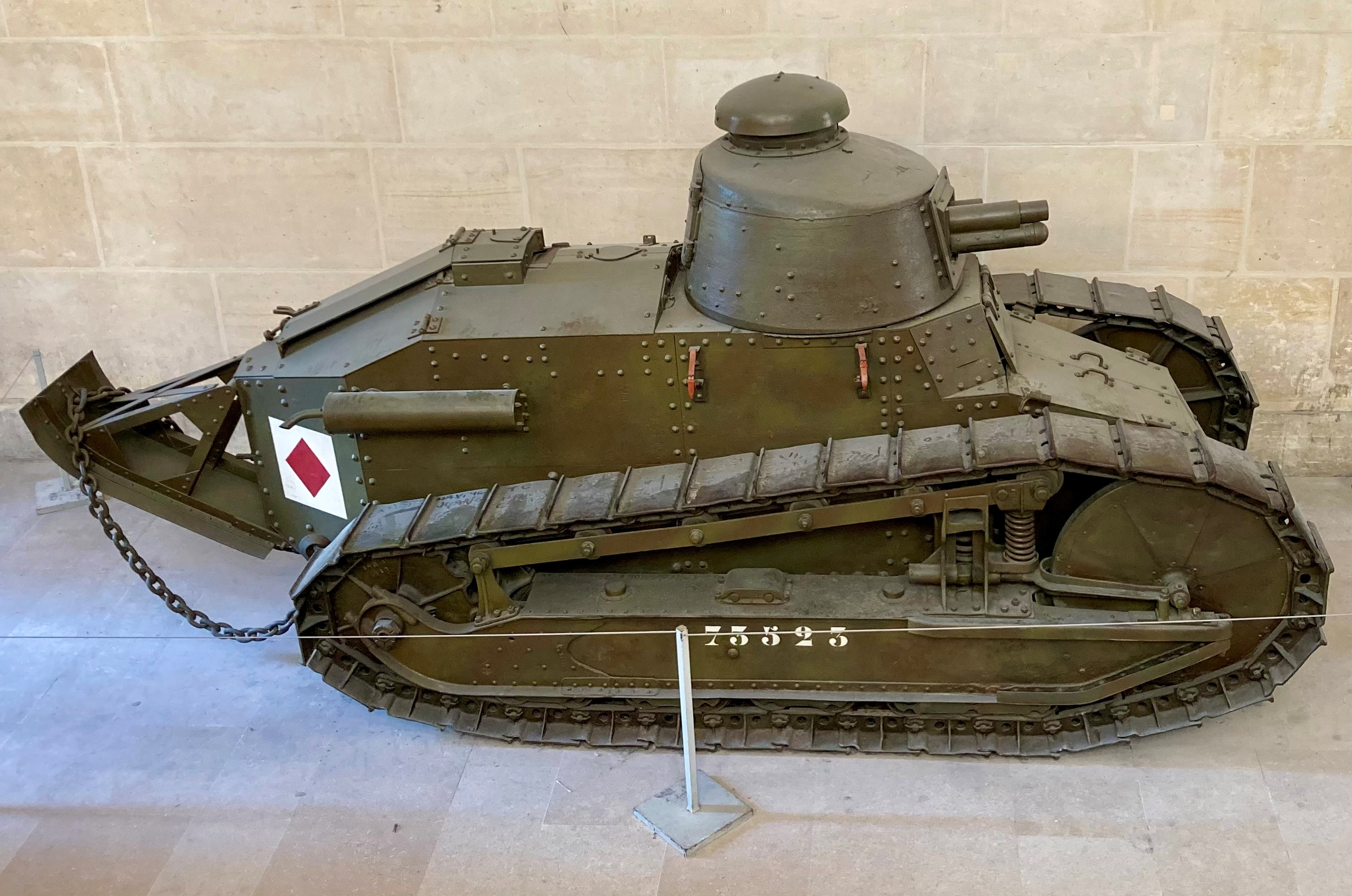
Char Renault FT au Musée de l'armée semblable à celui utilisé par les élèves de BC Freedom.
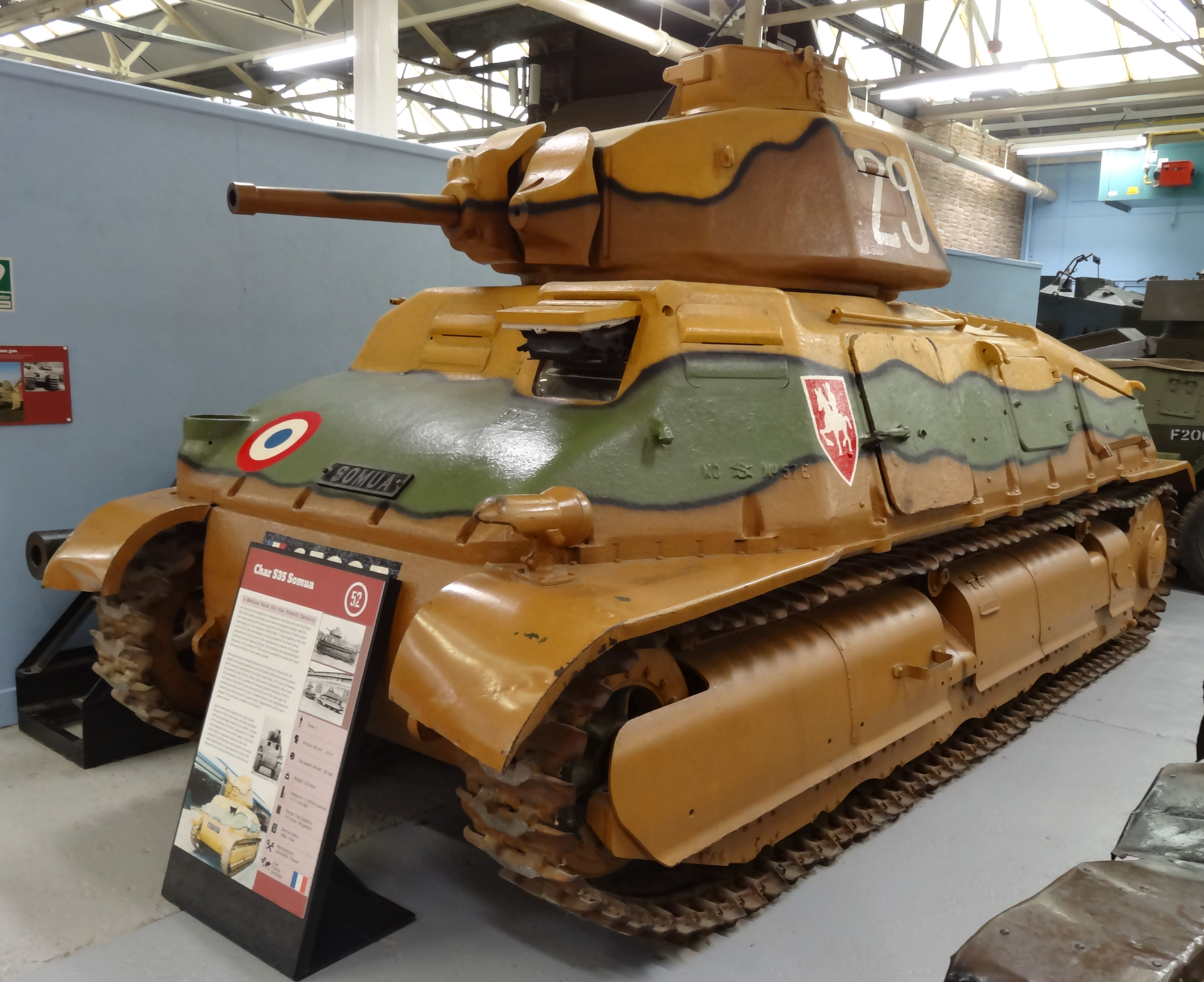
Char SOMUA S35 au musée des chars de Bovington semblable à celui utilisé par les élèves de BC Freedom.
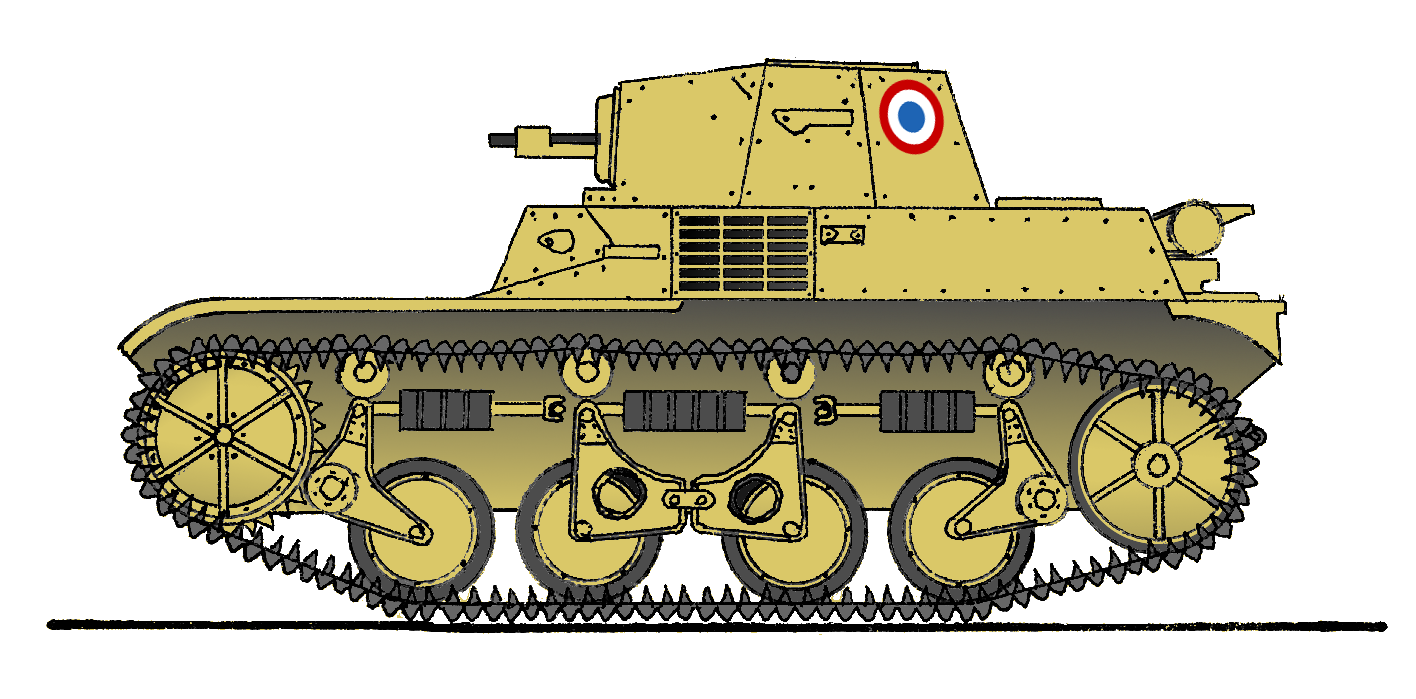
Profil d'un char AMR de l'armée française en 1940 semblable à celui utilisé par les élèves de BC Freedom.
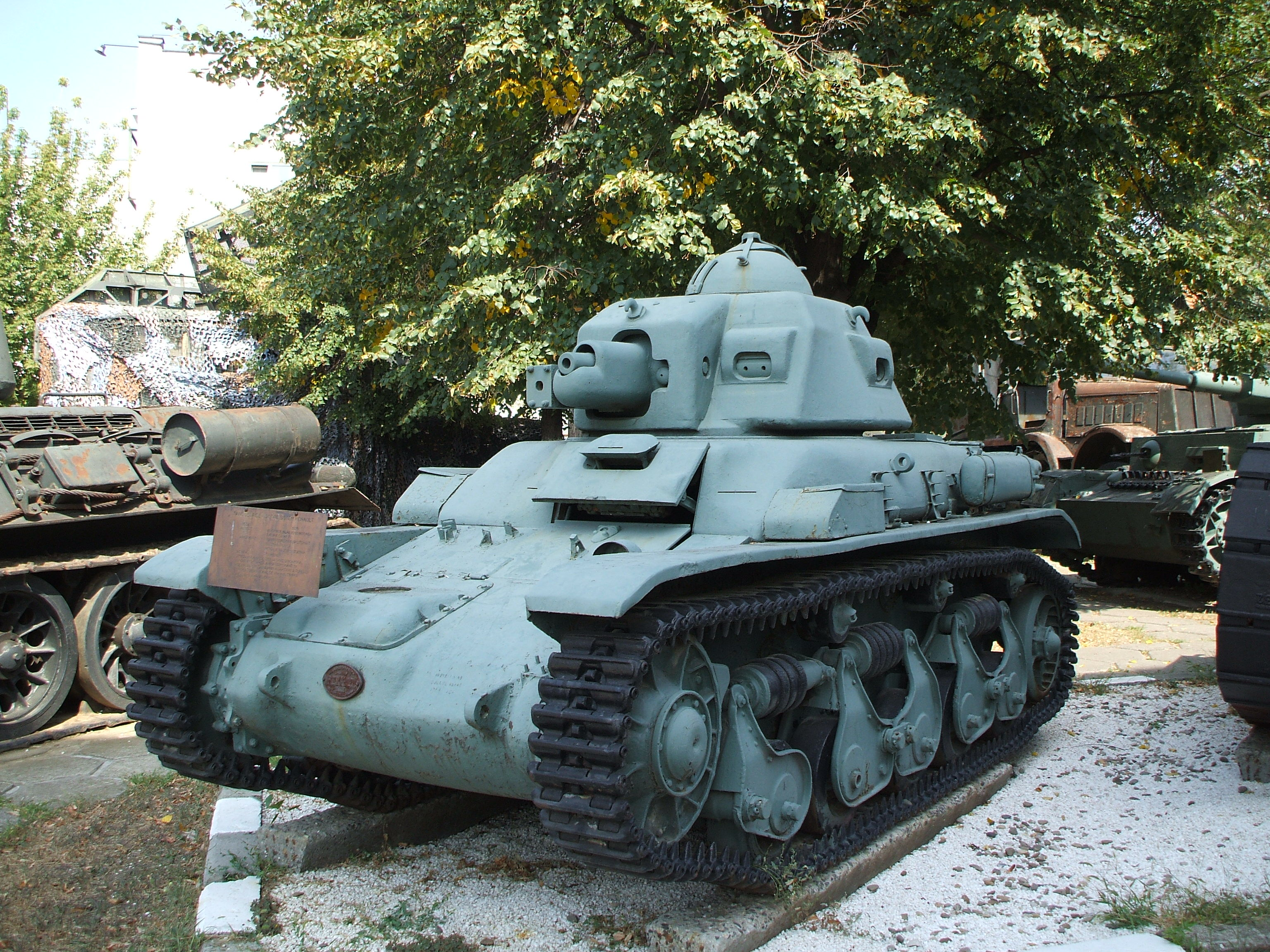
Char Renault R35 au Musée militaire nationale du roi Ferdinand Ier semblable à celui utilisé par les élèves de BC Freedom.
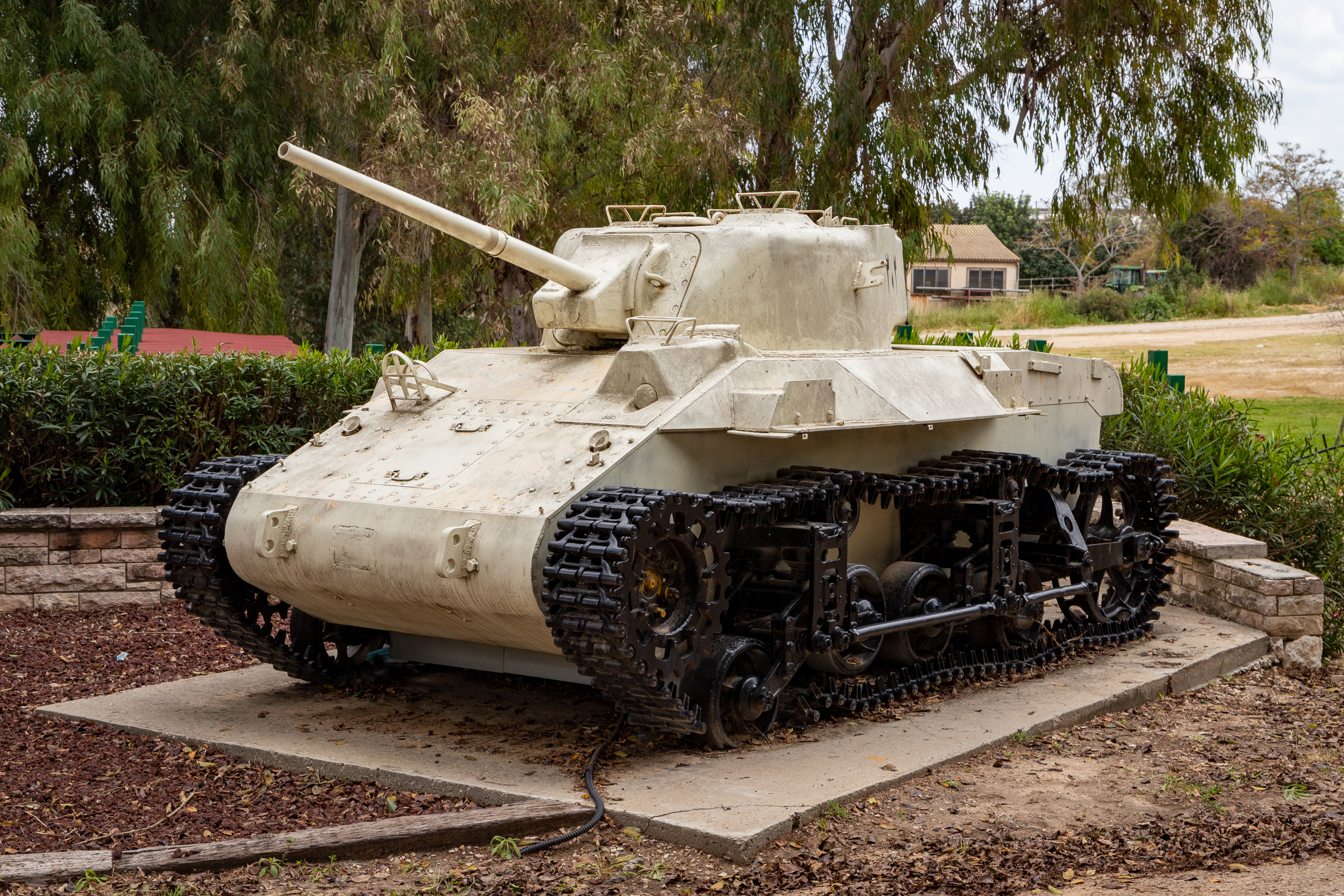
Char M22 Locust semblable à celui utilisé par les élèves de BC Freedom.
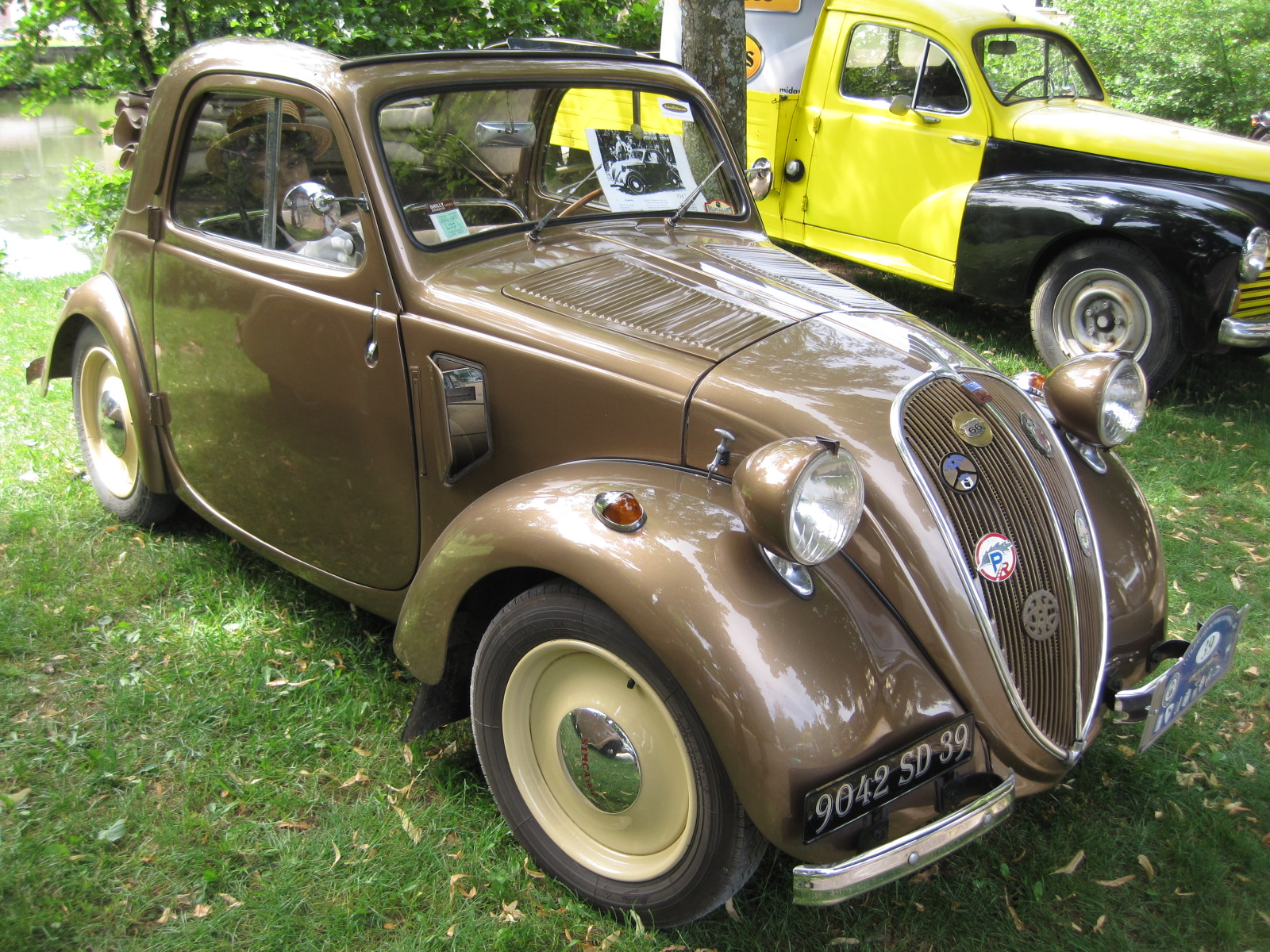
Simca 5 semblable à celle utilisée par les élèves de BC Freedom.
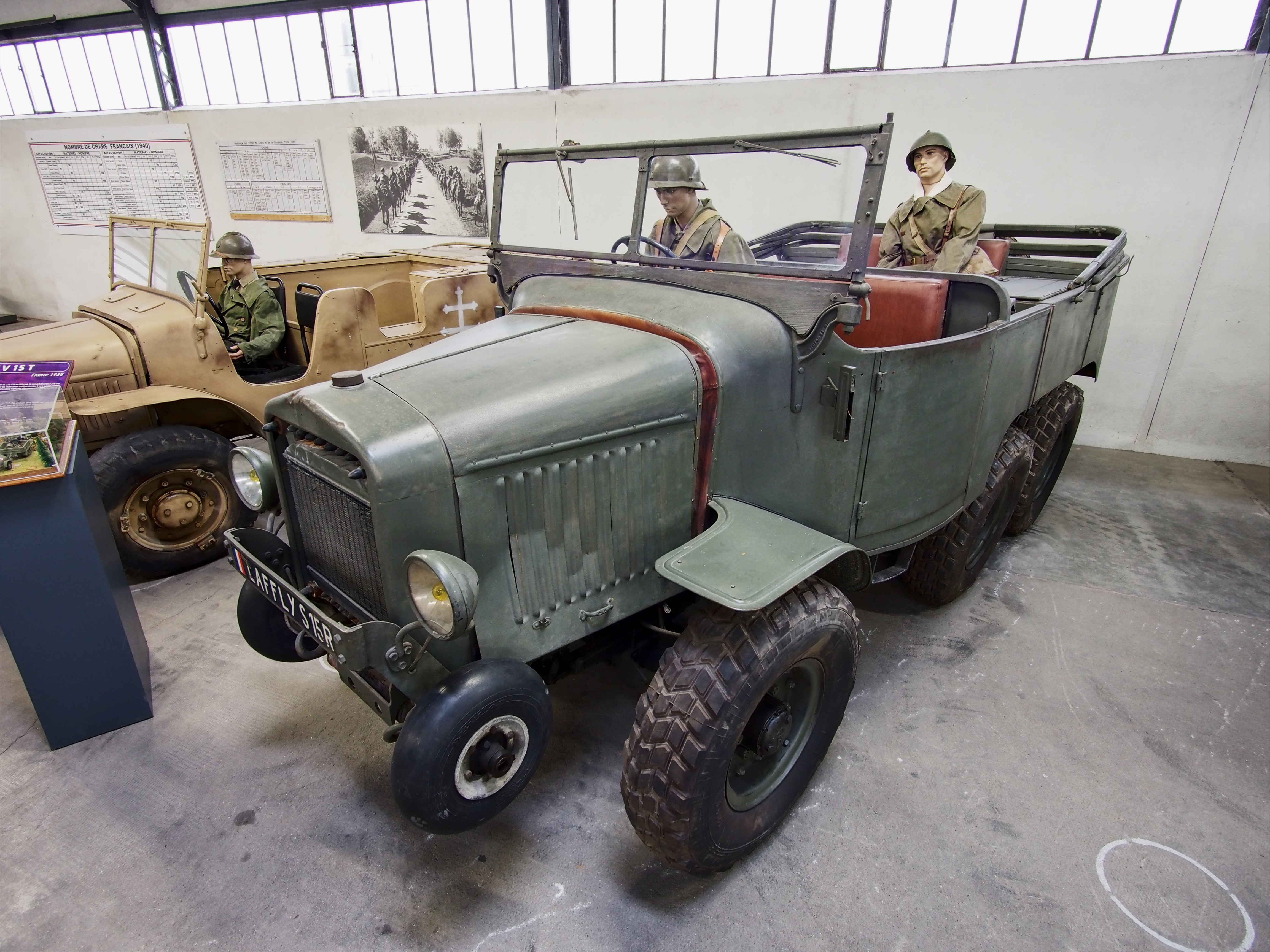
Laffly S 15R au Musée des blindés de Saumur à celle utilisée par les élèves de BC Freedom.
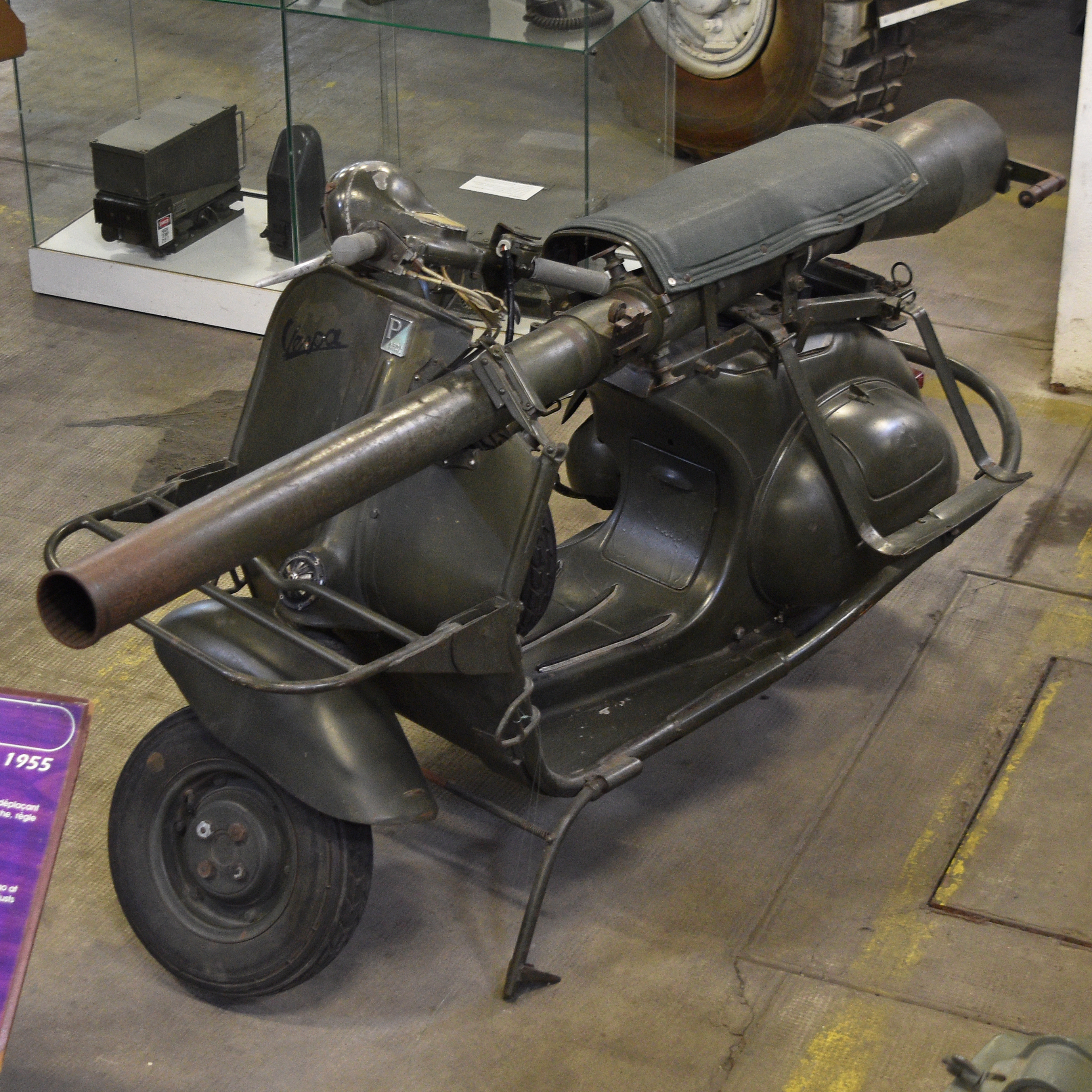
Vespa 150 TAP au  Musée des Blindés de Saumur à celui utilisé par les élèves de BC Freedom.
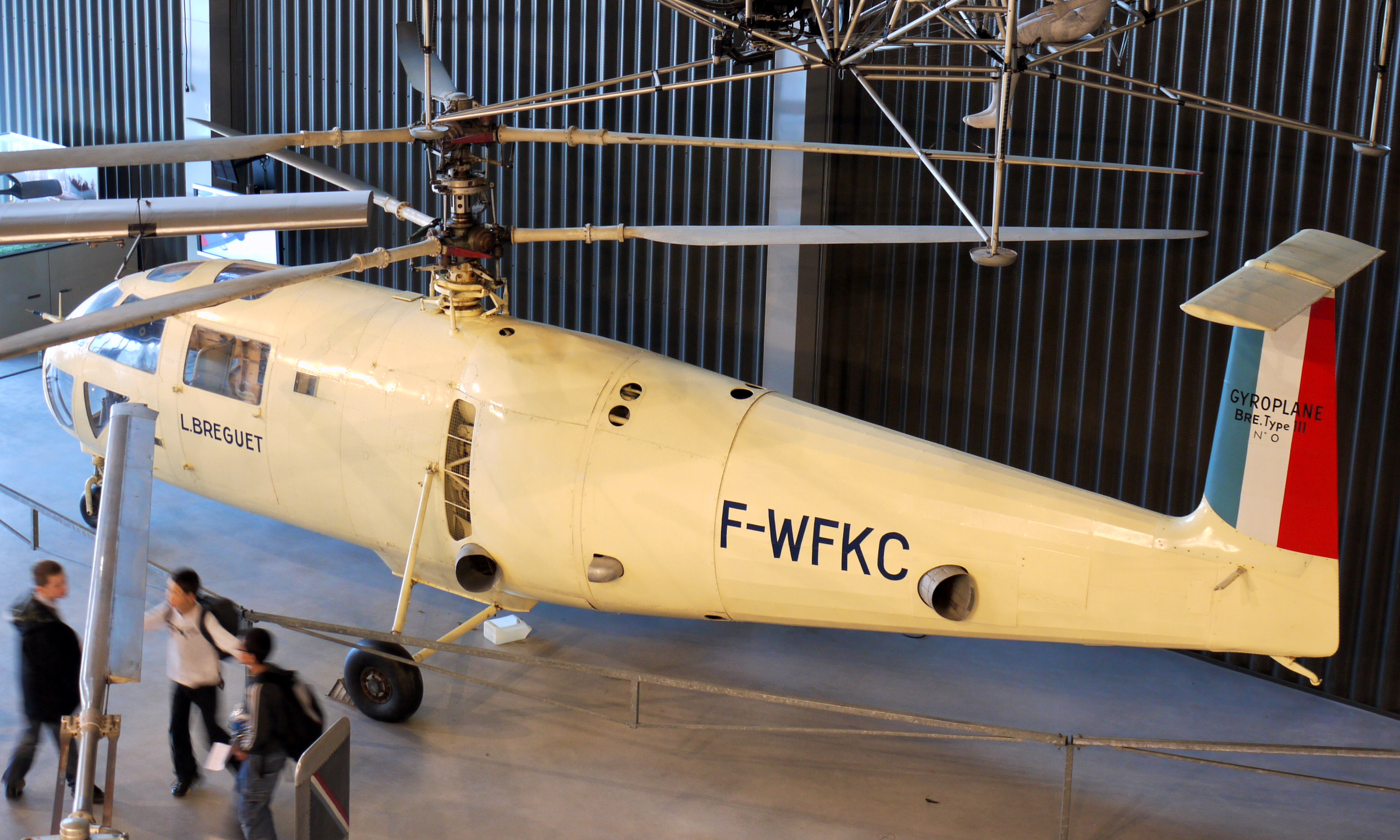
Hélicoptère Breguet G111 au Musée du Bourget semblable à celui utilisé par les élèves de BC Freedom.

### Personnages principaux
Marie (マリー, Marī)
Commandante en chef de l'équipe de sensha-dō, elle est chef d'un Renault FT avec un Cœur Rouge comme emblème.
Elle peut être considérée comme une fille élégante et posée. Elle semble gourmande car souvent en train de manger. Elle ne montre aucune émotion et ne se soucie pas de la constante querelle entre Andou et Oshida. Malgré sa nature gâtée et ignorante, elle est une bonne stratège.
Rena Andou (安藤レナ, Andō Rena)
Vice-commandante de l'équipe, elle commande un SOMUA S35 avec un Pic Vert comme emblème.
Ruka Oshida (押田ルカ, Oshida Ruka)
Vice-commandante de l'équipe, elle est également chef de char sur un ARL 44 avec un Trèfle Bleu comme emblème.

### Personnages secondaires
Bordeaux (ボルドー, Borudō)
Chef de char d'un AMR 35.
Elle apparait dans le manga Ribbon Warrior.
Asparagus (アスパラガス, Asuparagasu)
Chef de char d'un Renault R35 et d'un M22 Locust.
Elle apparait dans le manga Ribbon Warrior.
Moule
Vice-commandante de l'équipe.
Elle apparait dans le manga Ribbon Warrior.
Sofue
Conductrice du FT de Marie.
Isabe
Tireuse du FT de Marie.

## Lycée Bonple
Bonple (ボンプル学園, Bonpuru gakuen) suit la tradition de la Pologne. Leur lycée dispose de chars FT-17 et 7TP, ainsi que de chenillettes TKS.
L’emblème de l’école fait référence à Wojtek, un ours ayant servi de mascotte par l'Armée polonaise de l'Ouest pendant la Seconde Guerre mondiale.

Le lycée n'apparaît que dans l'OVA Das Finale et le manga Ribbon Warrior.

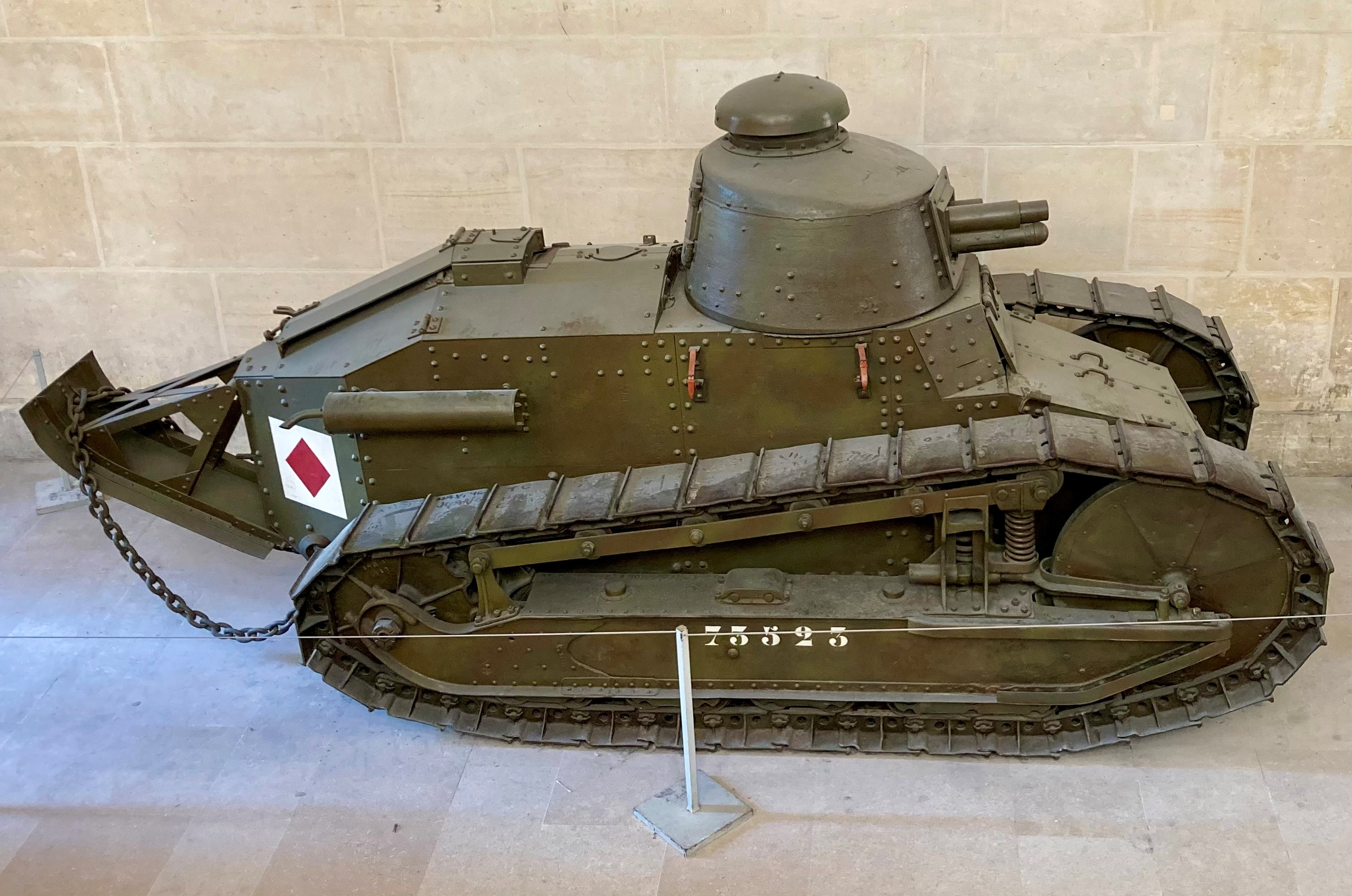
Char Renault FT au Musée de l'armée semblable à celui utilisé par les élèves de Bonple.
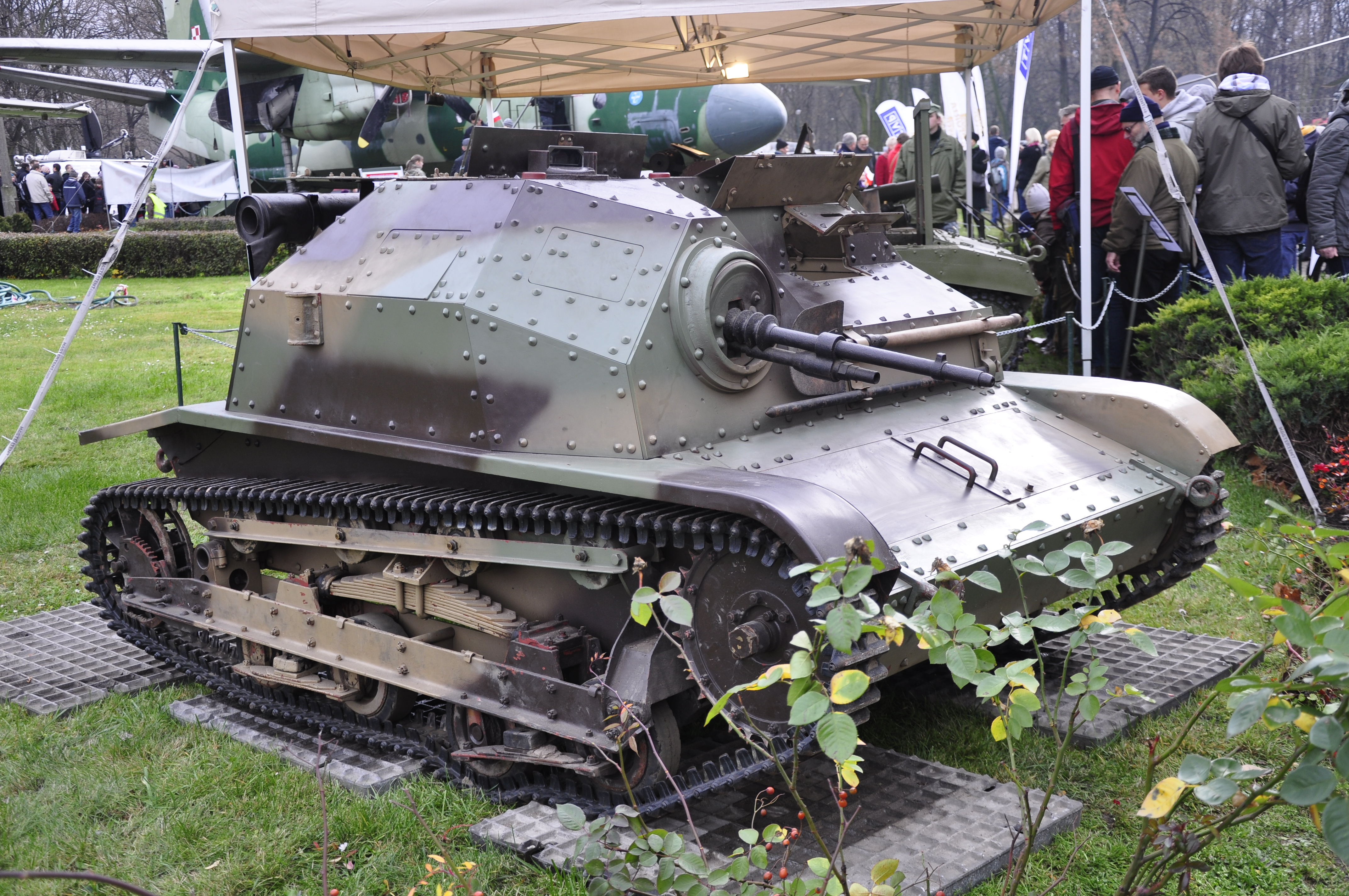
Chenilette TKS au Musée de l'Armée polonaise semblable à celles utilisées par les élèves de Bonple.
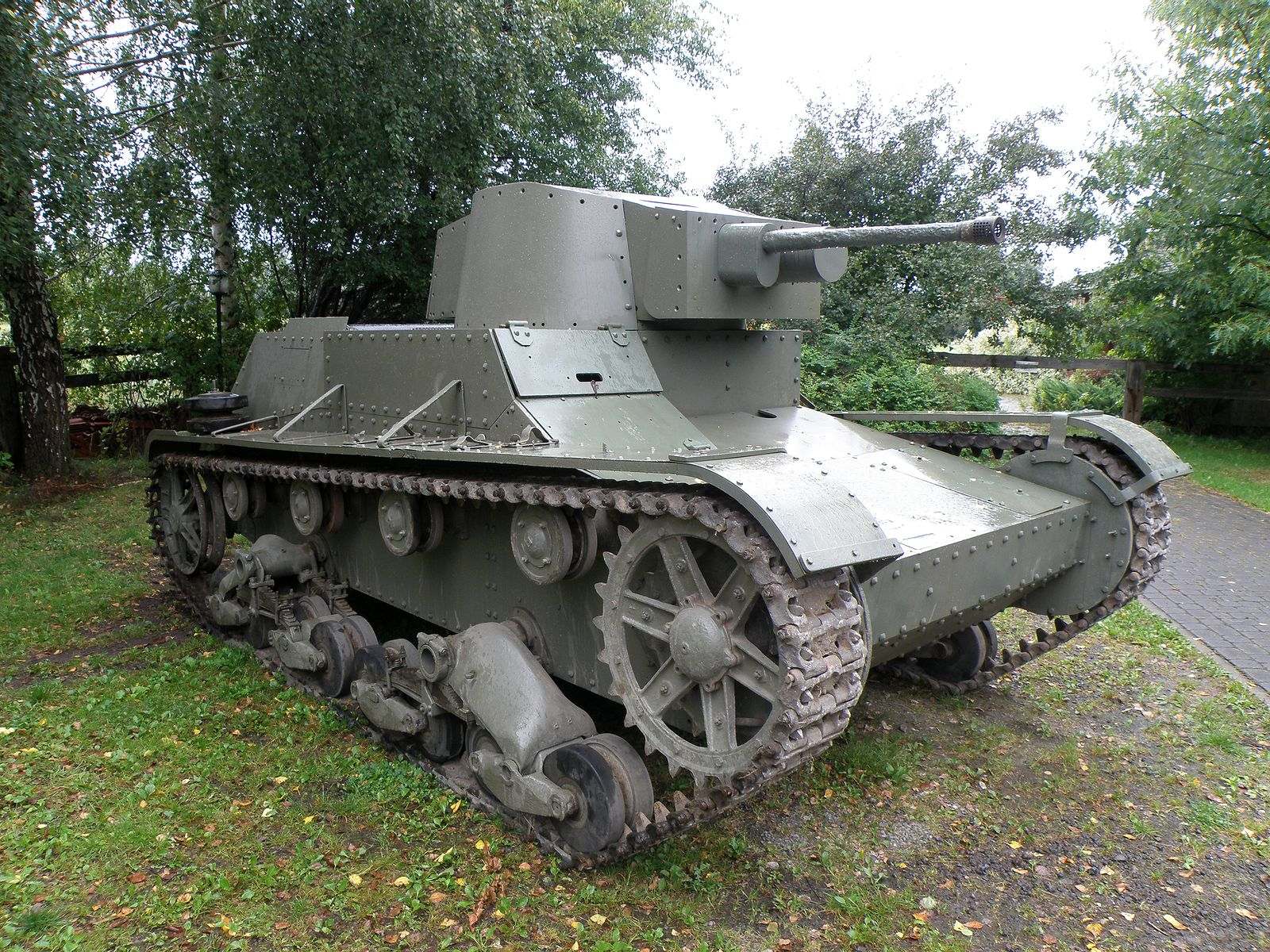
Char 7PT à Łomianki semblable à ceux utilisés par les élèves de Bonple.

### Personnages principaux
Maiko (マイコ, Maiko)
Commandante en chef de l'équipe de sensha-dō du lycée et chef de char d'un FT-17.

### Personnages secondaires
Jajka (ヤイカ, Yaika)
Commandante en chef de l'équipe lors du 63e tournoi national de sensha-dō, elle n'apparaît que dans le manga Ribbon Warrior.
Uszka (ウシュカ, Ushuka)
Vice-commandante de l'équipe, elle n'apparaît que dans le manga Ribbon Warrior.
Pierogi (ピエロキ, Pierogi)
Commandante en chef de l'équipe lors du 62e tournoi national de sensha-dō, elle n'apparaît que dans le manga Ribbon Warrior.

## Lycée Blue Division
Blue Division (青師団高校, Aoshidan Kōkō) suit la tradition de l'Espagne nationaliste. Leur lycée dispose de Panzer I, de Panzer II, de chenillettes CV.35, ainsi que de chars BT-5 et T-26.

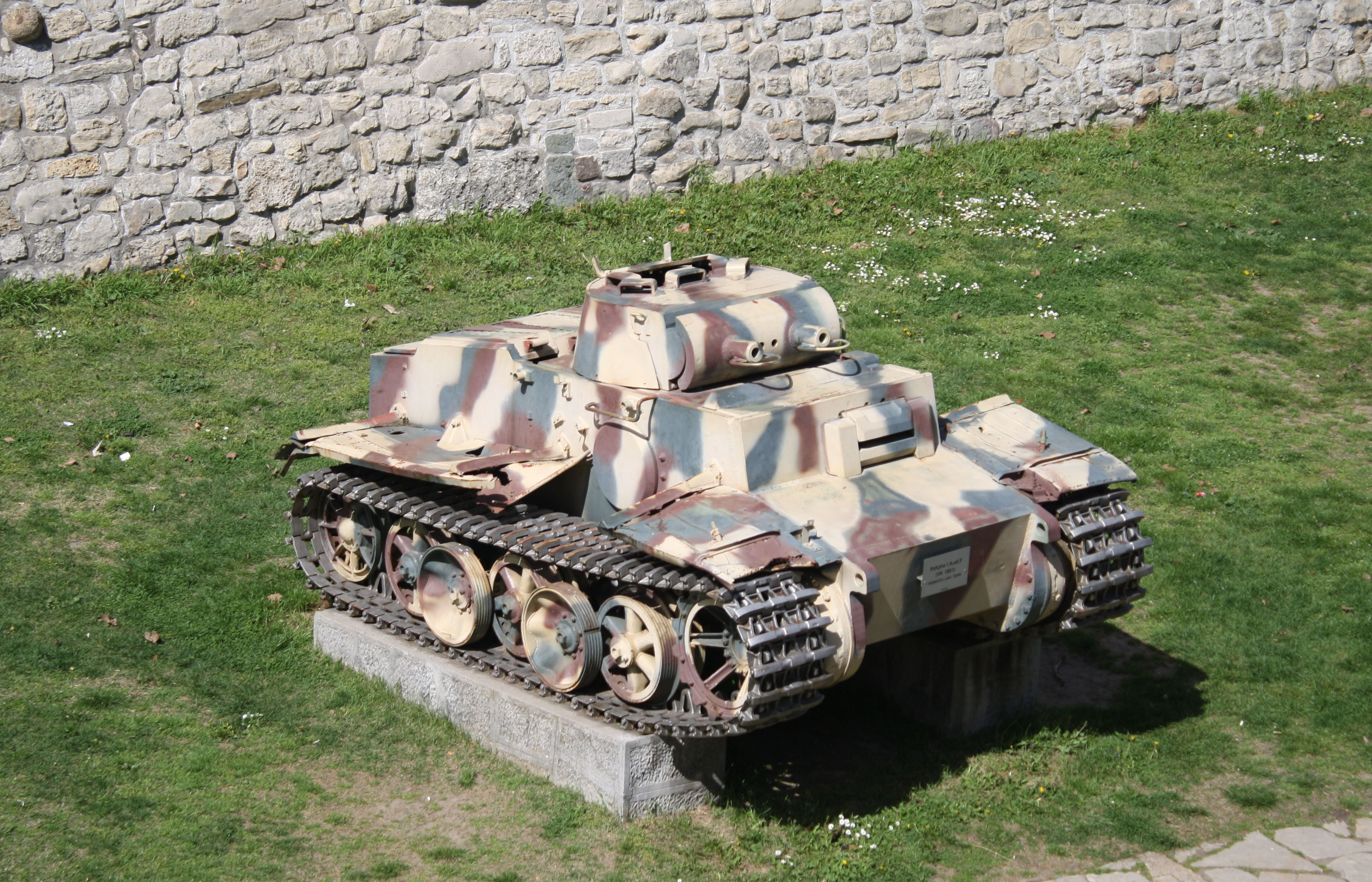
Panzer I du musée militaire de Belgrade semblable à ceux utilisés par les élèves de Blue Division.
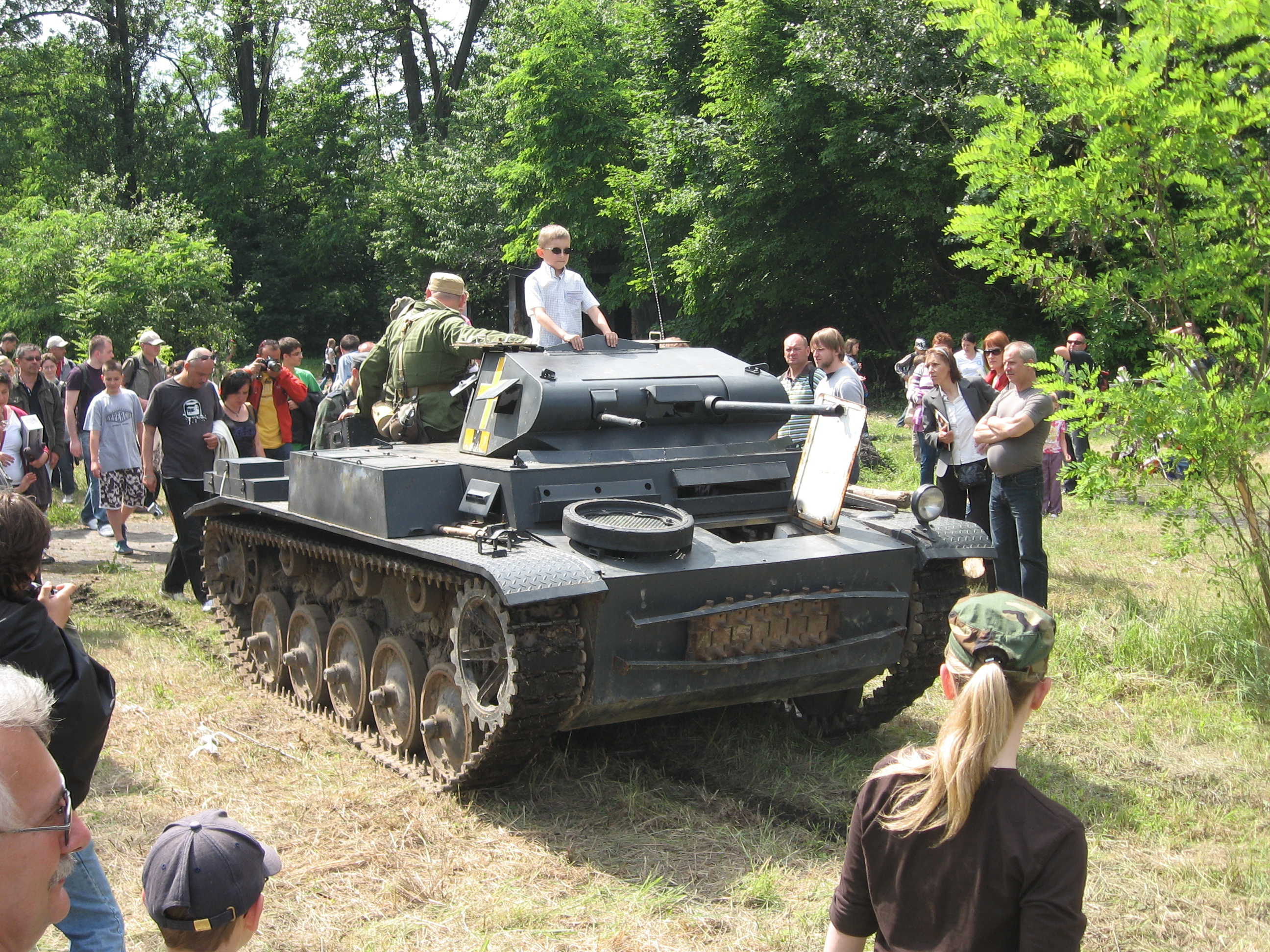
Panzer II lors du Małopolski Piknik Lotniczy (pl) de 2010 semblable à ceux utilisés par les élèves de Blue Division.
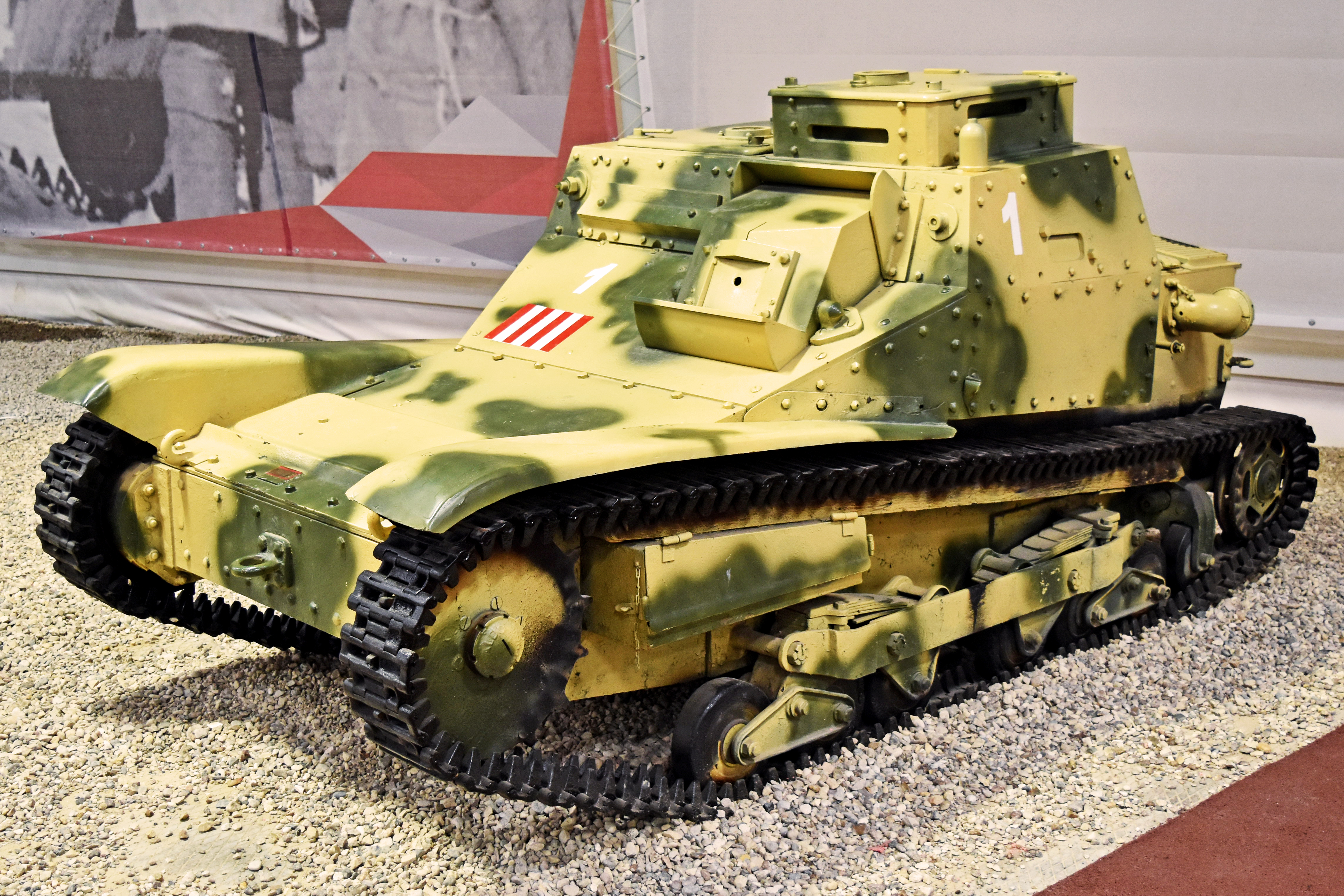
Chenilette CV 35 au Parc patriote (ru) semblable à ceux utilisés par les élèves de Blue Division.

### Personnages principaux
El (エル, Eru)
Commandante en chef de l'équipe, ainsi que chef de char et tireuse d'un Panzer II Ausf.F. Son nom est une référence au film de Luis Buñuel.
Viridiana (ヴィリディアナ, Viridiana)
Conductrice du char d'El.
Tristana (トリスターナ, Torisutāna)
Chargeuse et opératrice radio du char de El.

### Personnages secondaires
Andalusia
Chef de char sur Panzer II Ausf.F.
Carmen
Ancienne commandante en chef de l'équipe pendant le 62e tournoi national de sensha-dō, elle commande un Panzer I.

## Lycée Koala
Koala Forest (コアラの森学園) suit la tradition australienne. Il s'agit de la seule équipe dont le commandant en chef est un animal. Dans Das Finale 2, elle affronte le lycée Chi-Ha Tan.

### Personnages principaux
Koala (コアラ)
Commandant du lycée Koala.
Wallaby (蕨, Warabi)
Vice-commandante de l'équipe et chef de char AC.I Sentinel.
Platypus (鴨乃橋, Kamonohashi)
Vice-commandante de l'équipe.

## Université Selection
L'équipe universitaire All-Stars (大学選抜チーム, Daigaku Senbatsu team) suit la tradition onusienne. Elle se repose essentiellement sur des chars M26 Pershing, mais compte aussi quelques Char M24 Chaffee pour la reconnaissance, un char Centurion pour son chef d'équipe, un Char T28 et même un Mortier Karl. Il semblerait aussi qu'elle dispose d'une force de chars d'entraînement (des M4 Sherman et des Panther sont visibles).

### Personnages principaux
Alice Shimada (島田愛里寿, Shimada Arisu)
Commandante en chef de l'équipe, ainsi que chef d'un char Centurion. Plus jeune que les autres, c'est une élève surdouée qui a sauté plusieurs classes. Elle est la fille de Shimada Chiyo, créatrice du style Shimada, rivale du style Nishizumi. Comme Miho Nishizumi, elle est fan de Boko.

### Personnages secondaires
Azumi (アズミ, Azumi)
Vice-commandante de l'équipe, elle a été formée au lycée BC Freedom. Elle commande un M26 Pershing.
Megumi (メグミ, Megumi)
Vice-commandante de l'équipe, elle a été formée au lycée Saunders. Elle commande un M26 Pershing.
Rumi (ルミ, Rumi)
Vice-commandante de l'équipe, elle a été formée au lycée Continuation. Elle commande un M26 Pershing.

## Fédération japonaise desensha-dō
La Fédération japonaise de sensha-dō est composée d'un président et de trois juges.
Shichiro Kodama (児玉 七郎)
Président de la Fédération japonaise de sensha-dō. Il est rattaché au ministère de l’Éducation, de la Culture, des Sports, de la Science et de la Technologie.
Kanon Sasagawa (笹川カノン, Sasagawa Kanon)
Juge nommée par la Fédération japonaise de sensha-dō.
Remi Takashima (高島 レミ, Takashima Remi)
Juge nommée par la Fédération japonaise de sensha-dō.
Hibiki Inatomi (稲富 ひびき, Inatomi Hibiki)
Juge nommée par la Fédération japonaise de sensha-dō.

## Autres
Shiho Nishizumi (西住 しほ, Nishizumi Shiho)
Mère de Maho et de Miho, elle est la créatrice du style Nishizumi.
Chiyo Shimada (島田千代, Shimada Chiyo)
Mère d'Alice Shimada, elle travaille à la Fédération japonaise de sensha-dō.
Yuri Isuzu (五十鈴 百合, Isuzu Yuri)
Mère d'Hana Isuzu. Pratiquant l'art floral japonais ikebana, elle est réticente à l'idée que sa fille puisse pratiquer le sensha-dō.
Jungoro Akiyama (秋山 淳五郎)
Père de Yukari Akiyama. Il est propriétaire d'un salon de coiffure.
Yoshiko Akiyama (秋山 好子)
Mère de Yukari Akiyama. Elle travaille dans le salon de son mari.
Hisako Reizei (冷泉 久子, Reizei Hisako)
Grand-mère de Mako Reizei. Hospitalisée, Mako lui rend souvent visite.
Boko

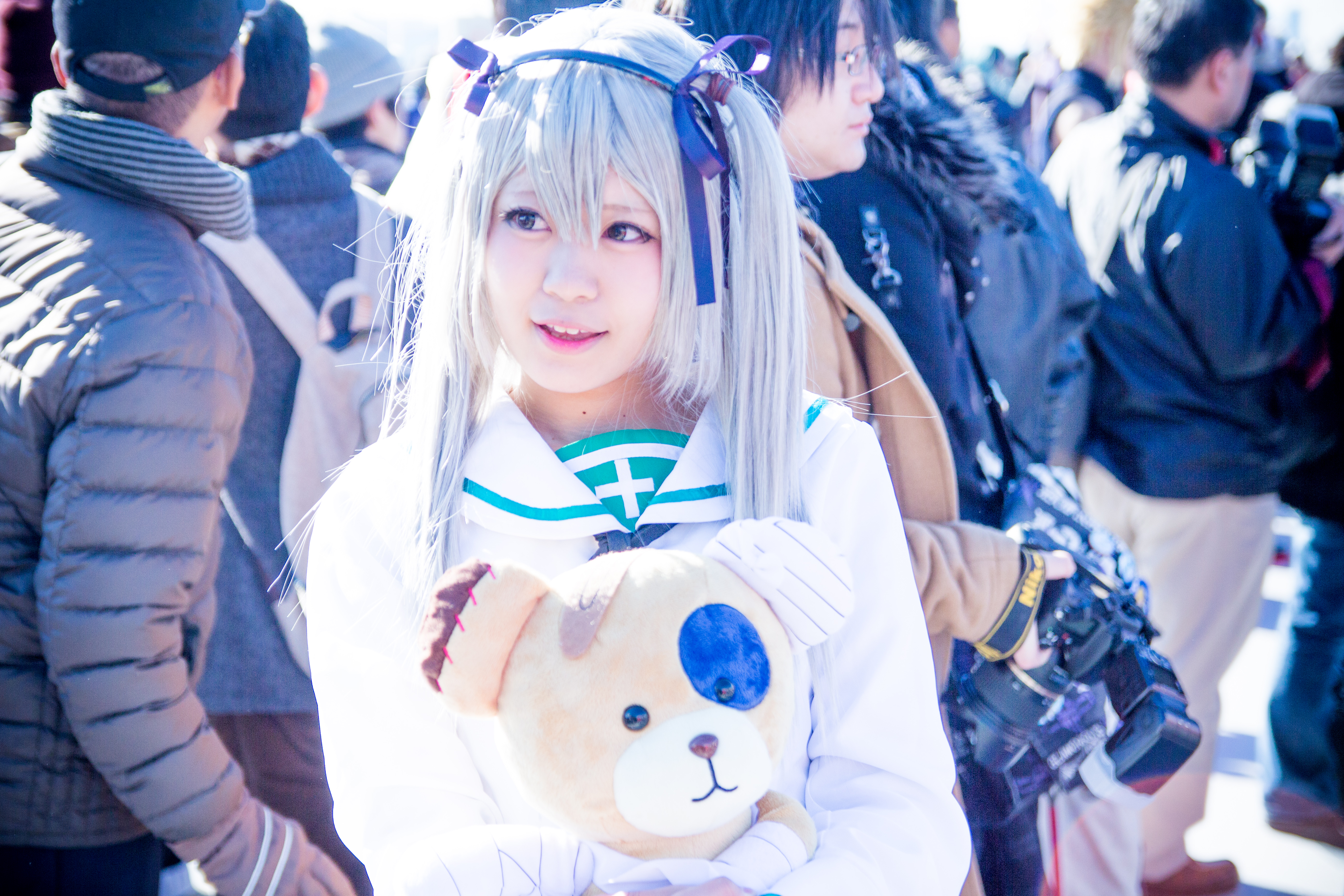
Costumeuse au Comiket 2016 tenant un ours Boko dans ses bras.

Franchise d'ours en peluche qui représente l'esprit de combat dans le sensha-dō.
Renta Tsuji (辻 廉太, Tsuji Renta)
Membre du bureau de l'éducation des navires-écoles du ministère de l’Éducation, de la Culture, des Sports, des Sciences et de la Technologie. Pour une raison qui n'est connue, il tente par tout les moyens à fermer le lycée Ōarai.
Chitose Hachitani (蜂谷 千歳)
Adjudante de la Force terrestre d’autodéfense.